# 背炙山公園野草ゾーン

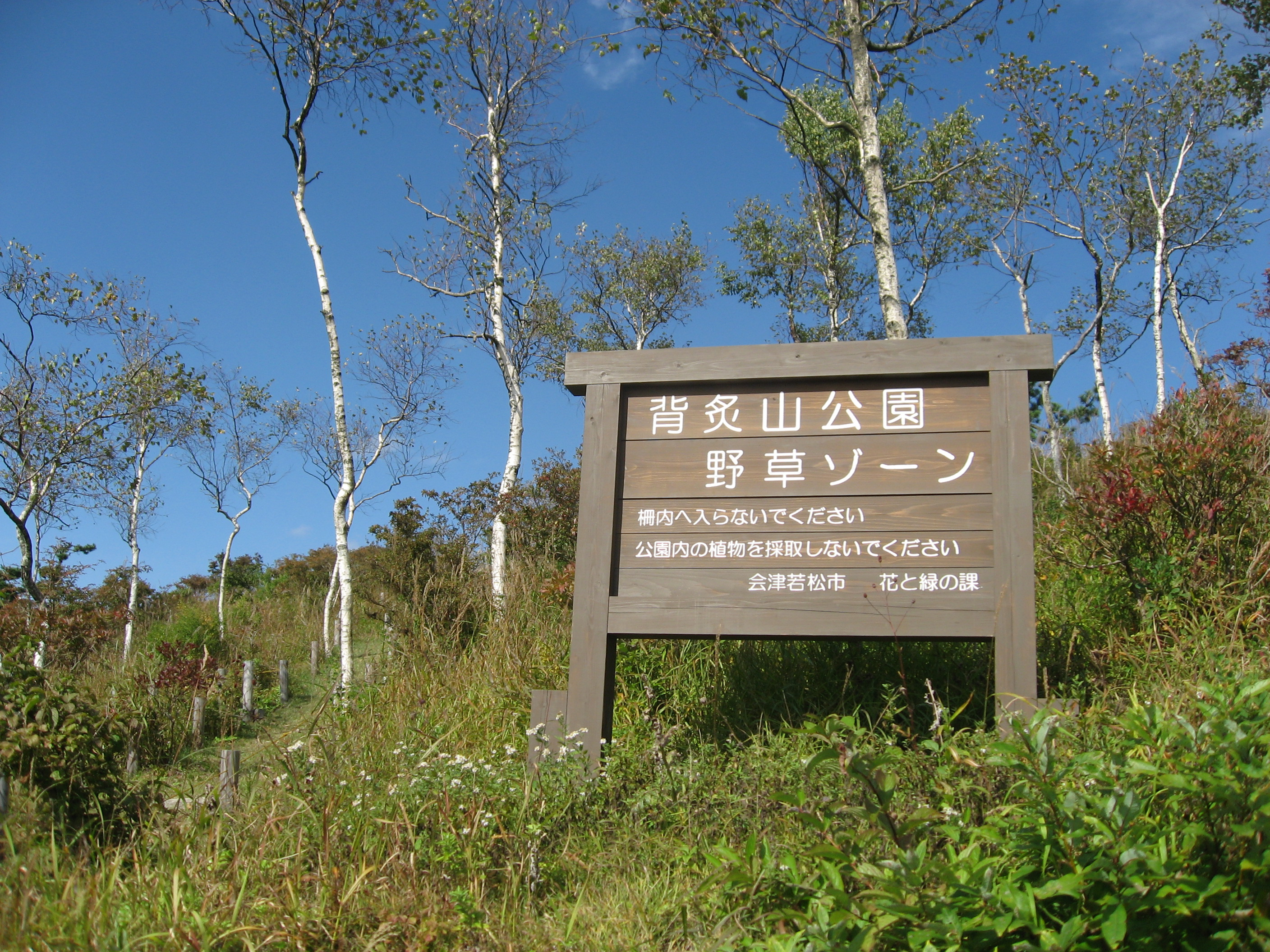
秋の背炙山公園野草ゾーン

背炙山公園野草ゾーン（せあぶりやまこうえんやそうゾーン）は、福島県会津若松市の背炙山公園内にあるミニ野草園である。春は、背炙山公園でヤマツツジ、レンゲツツジの花が映える。初夏には野草ゾーン内にキョウチクトウ科（旧分類ではガガイモ科）カモメヅル属のフナバラソウ、スズサイコ等、草刈草原に特有、希少な草本が多く観察される。

## 概要
- 背炙山は会津若松市街地東部にあり、猪苗代湖の西部に位置する。背炙山公園（A=72.4ha)は、1956年に背炙山に設置された都市公園（風致公園）であり、会津東山自然休養林の一部である。1956年には東山温泉からロープウェイ（背炙り山空中ケーブル）やリフトが開設されたが、1985年には、老朽化や赤字を理由として廃止された。現在は福島県道東山温泉線が通じている。県道は冬期間（通常12月から翌年4月下旬まで）閉鎖され通行止めになる。

- 背炙山公園内に相当規模の植物園を設置する計画・研究は、1956年から行われてきたが実行されなかった。その間、ツツジやシャクナゲの植栽などは継続して行われてきた。背炙山公園野草ゾーンは、背炙山公園の一部に、行政と市民協働によるミニ野草園として2006年秋に開設され、2007年春から運用されている。背炙山レストハウス駐車場に隣接した、標高約820mの日当たり、水はけの良い南西向斜面であり、その周辺を含め永年にわたり草刈など人為的に管理されてきたススキ草原、シバ草原である。0.3haのエリアに約200種の野草が自生しており、遊歩道と写真掲示板『今の見頃』が整備されている。県道閉鎖期間は、野草ゾーン、レストハウスとも閉鎖される。

## 季節の花

### 5月の花
- アズマギク、エゾタンポポ、セイヨウタンポポ、フキ、ミツバアケビ、オオヤマザクラ、キジムシロ、ミツバツチグリ、サルトリイバラ、フデリンドウ、オキナグサ、スミレ、タチツボスミレ、タガネソウ

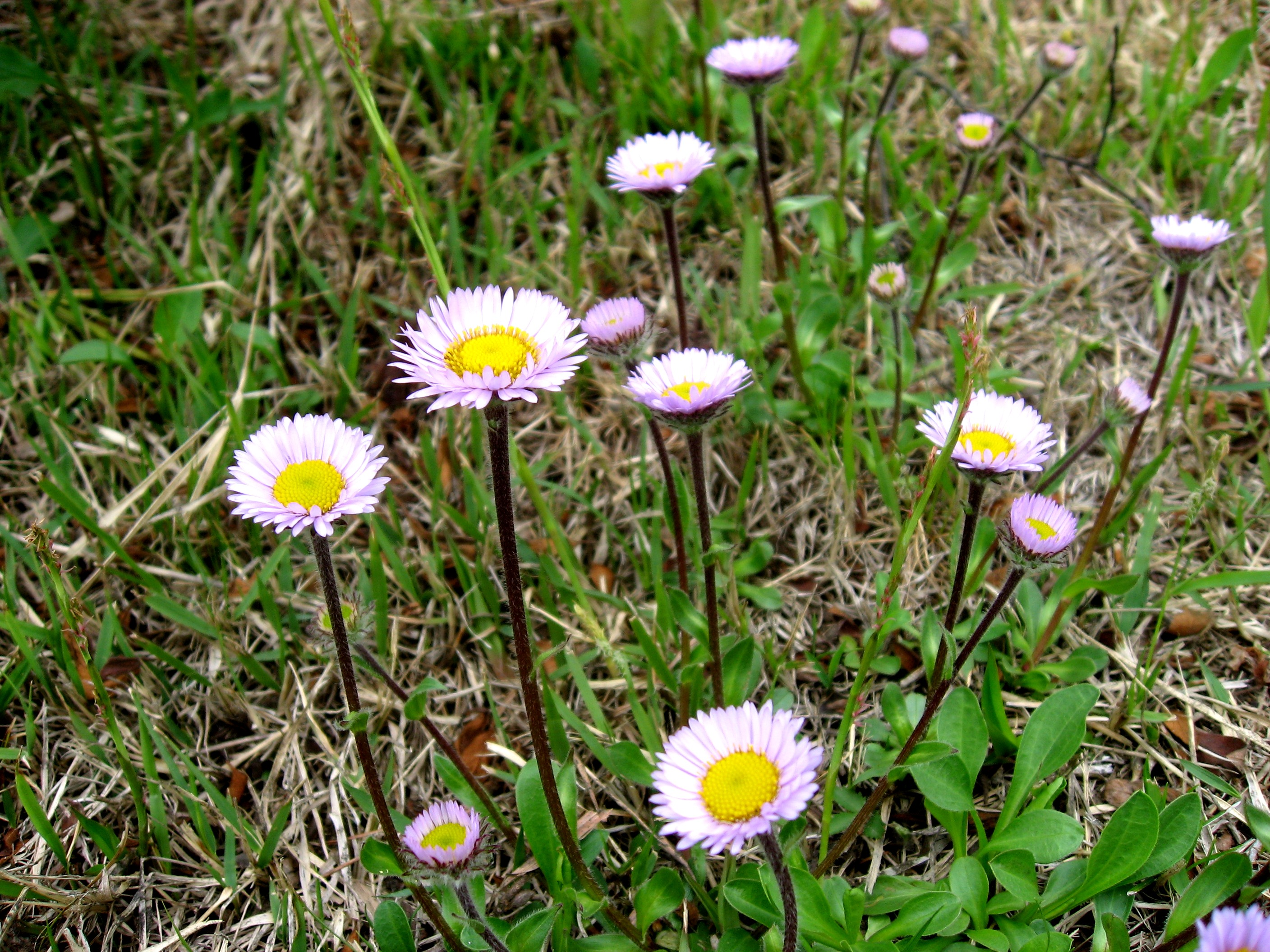
アズマギク （キク科） Erigeron thunbergii
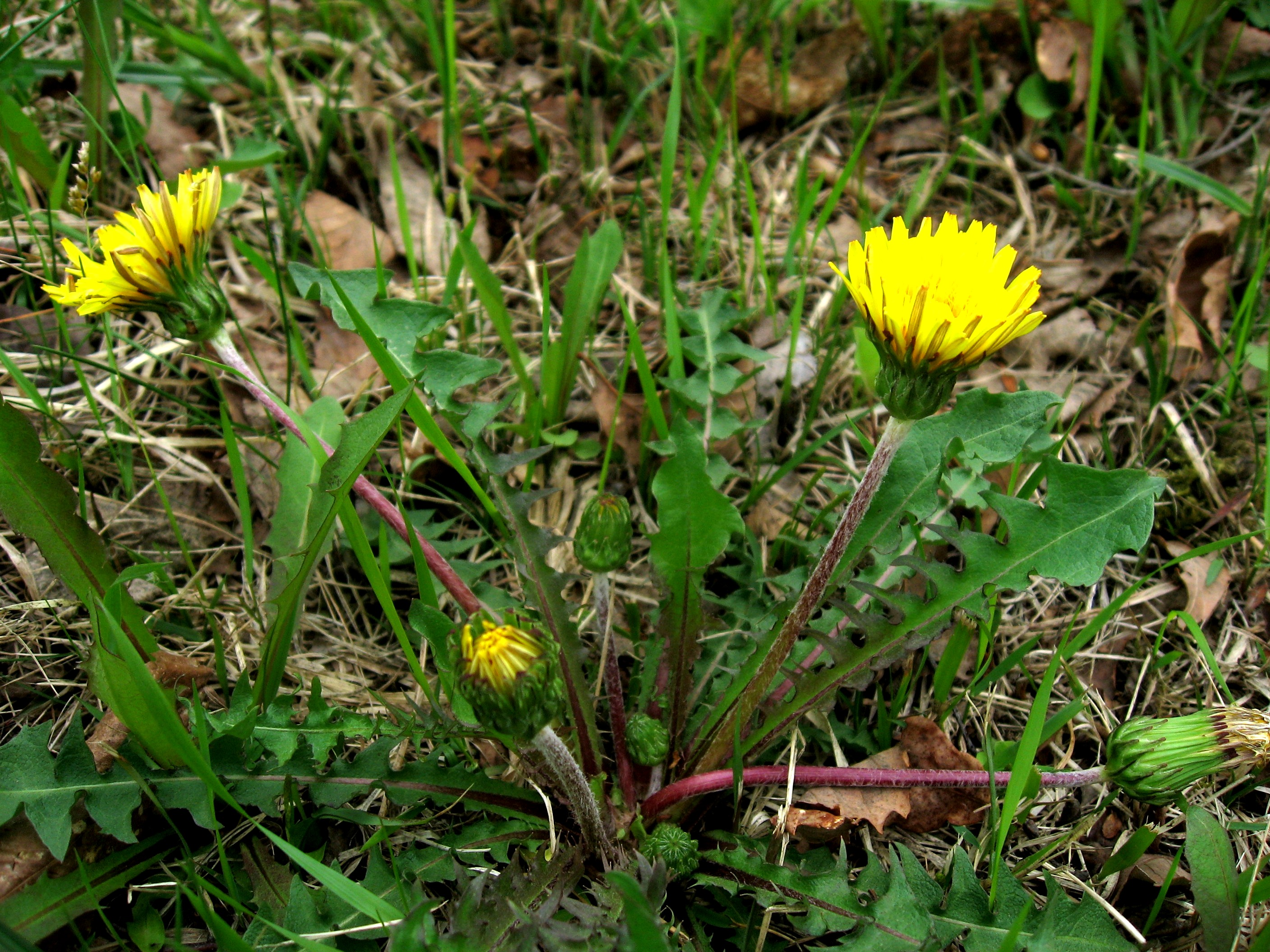
エゾタンポポ （キク科） Taraxacum hondoense
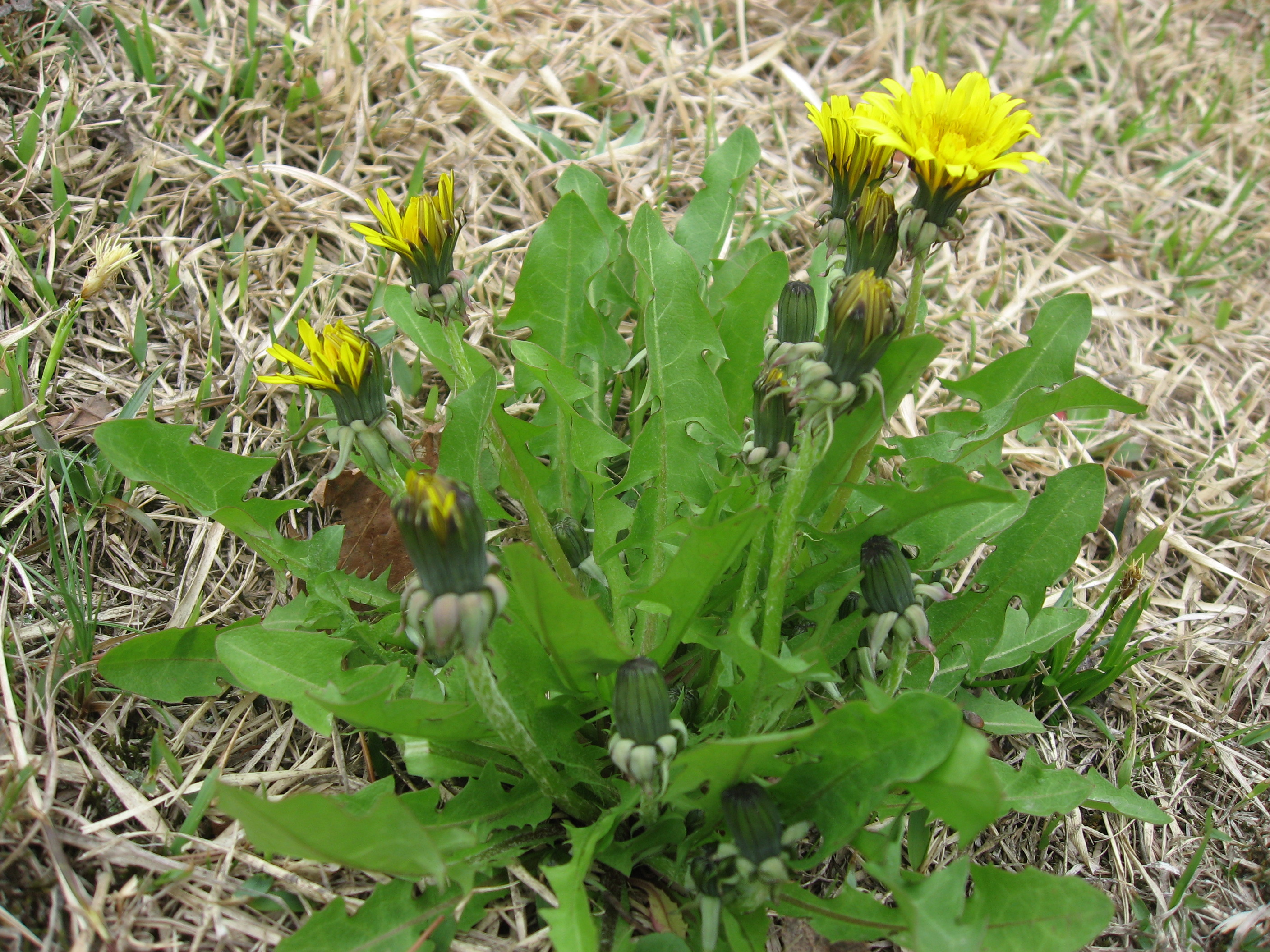
セイヨウタンポポ （キク科） Taraxacum officinale
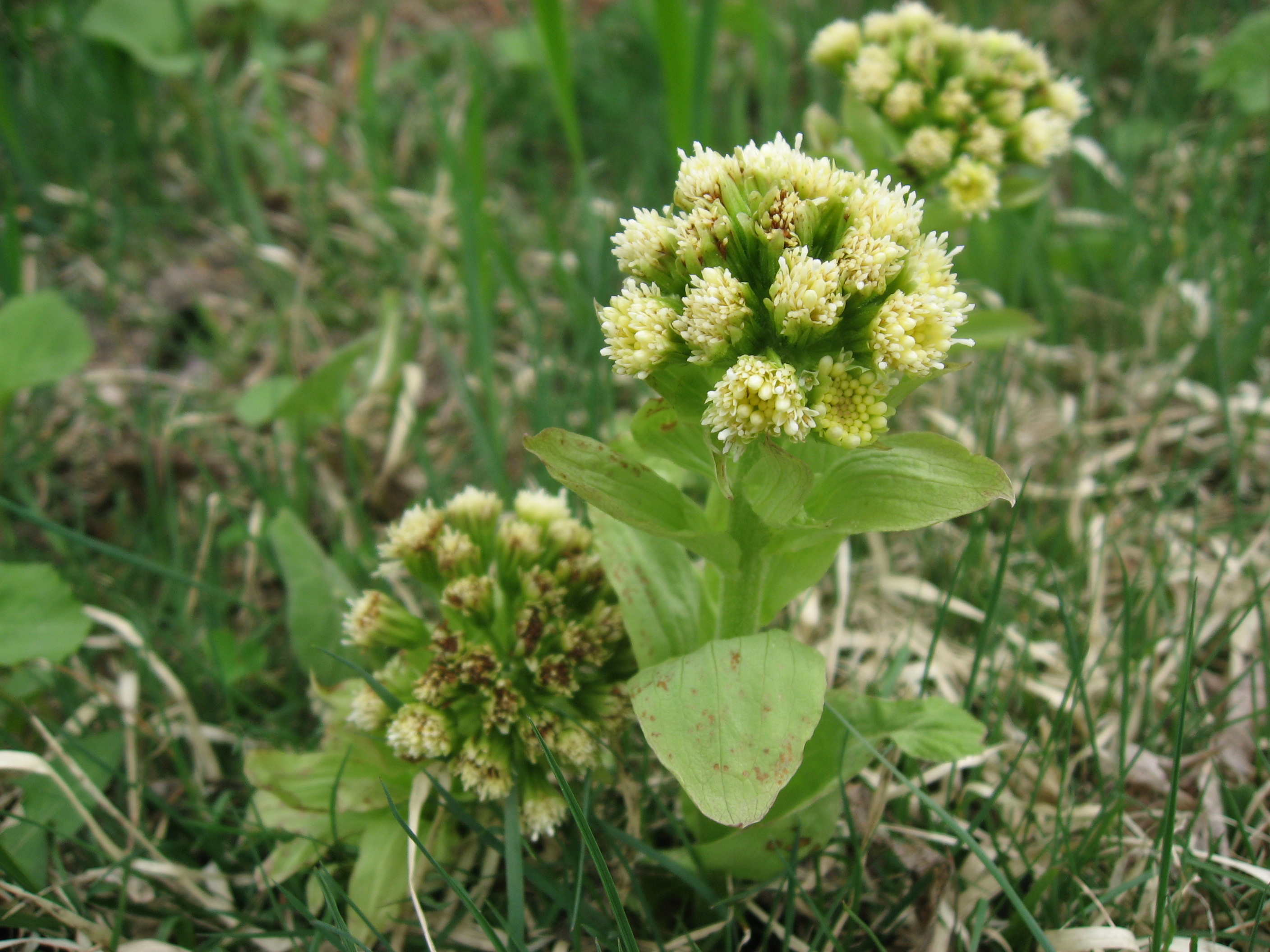
フキ （キク科） Petasites japonicus
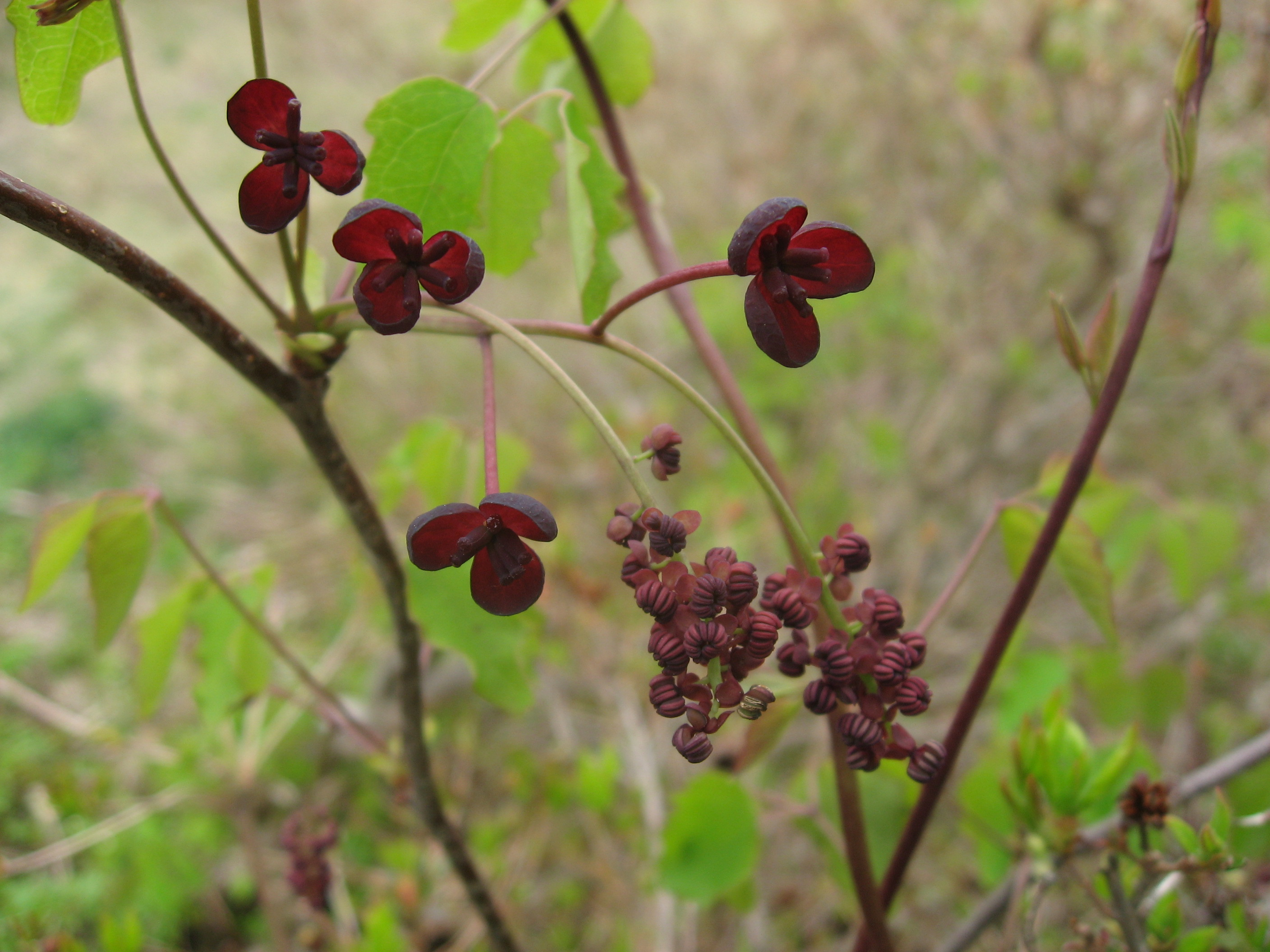
ミツバアケビ （アケビ科） Akebia trifoliata
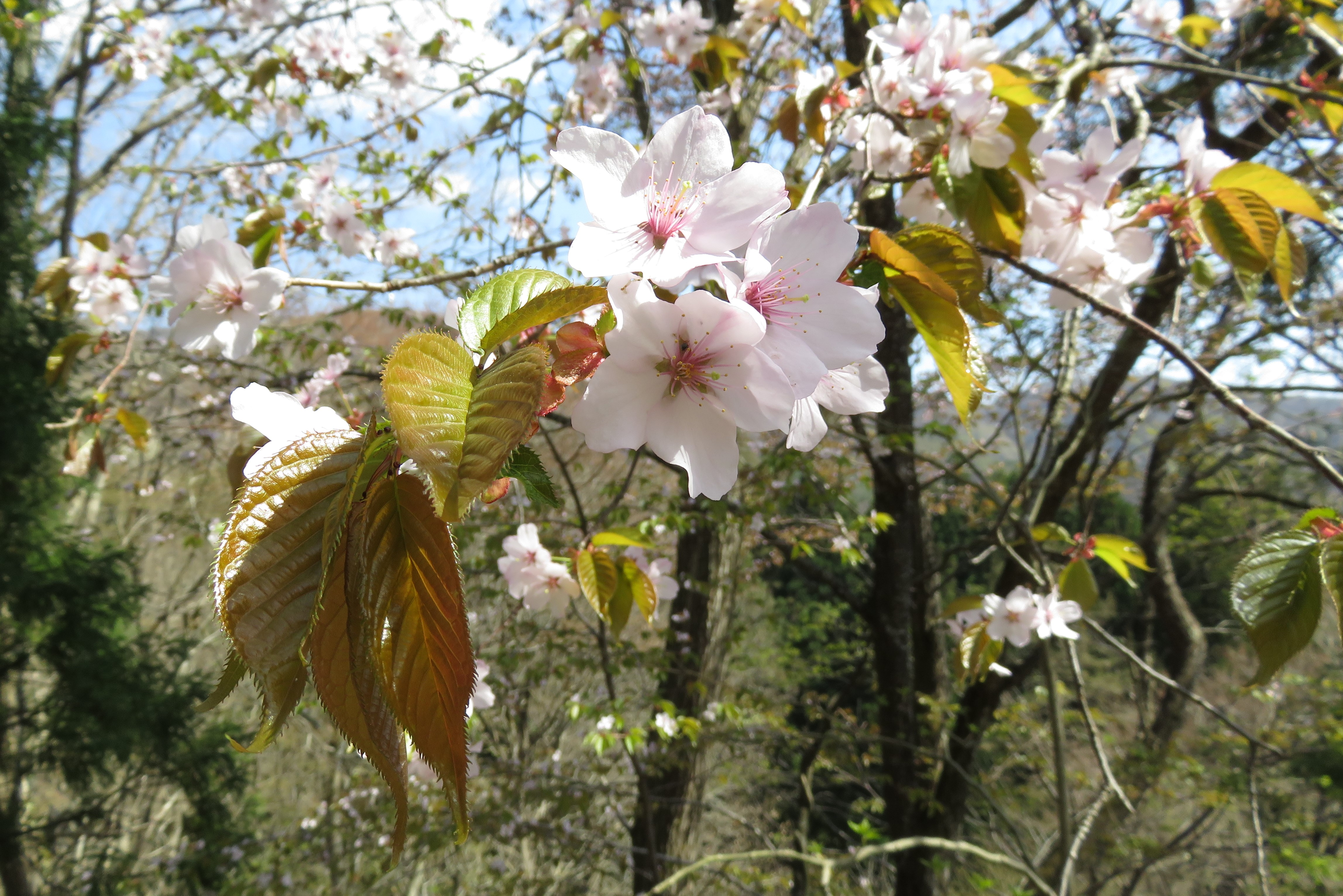
オオヤマザクラ （バラ科） Prunus sargentii
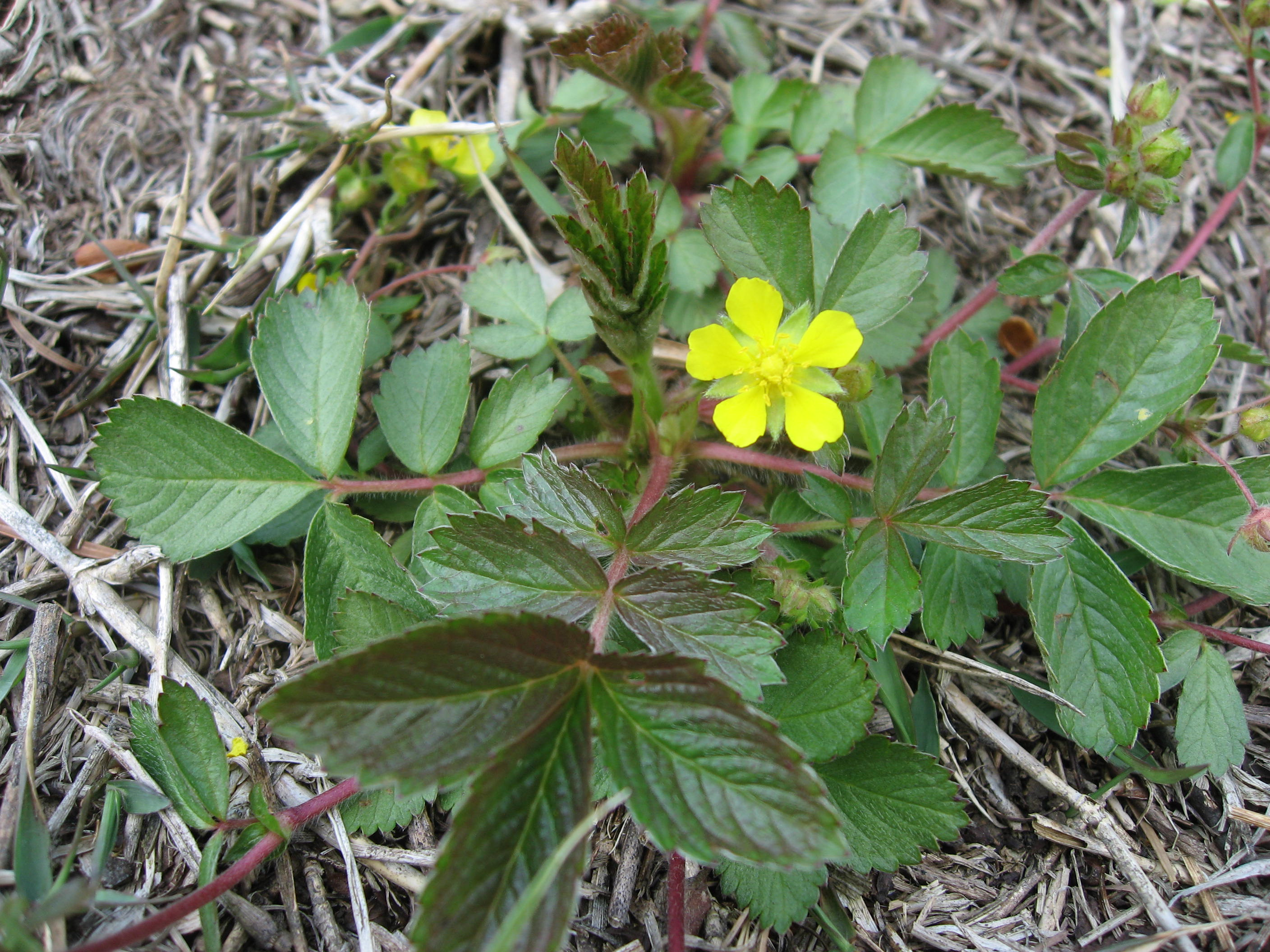
キジムシロ （バラ科） Potentilla fragarioides var. major
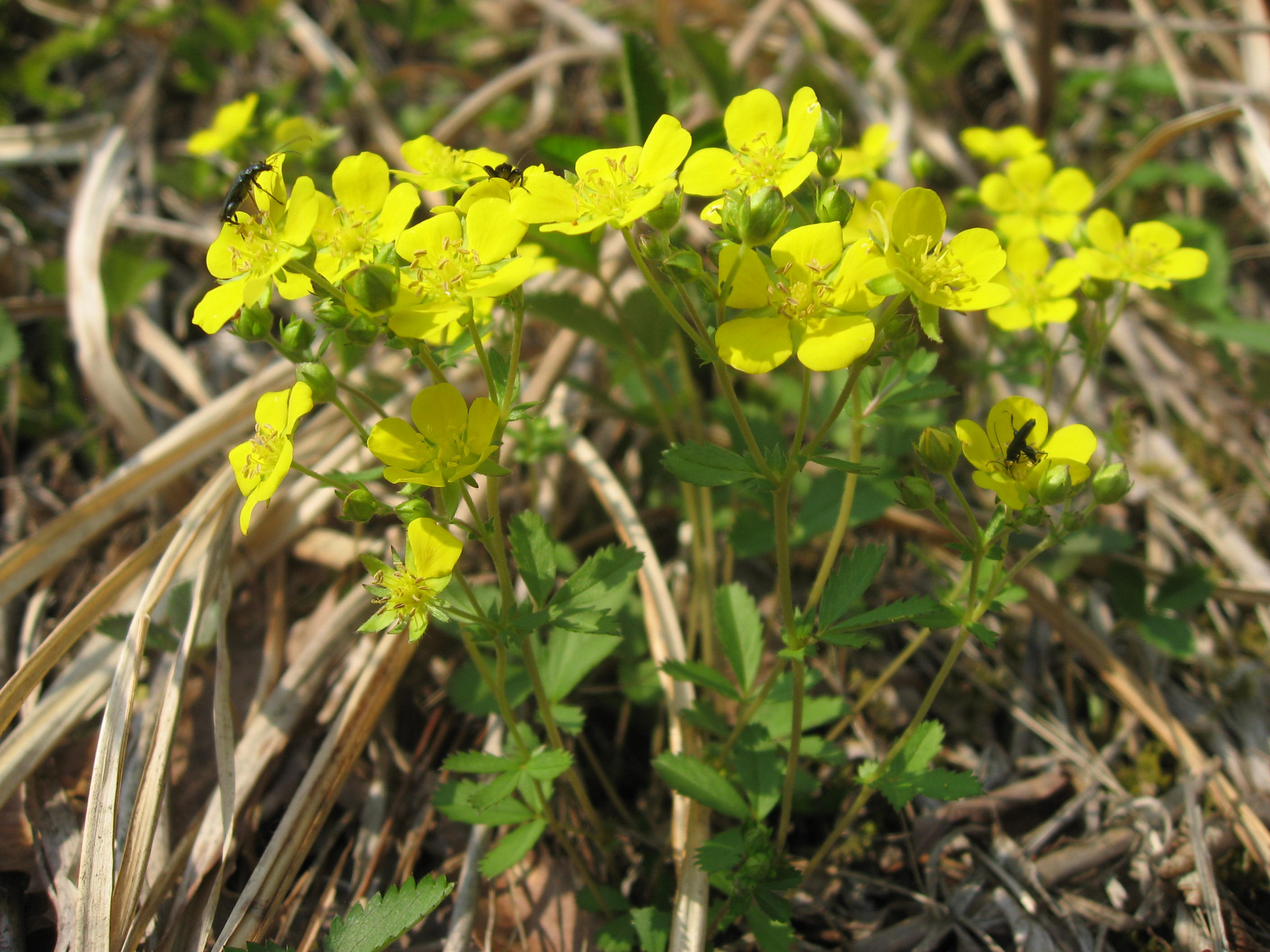
ミツバツチグリ （バラ科） Potentilla freyniana
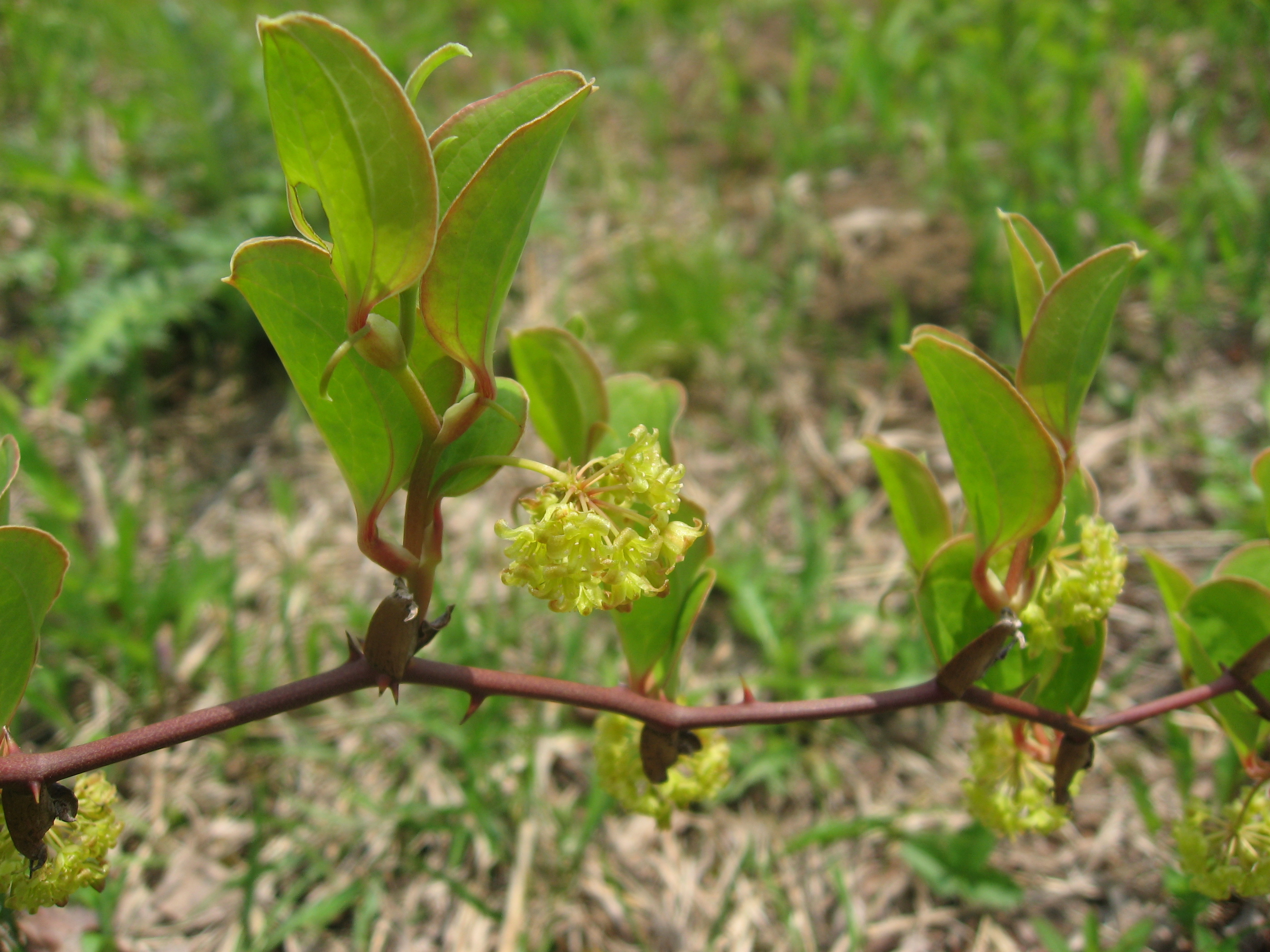
サルトリイバラ （サルトリイバラ科） Smilax china
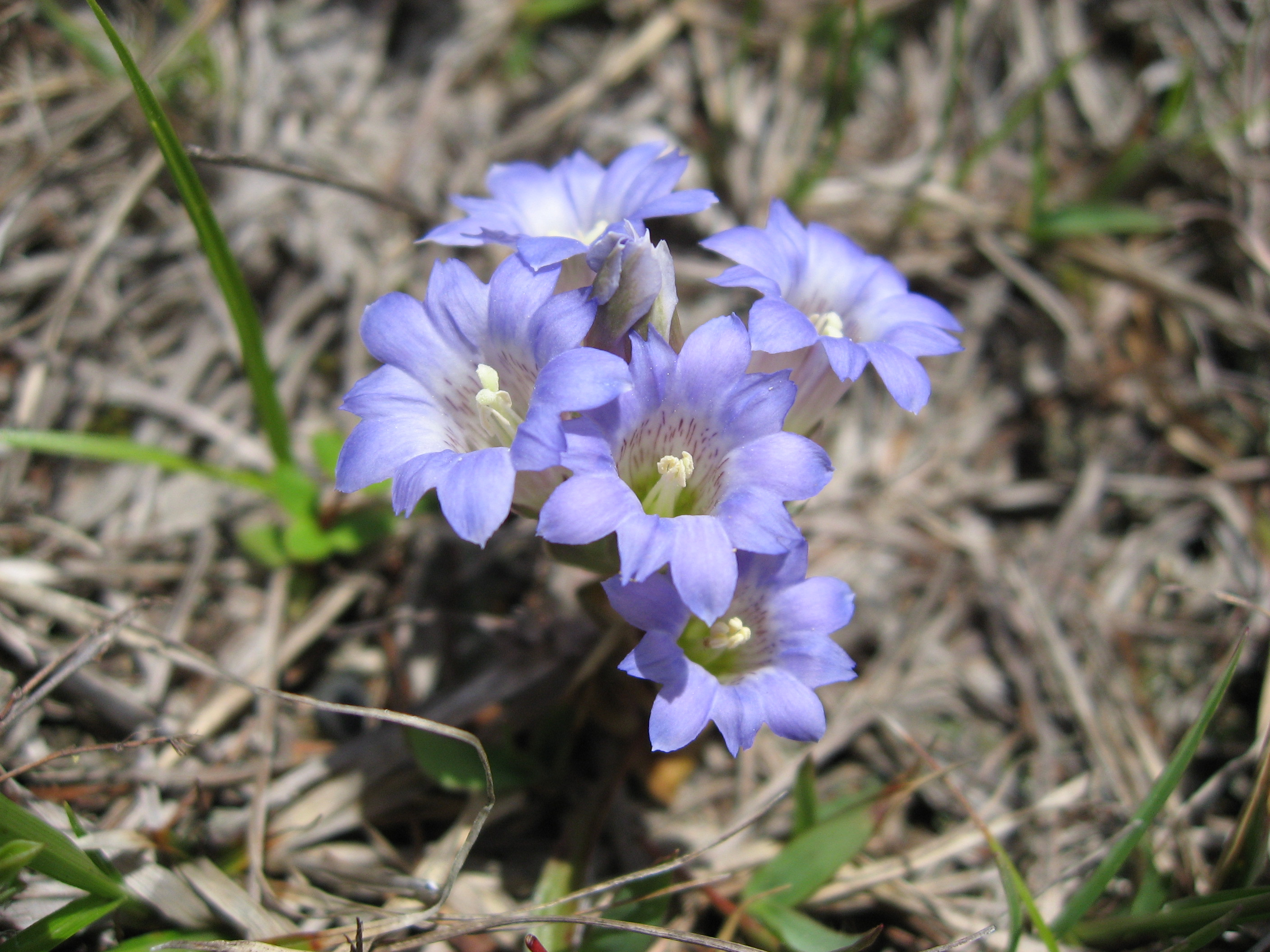
フデリンドウ （リンドウ科） Gentiana zollingeri
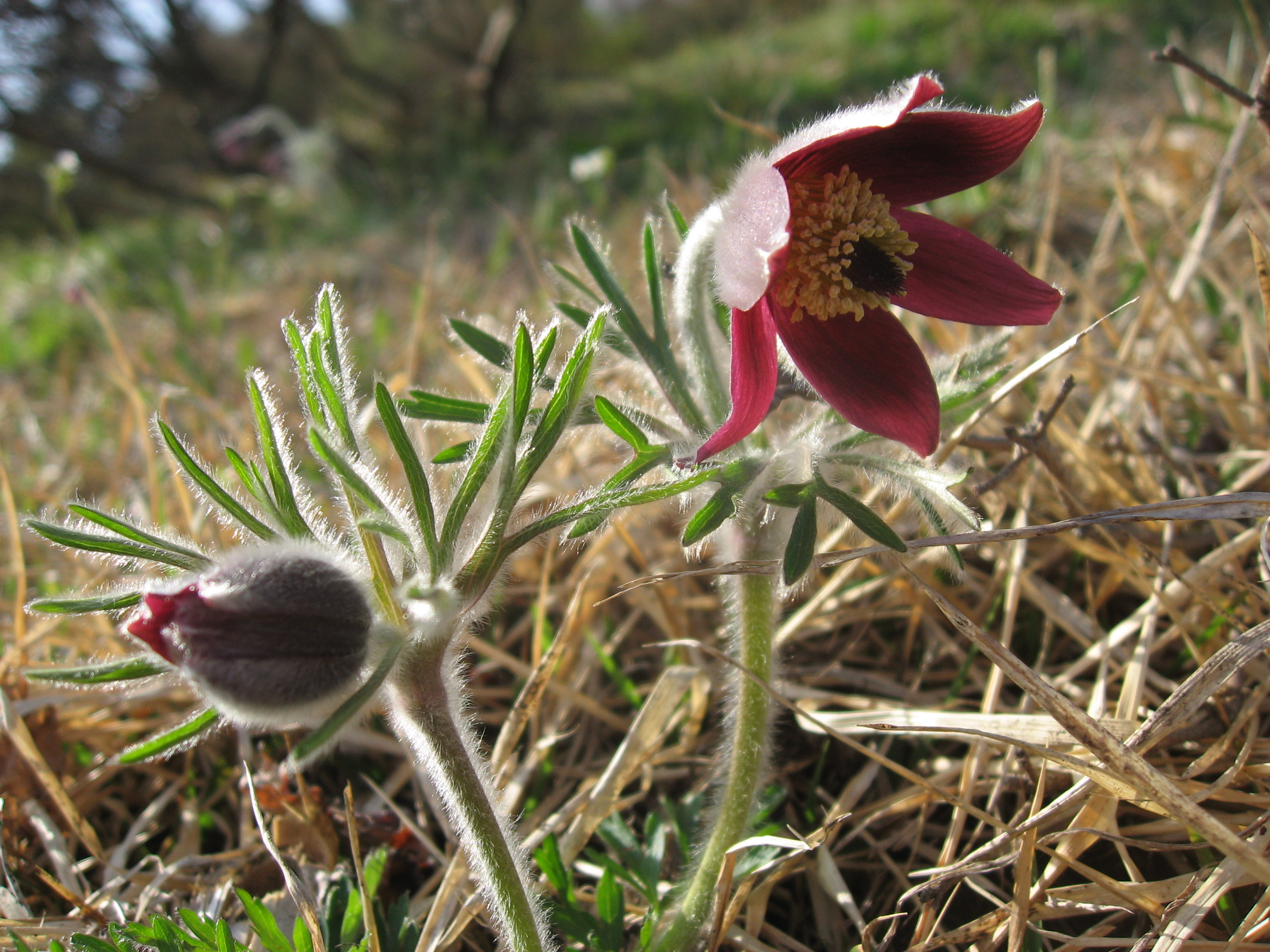
オキナグサ （キンポウゲ科） Pulsatilla cernua
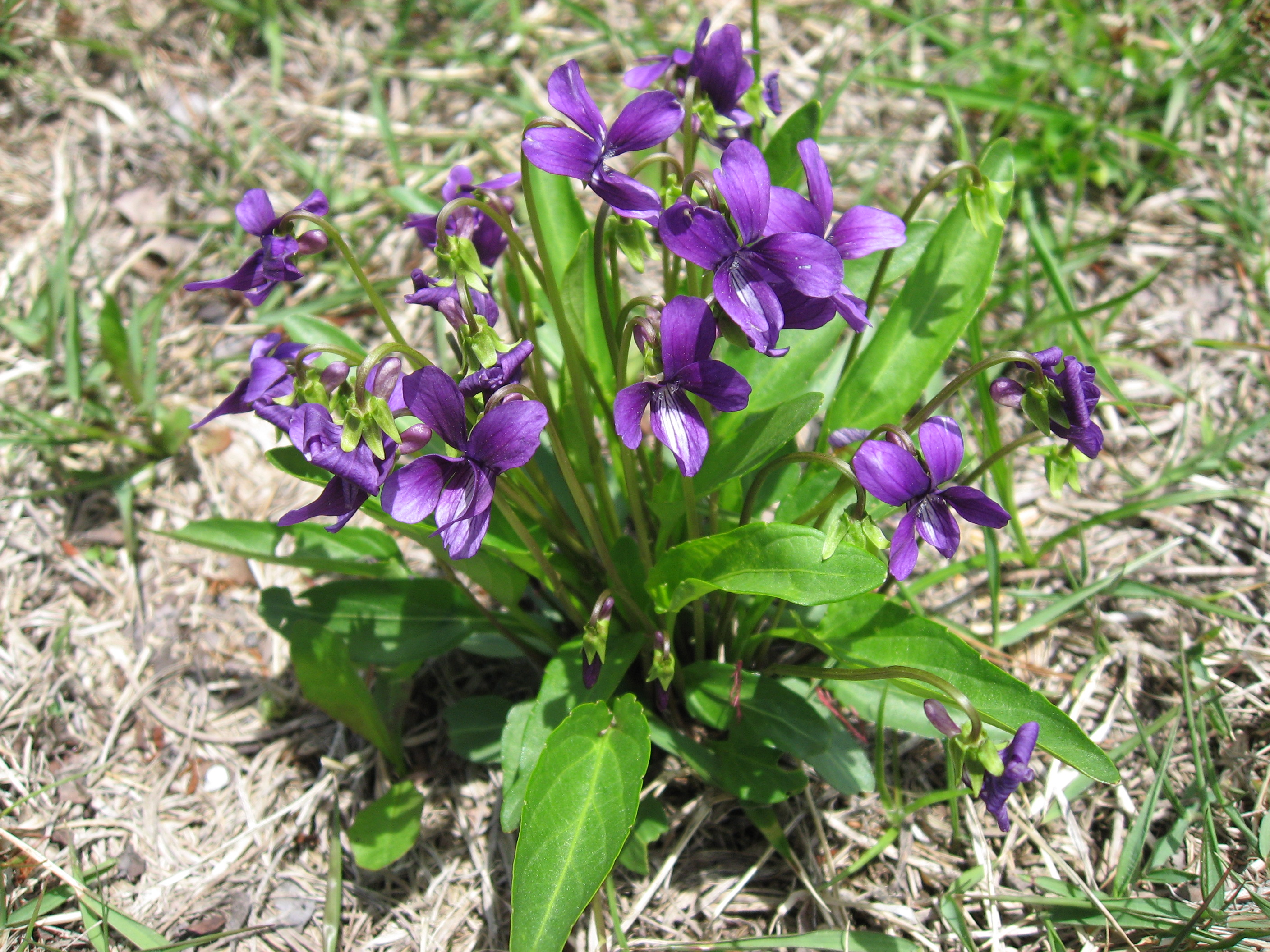
スミレ （スミレ科） Viola mandshurica
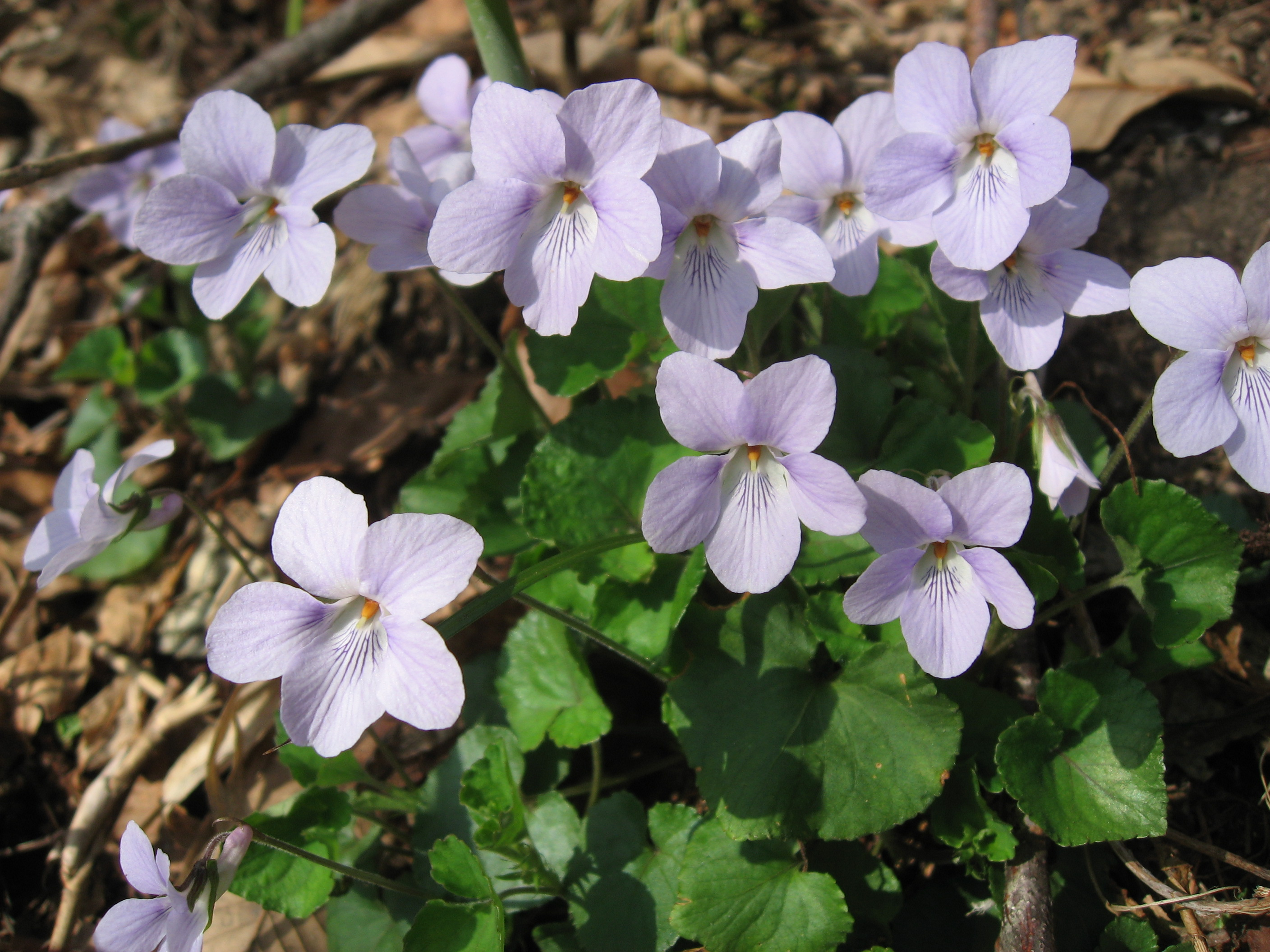
タチツボスミレ （スミレ科） Viola grypoceras
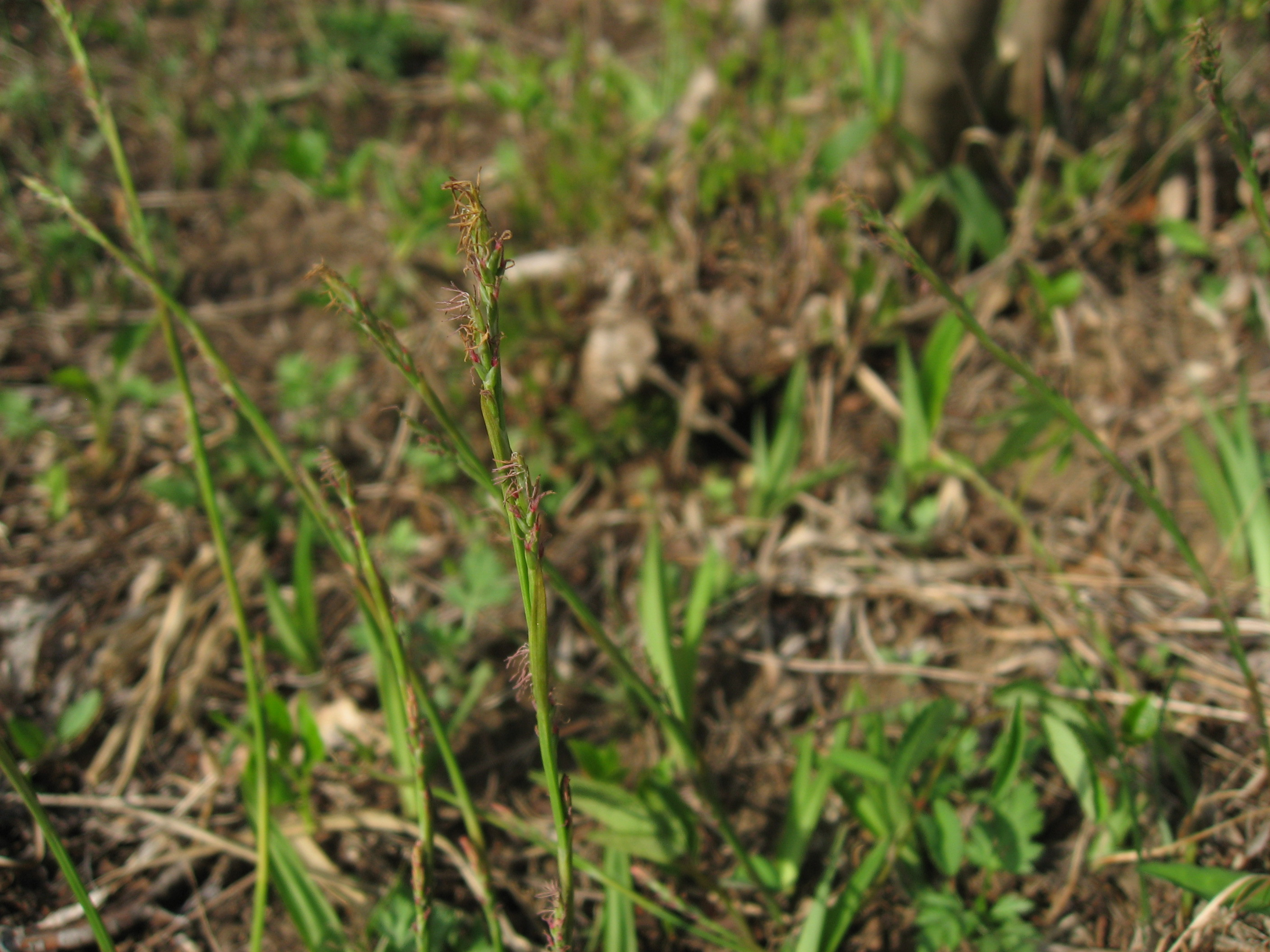
タガネソウ （カヤツリグサ科） Carex siderosticta

### 6月の花
- アヤメ、フナバラソウ、オニアザミ、ノアザミ、オカオグルマ、ハナニガナ、セイヨウノコギリソウ、フランスギク、ハルジオン、ウマノアシガタ、コナスビ、タツナミソウ、ガマズミ、タニウツギ、ヤマツツジ、レンゲツツジ、ツルウメモドキ、ナナカマド、ホタルカズラ、アマドコロ、ミヤマナルコユリ、スズラン、ヒメハギ

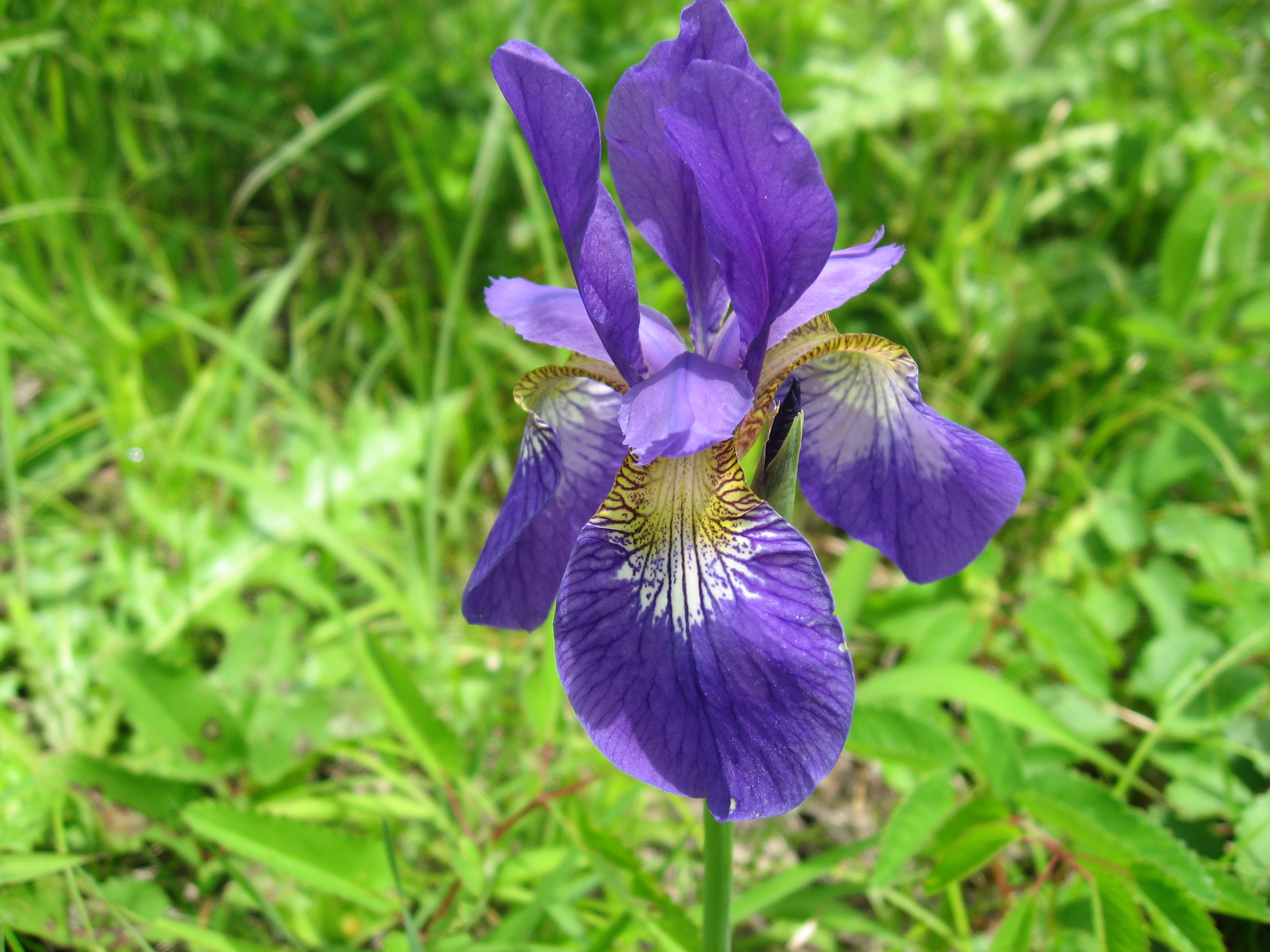
アヤメ （アヤメ科） Iris sanguinea
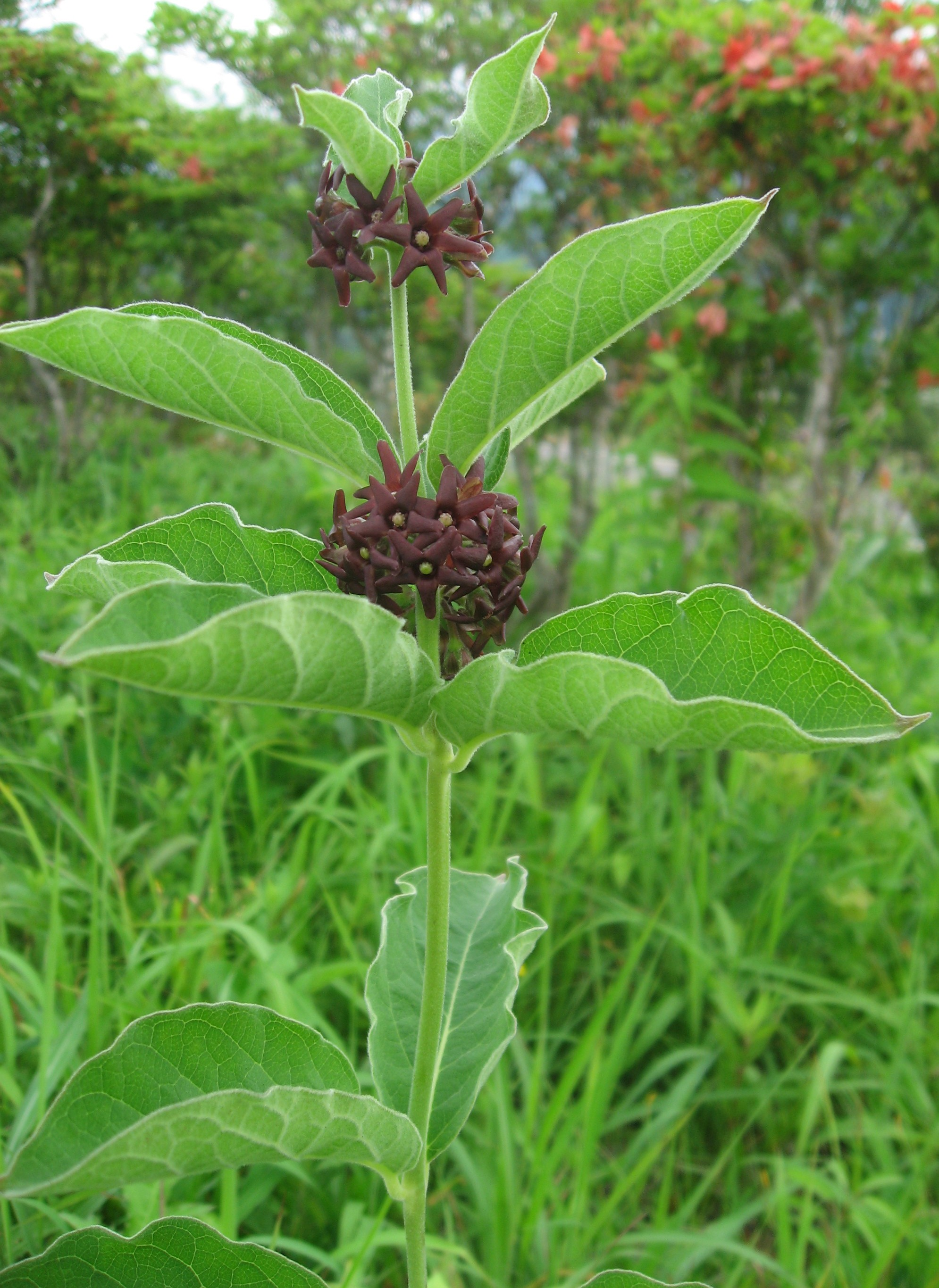
フナバラソウ （キョウチクトウ科） Vincetoxicum atratum
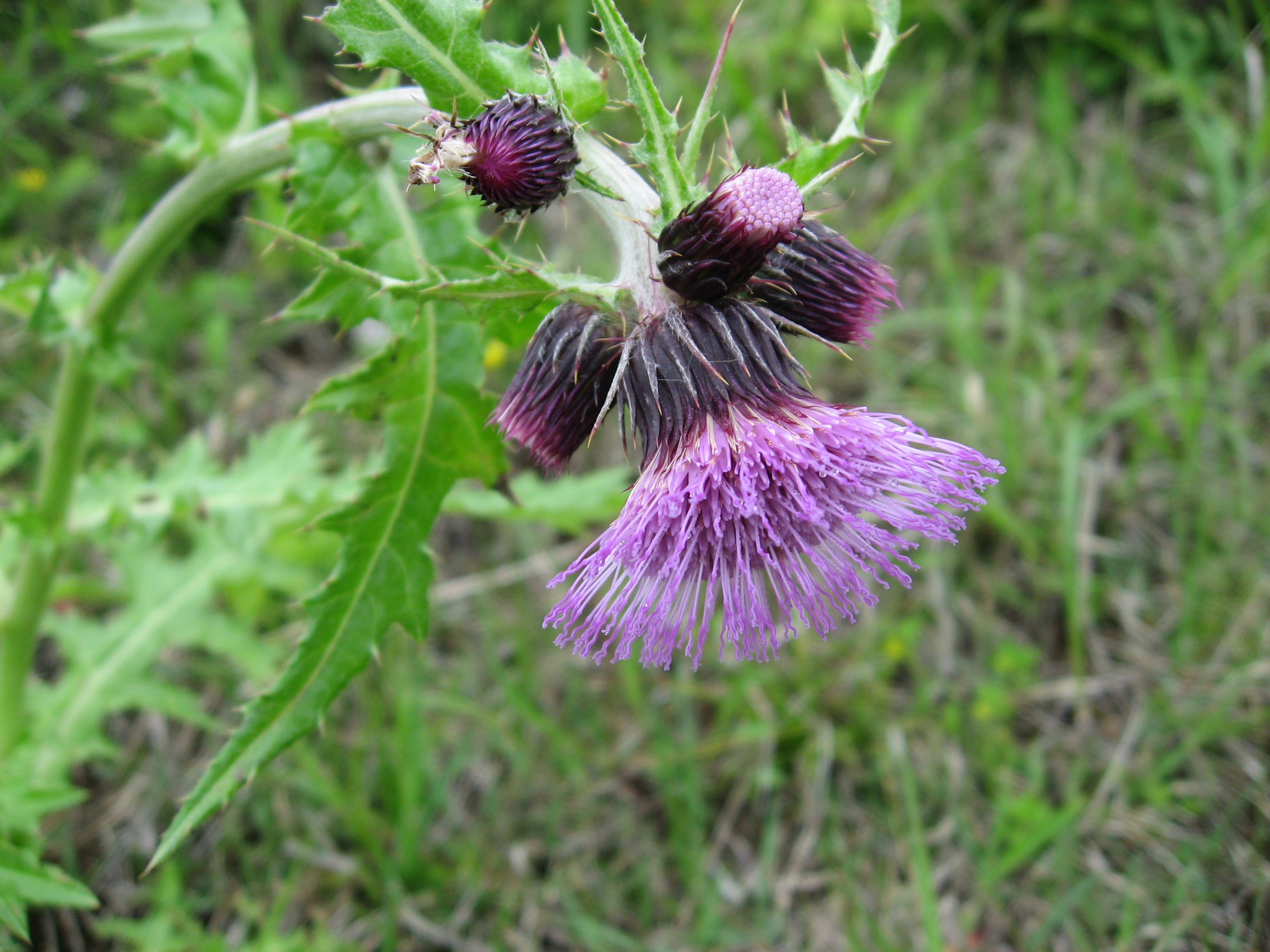
オニアザミ （キク科） Cirsium borealinipponense
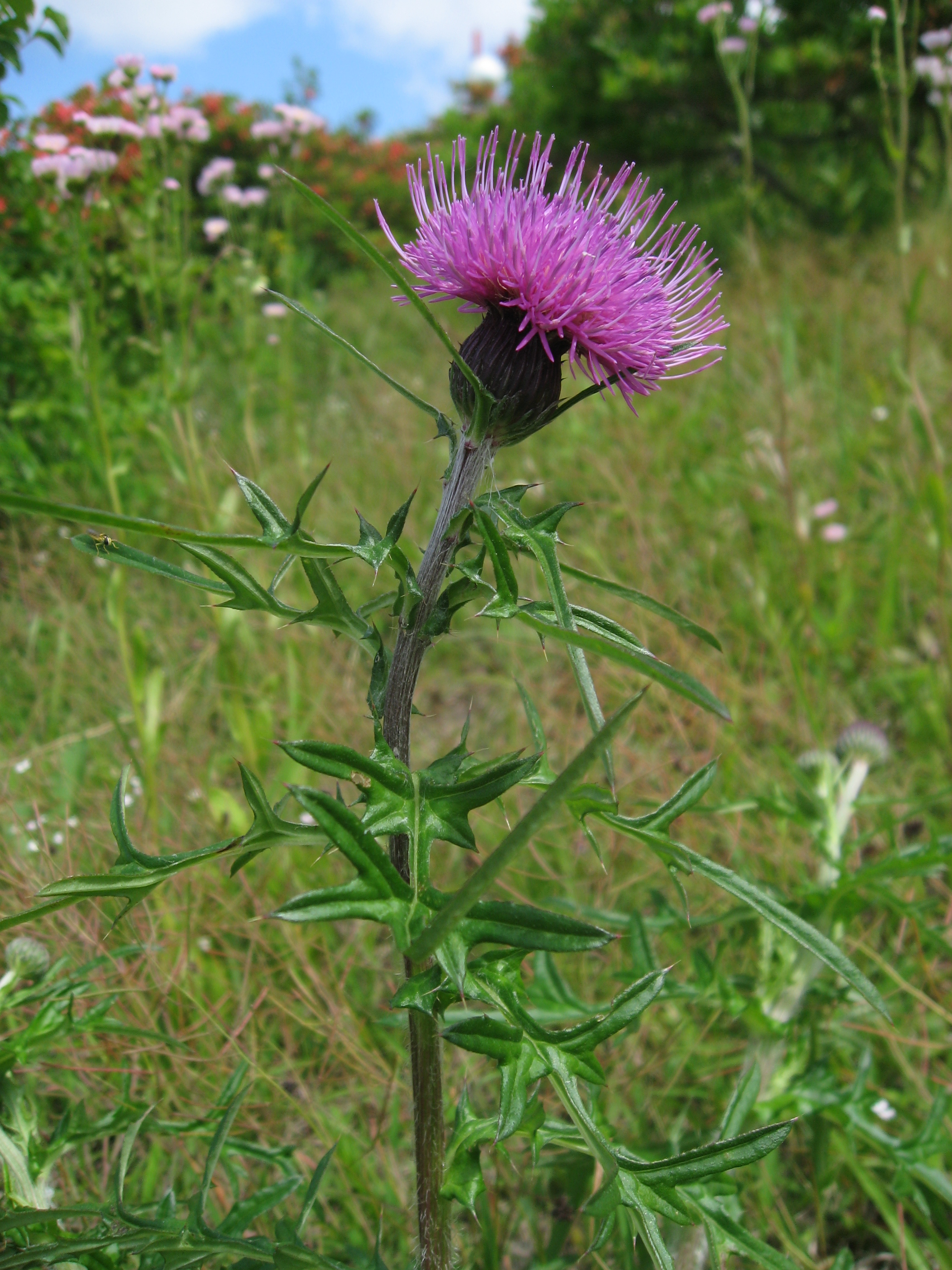
ノアザミ （キク科） Cirsium japonicum
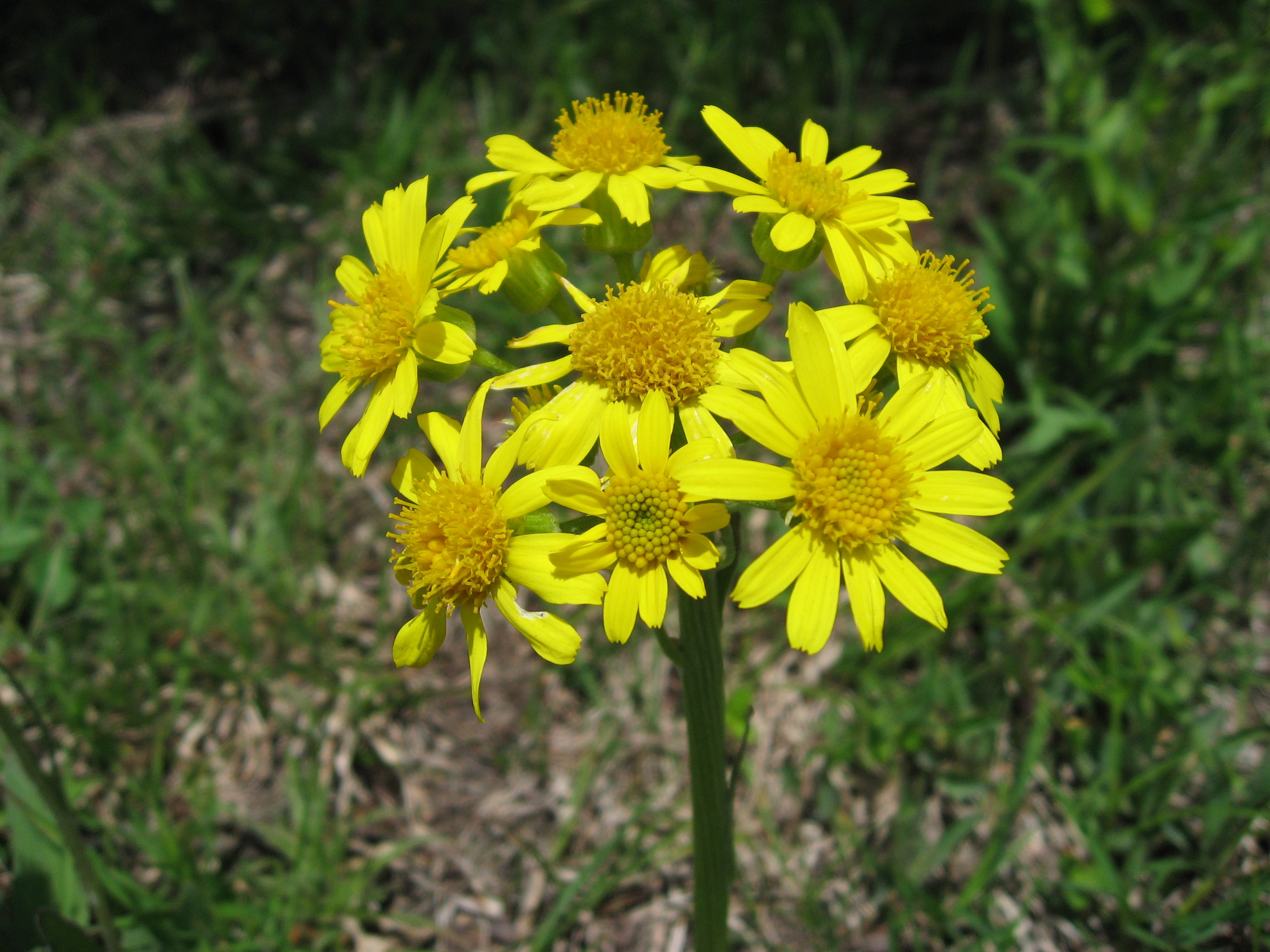
オカオグルマ （キク科） Senecio integrifolius var. spathulatus
ハナニガナ （キク科） Ixeris dentatai var. albiflora f. amplifolia
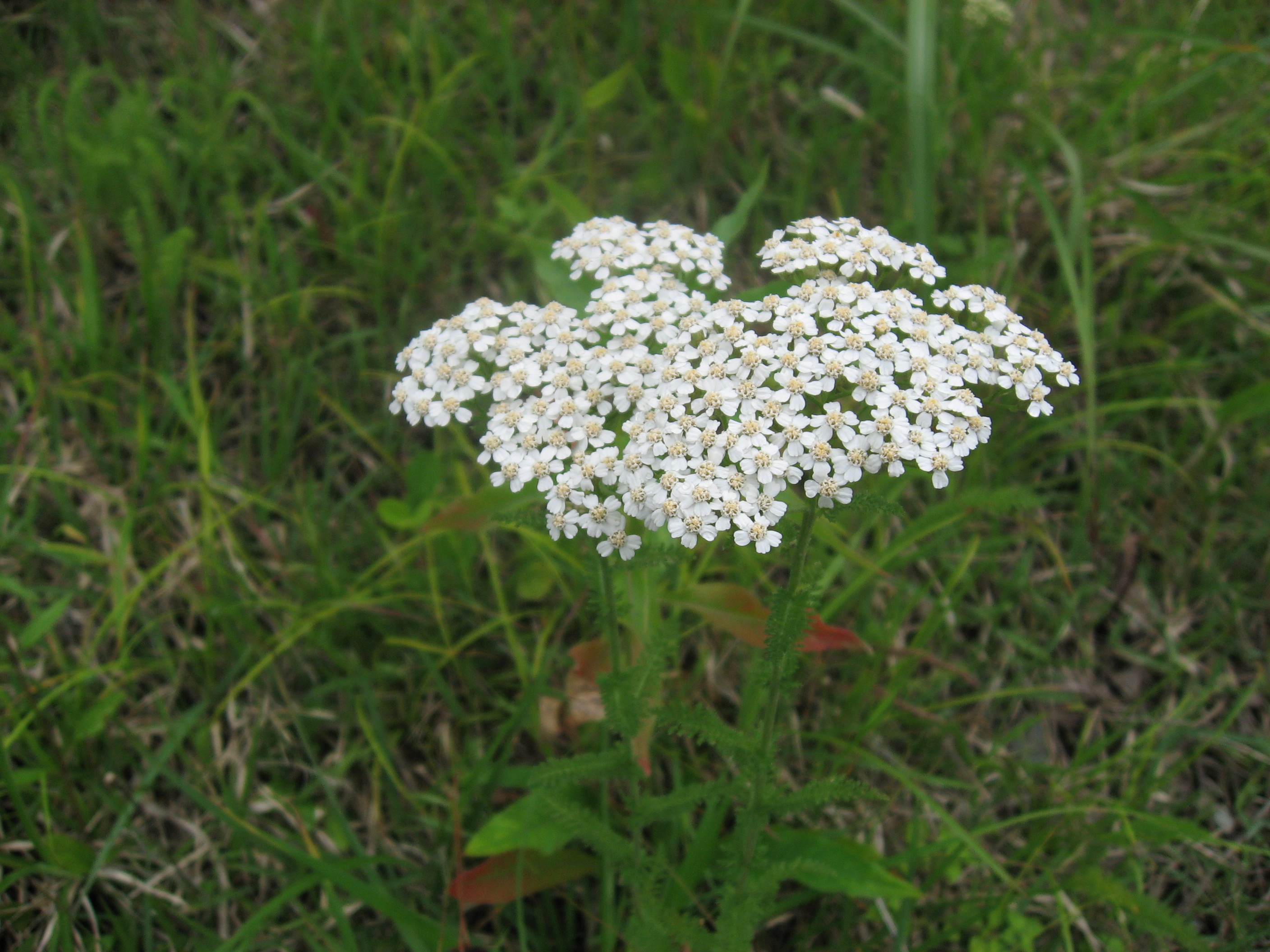
セイヨウノコギリソウ （キク科） Achillea millefolium
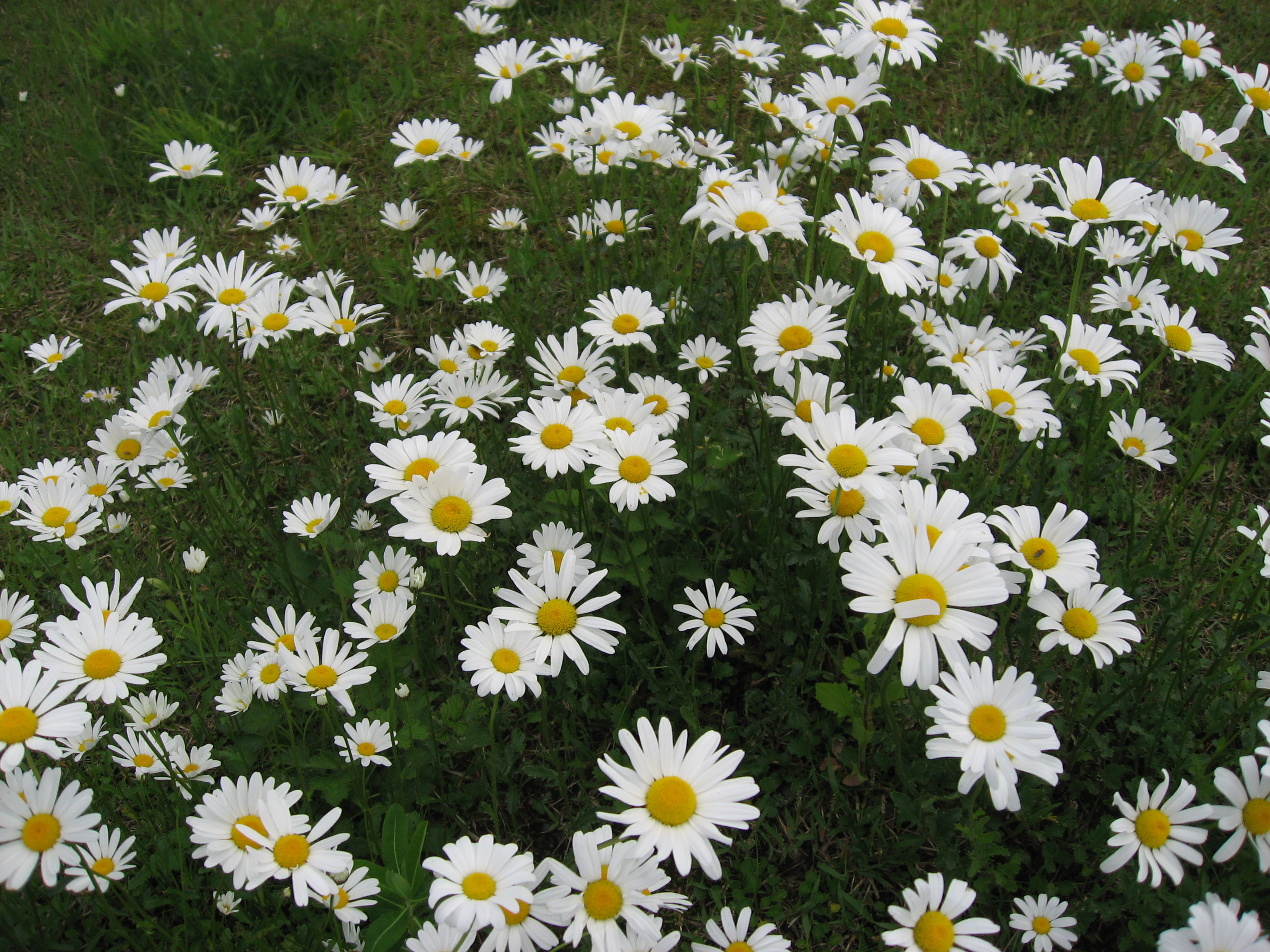
フランスギク （キク科） Leucanthemum vulgare
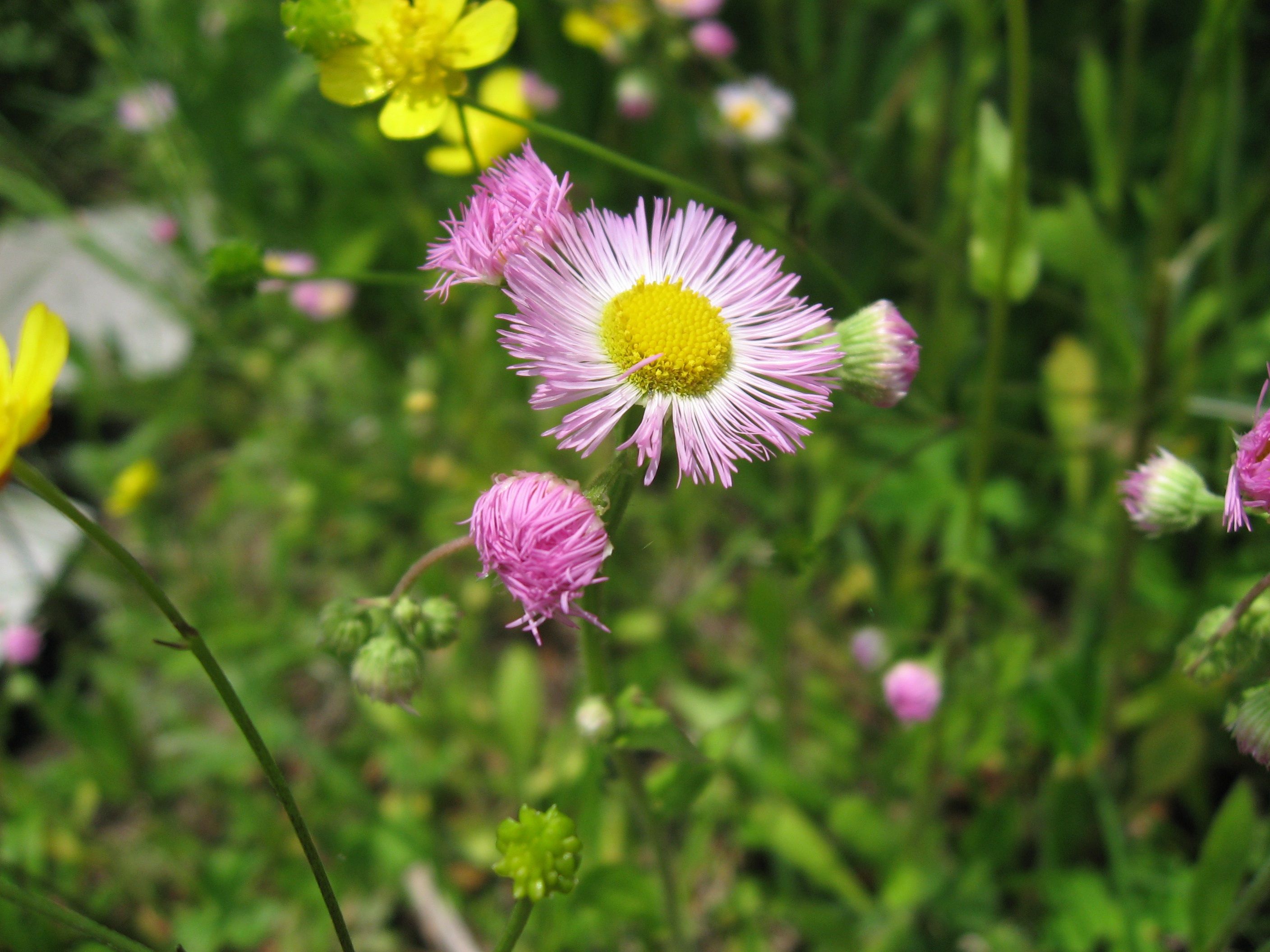
ハルジオン （キク科） Erigeron philadelphicus
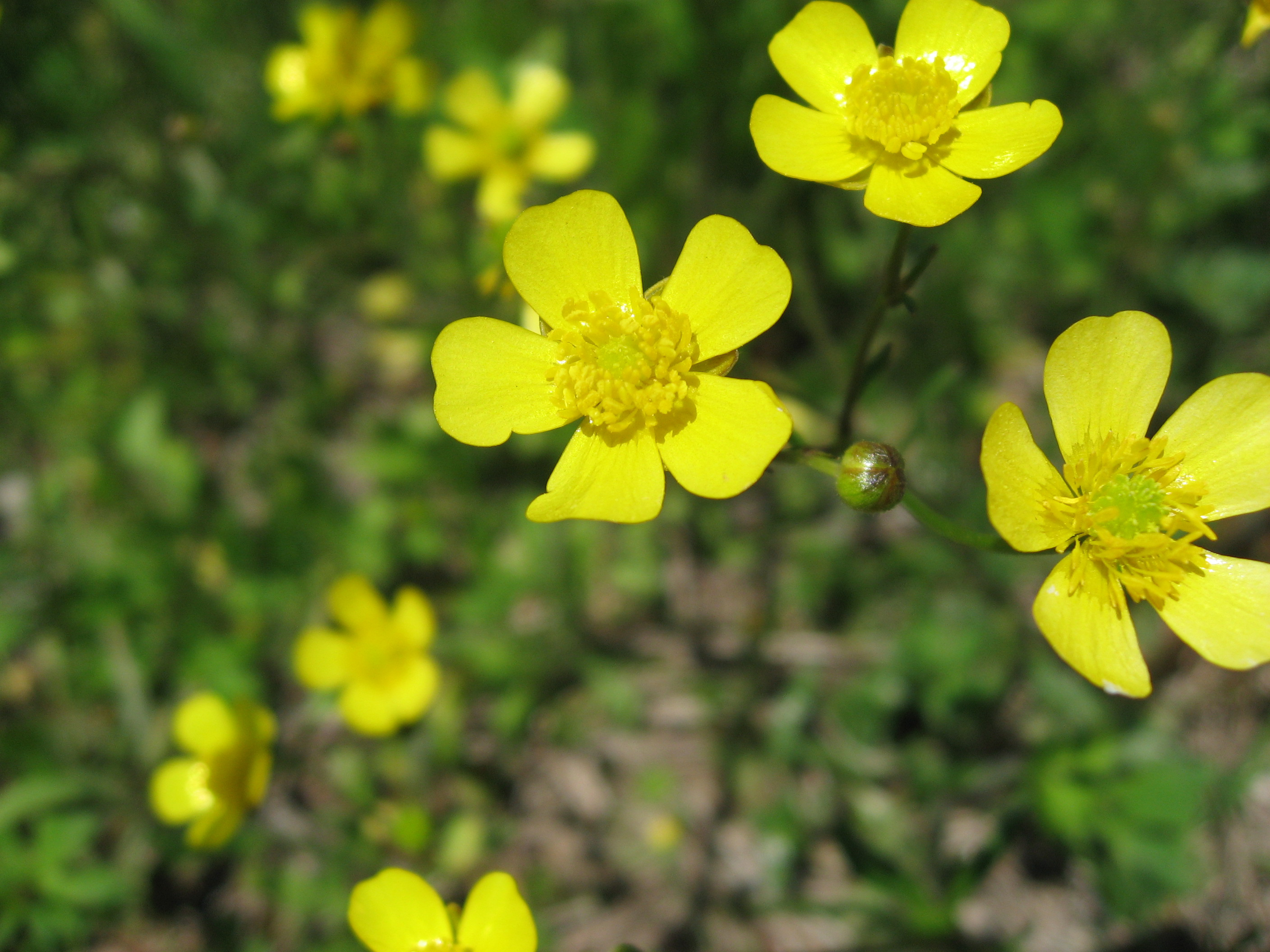
ウマノアシガタ （キンポウゲ科） Ranunculus japonicus
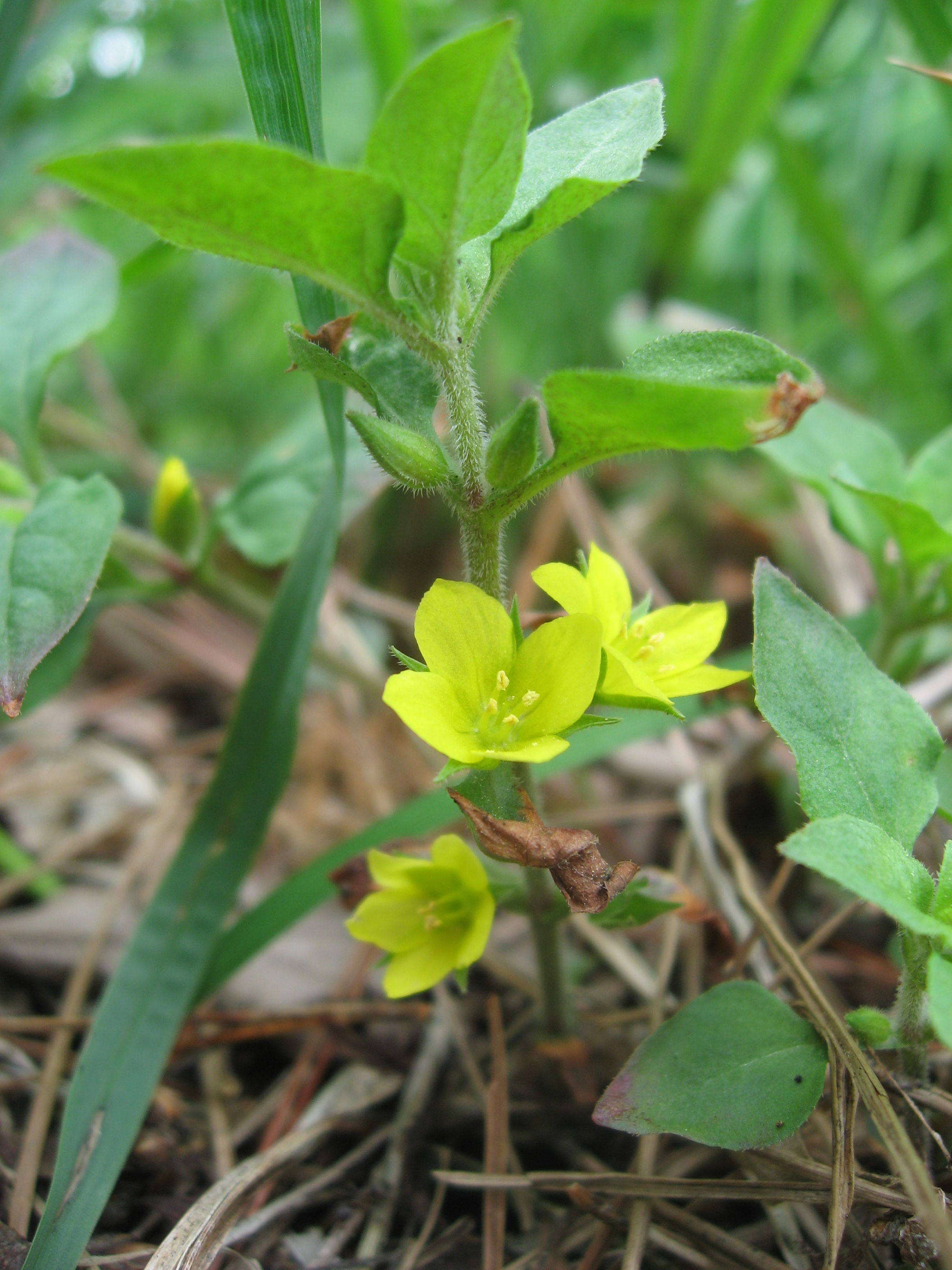
コナスビ （サクラソウ科） Lysimachia japonica
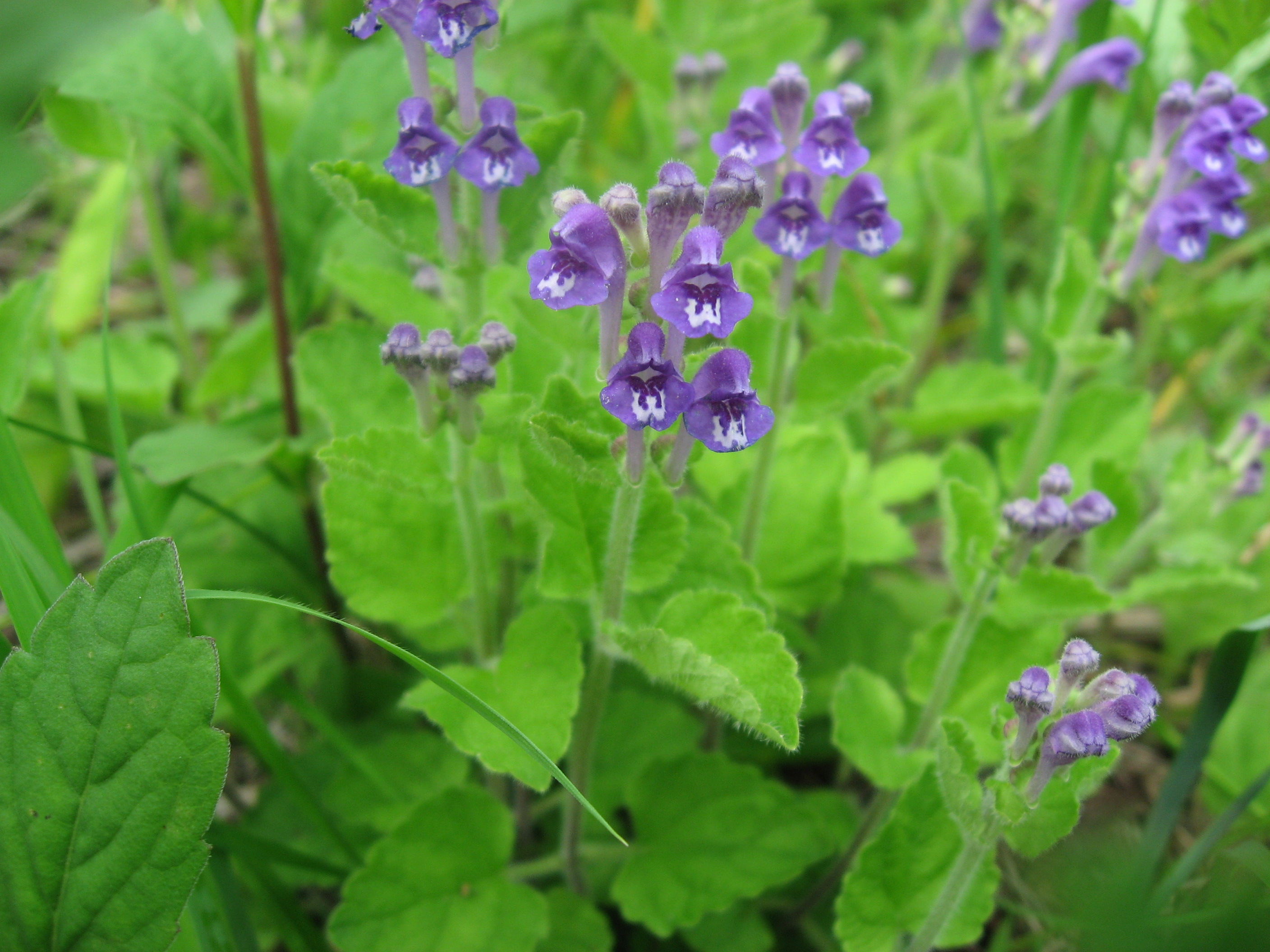
タツナミソウ （シソ科） Scutellaria indica
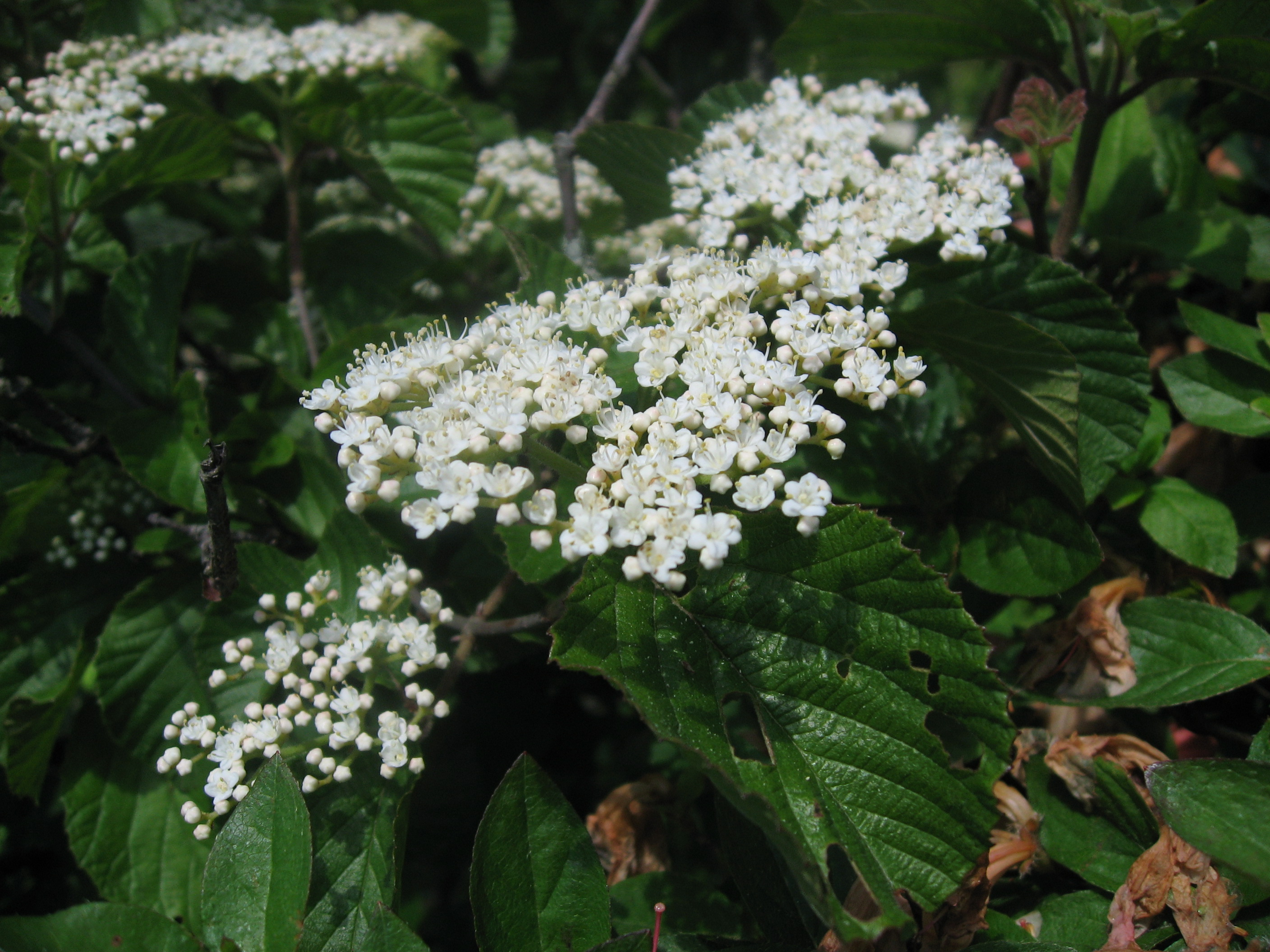
ガマズミ（花） （スイカズラ科） Viburnum dilatatum
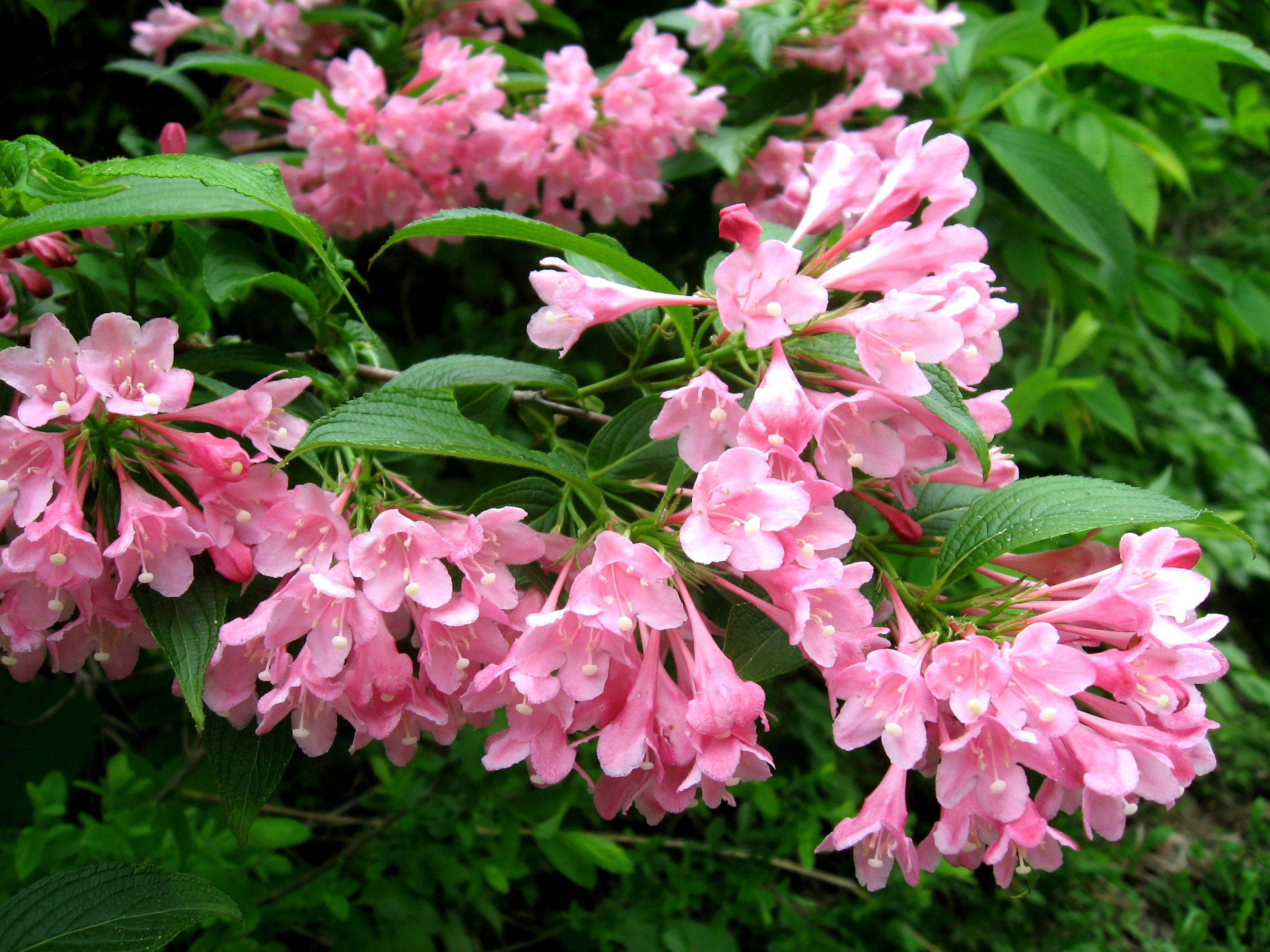
タニウツギ （スイカズラ科） Weigela hortensis
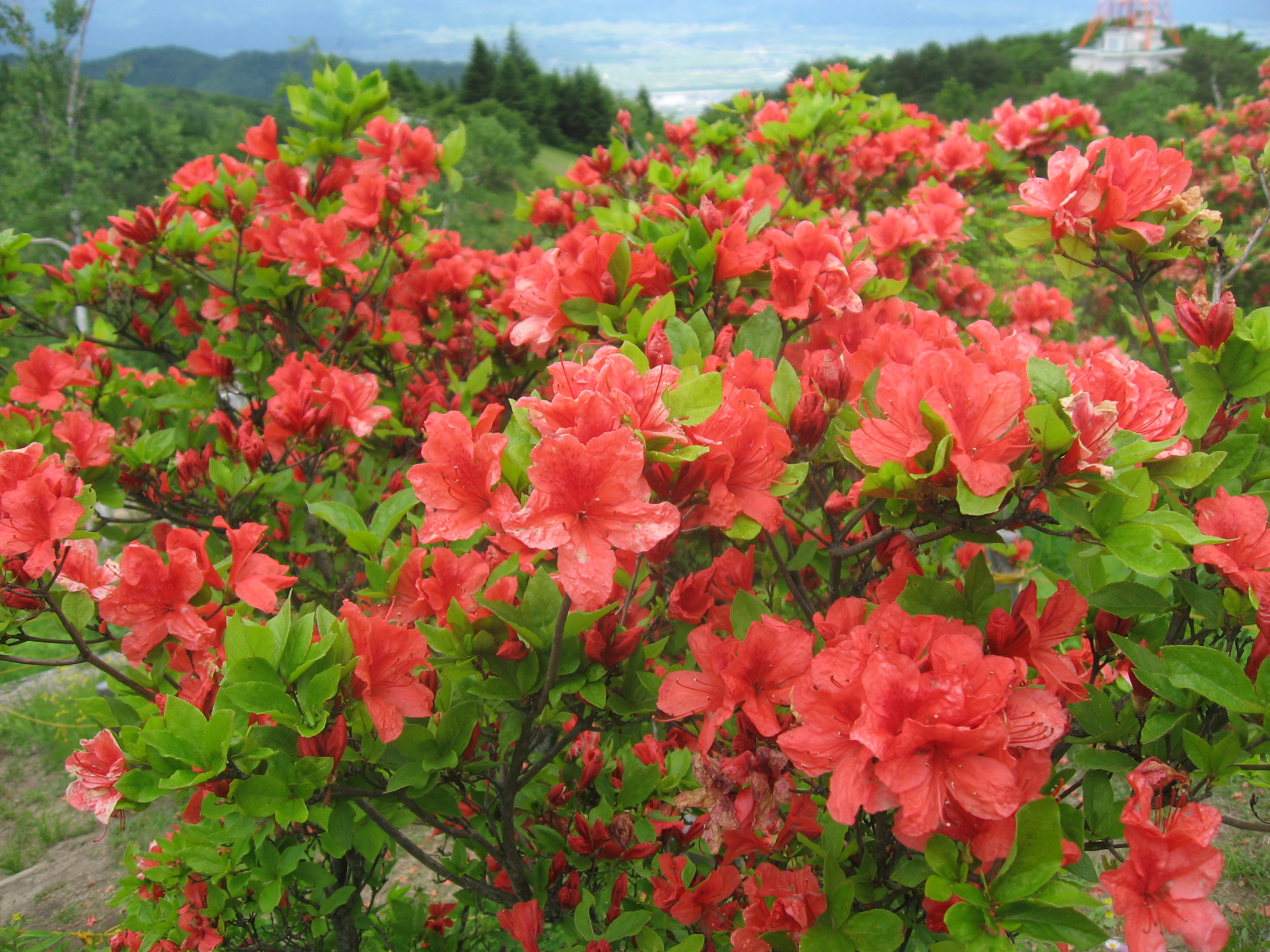
ヤマツツジ （ツツジ科） Rhododendron kaempferi
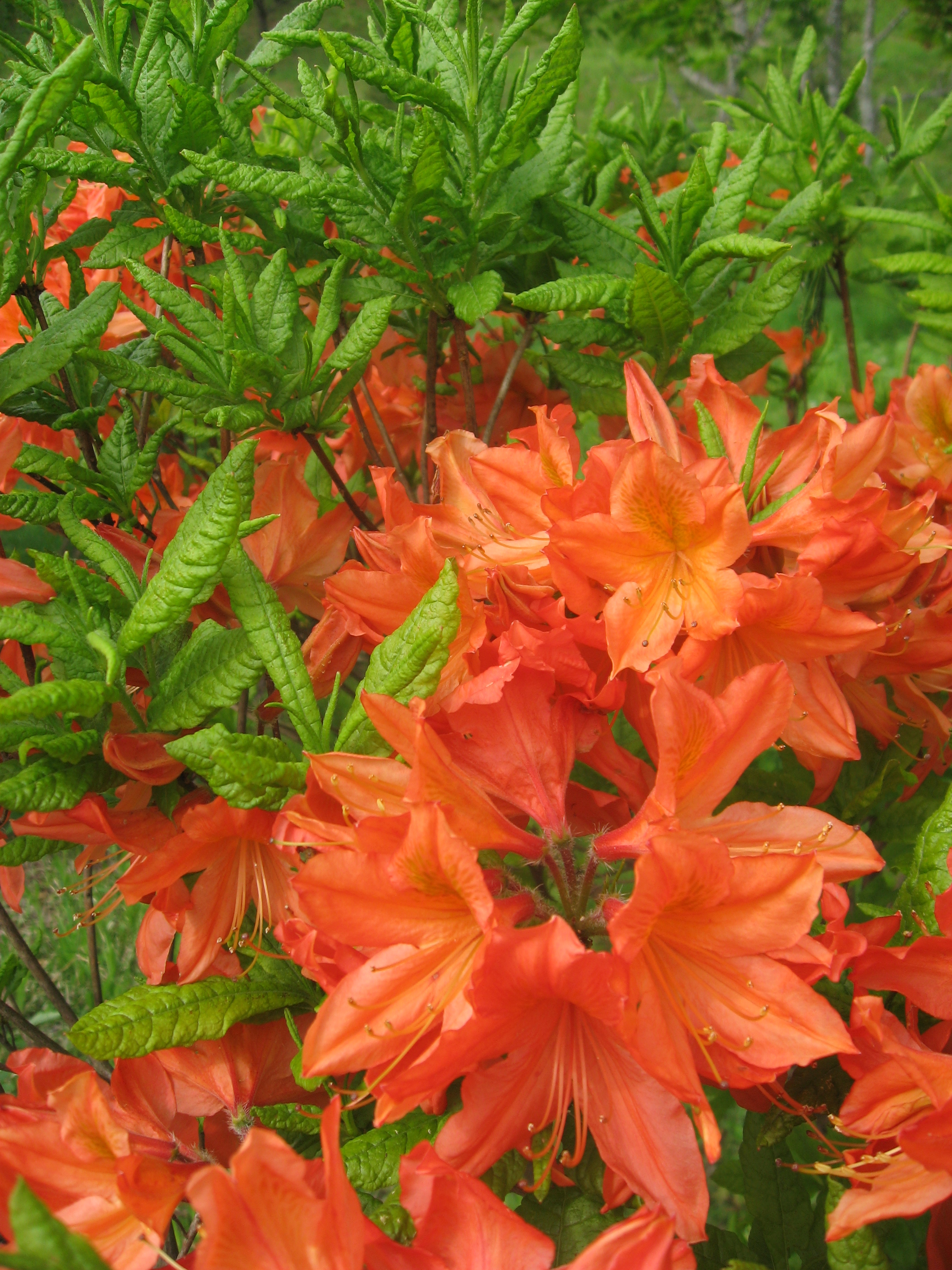
レンゲツツジ （ツツジ科） Rhododendron japonicum
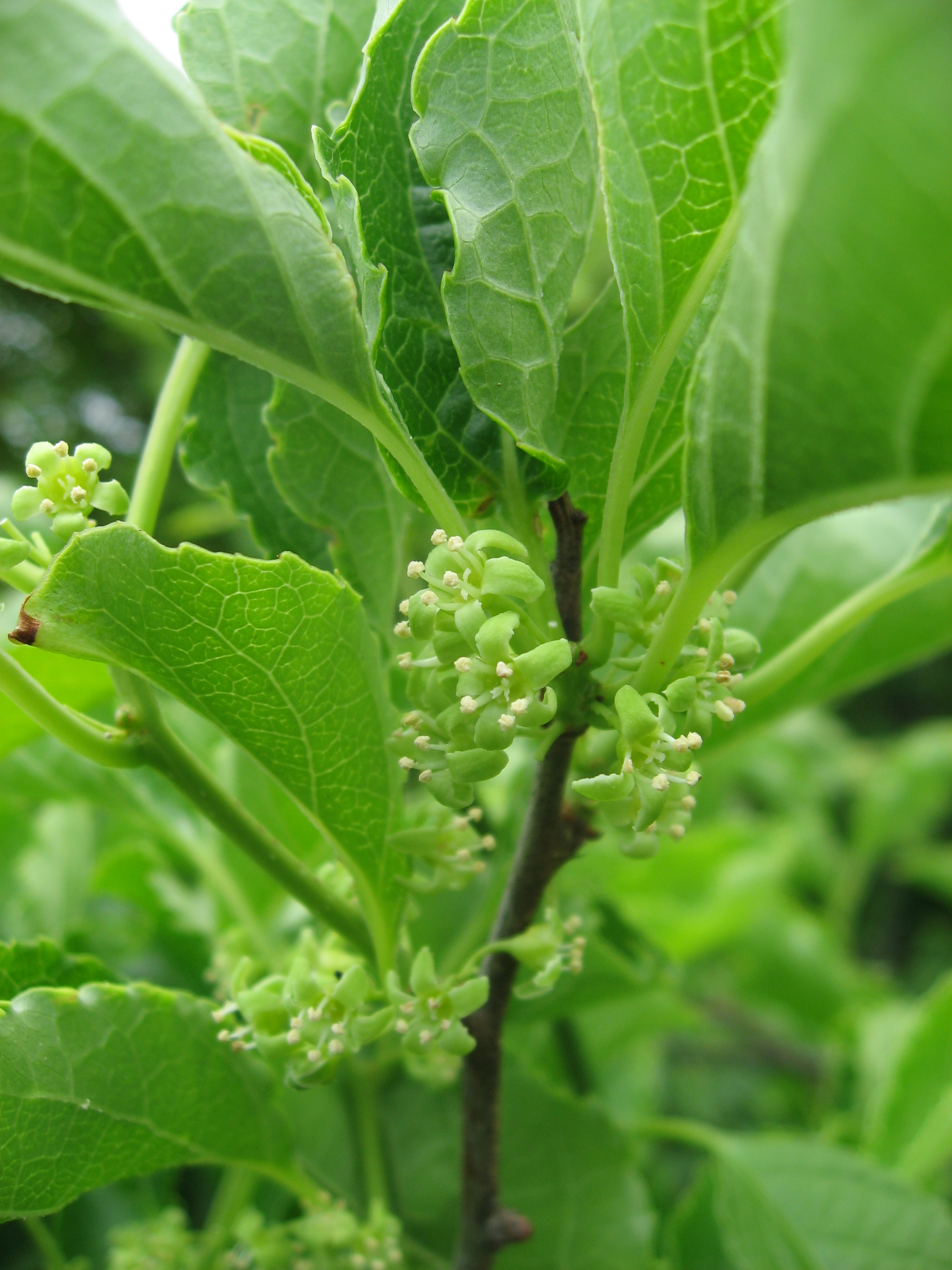
ツルウメモドキ （ニシキギ科） Celastrus orbiculatus
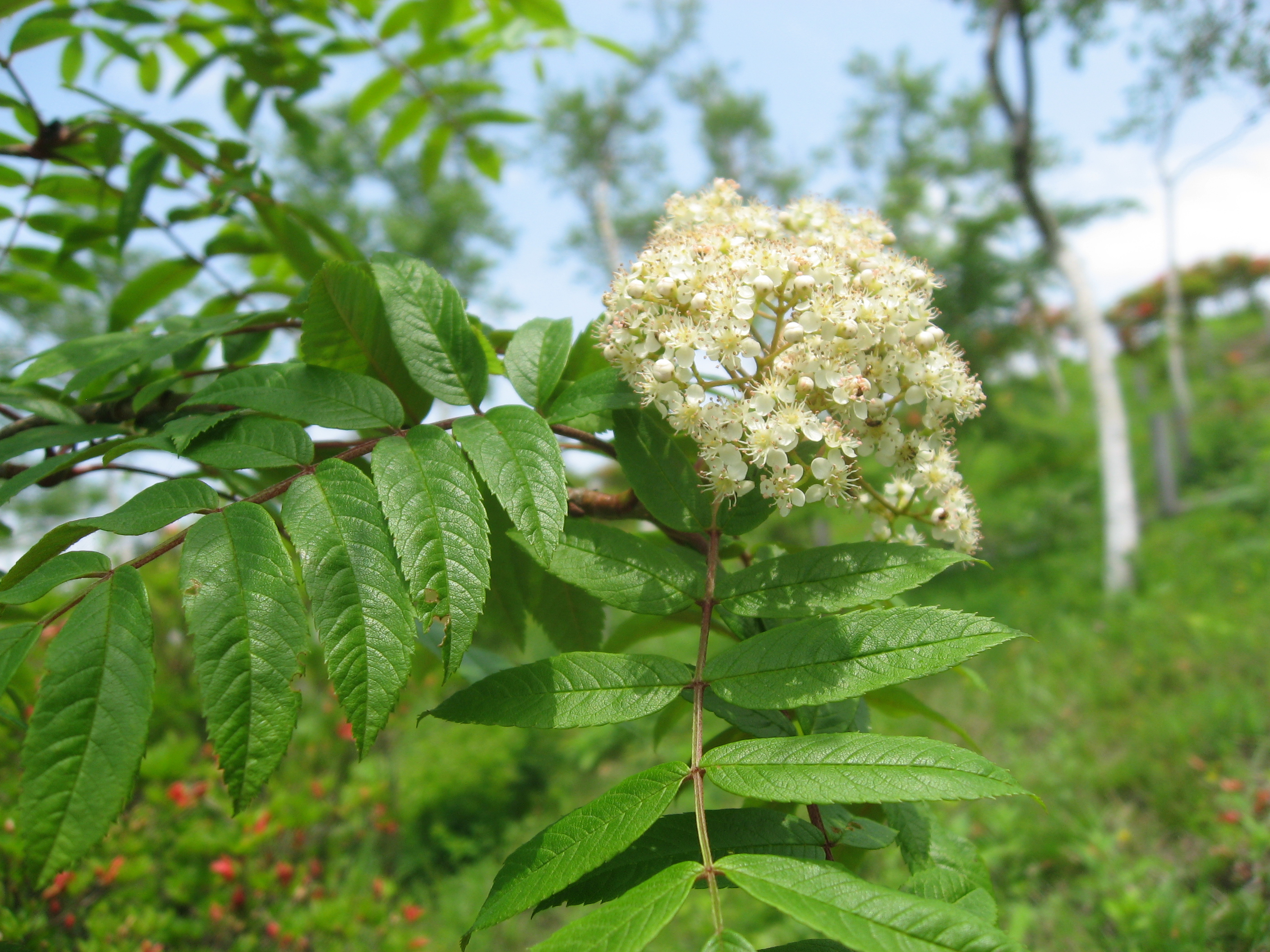
ナナカマド （バラ科） Sorbus commixta
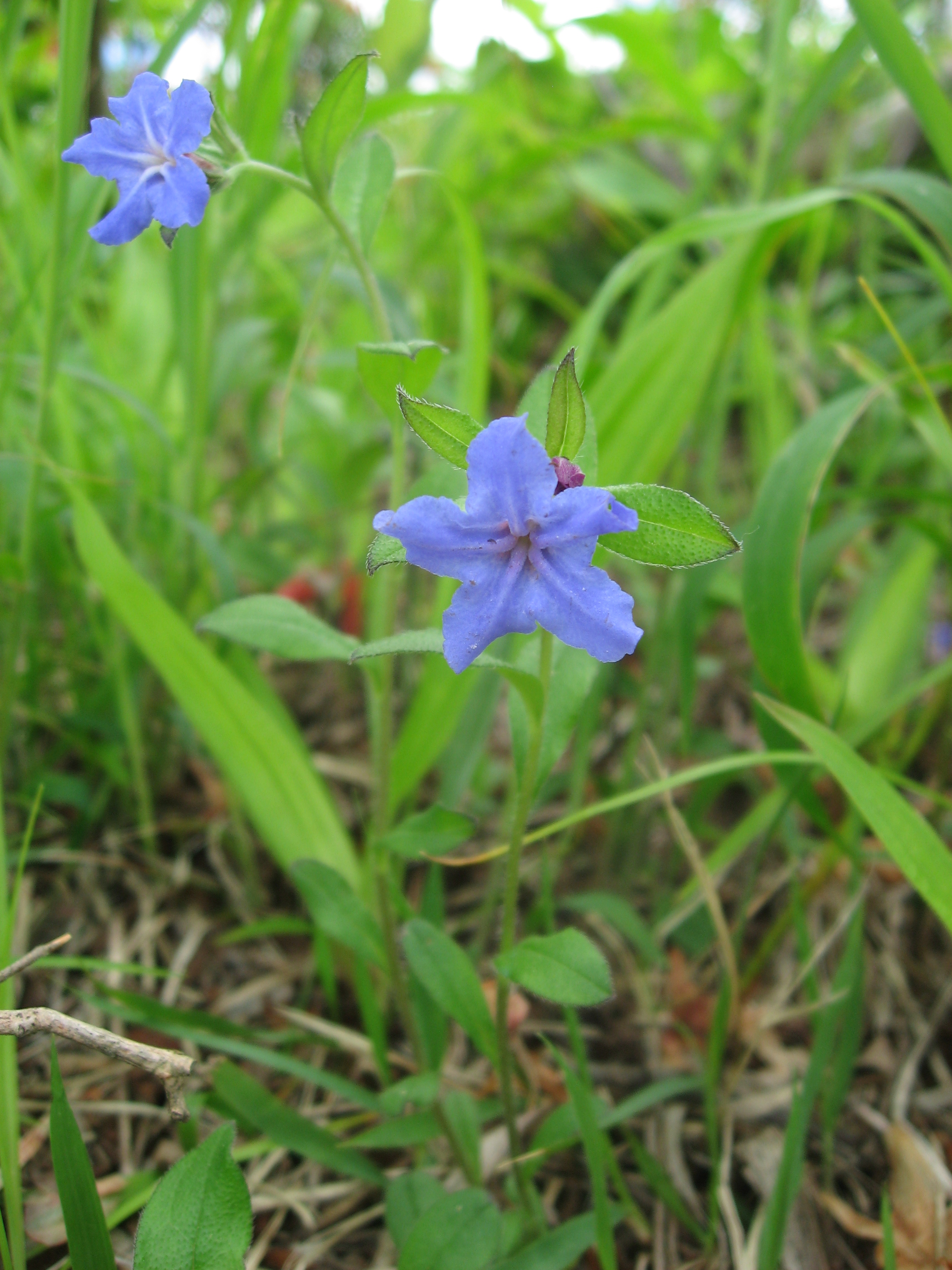
ホタルカズラ （ムラサキ科） Lithospermum zollingeri
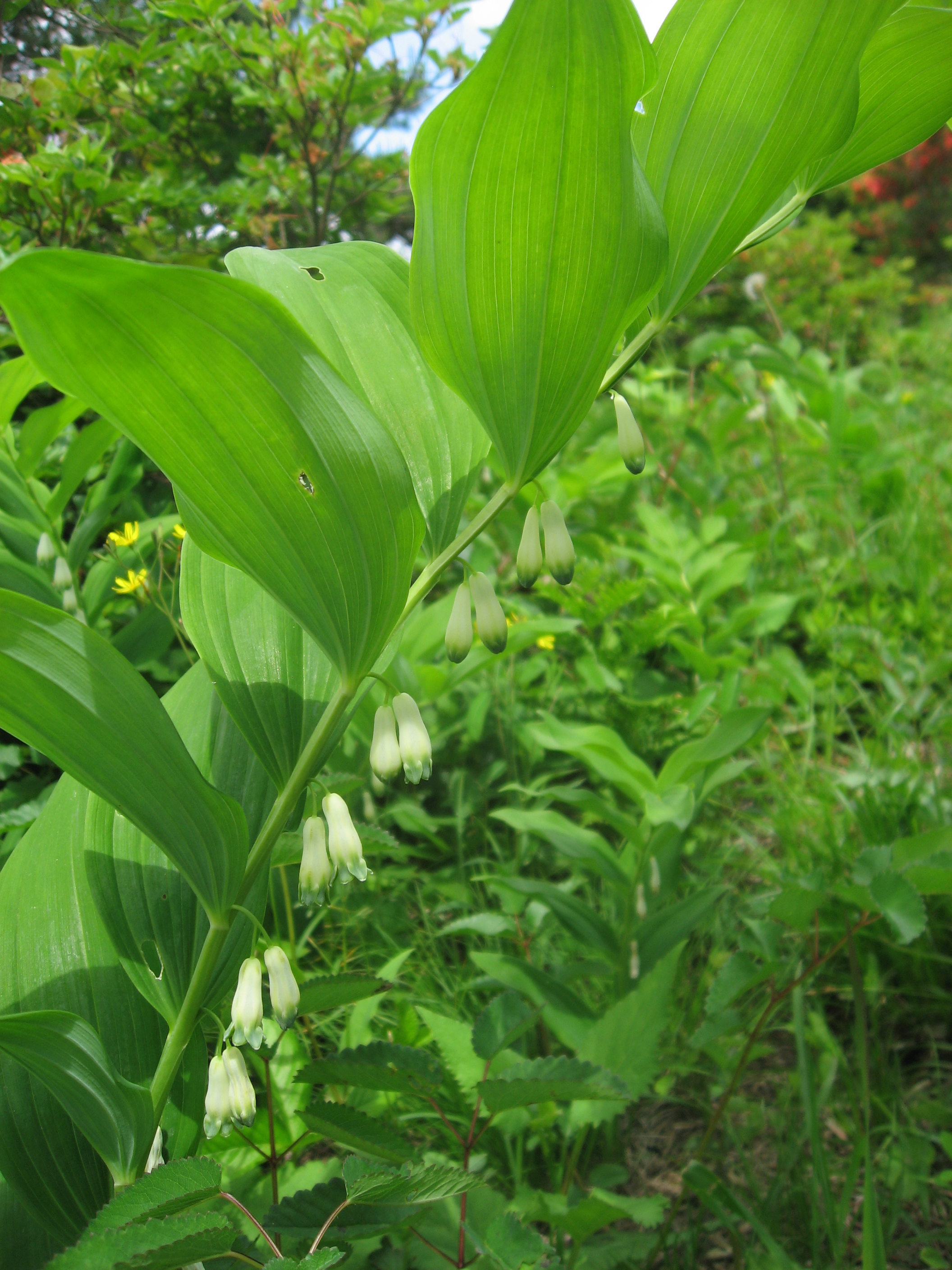
アマドコロ （ユリ科） Polygonatum odoratum var. pluriflorum
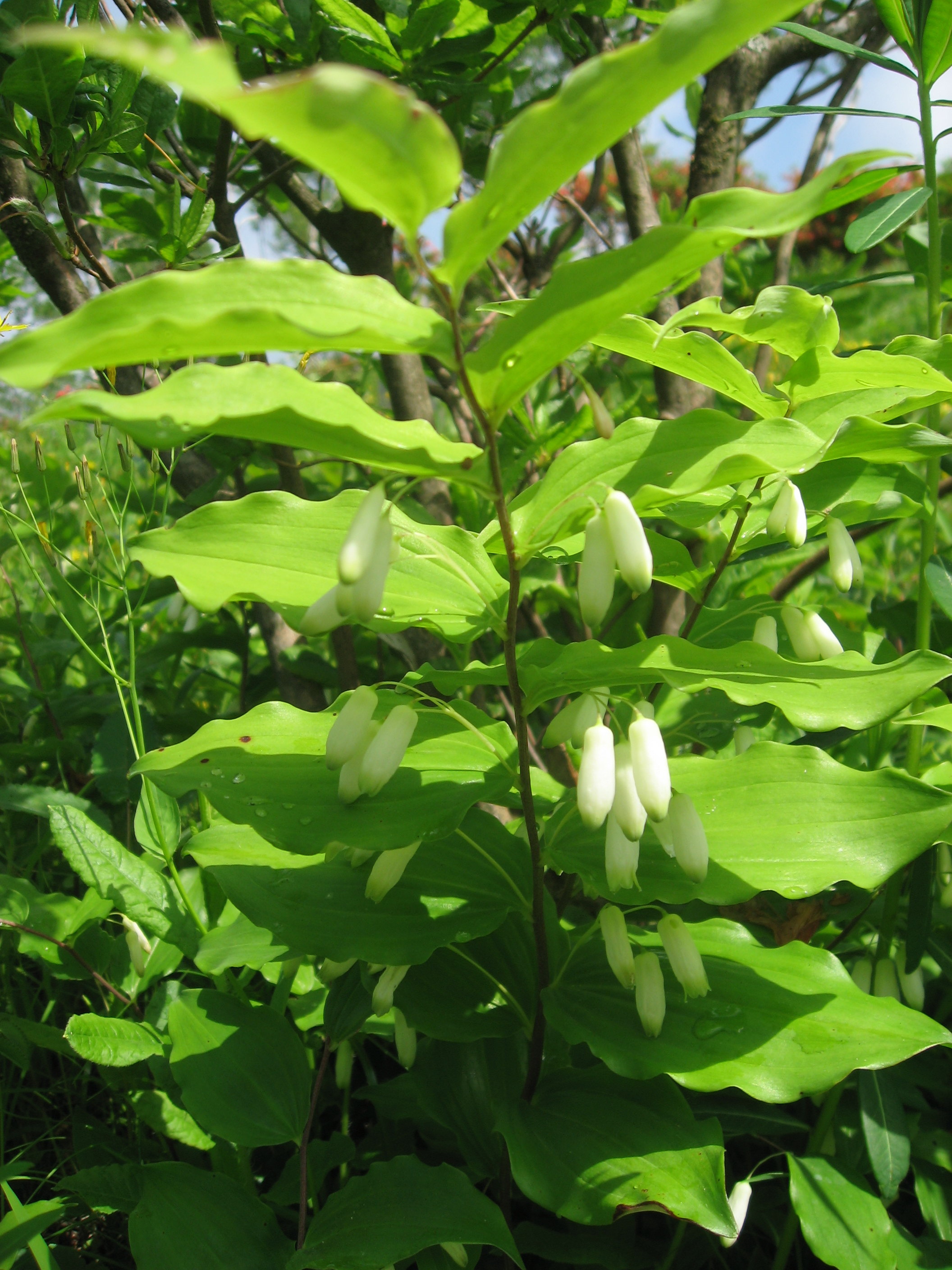
ミヤマナルコユリ （ユリ科） Polygonatum lasianthum
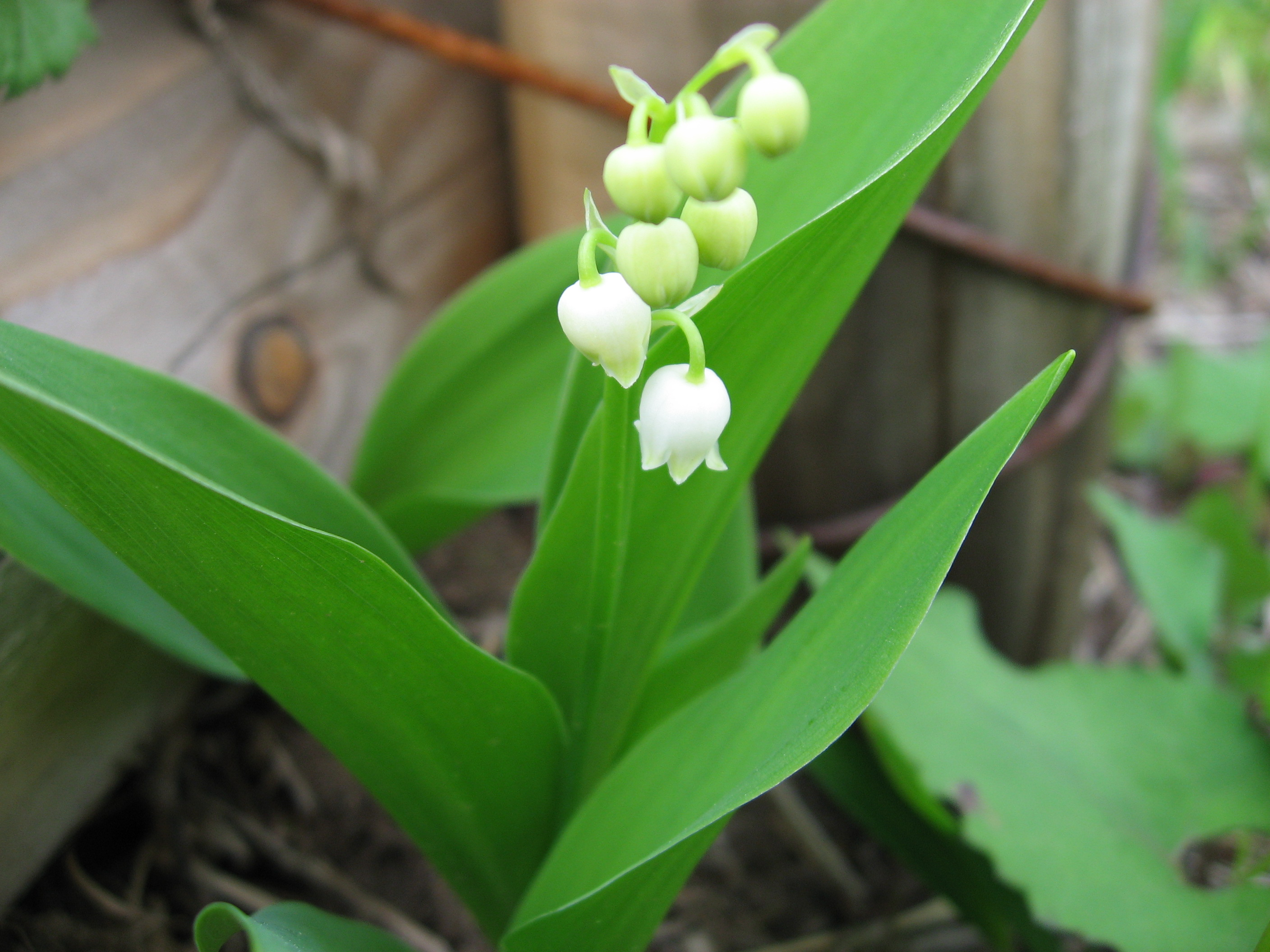
スズラン （ユリ科） Convallaria keiskei
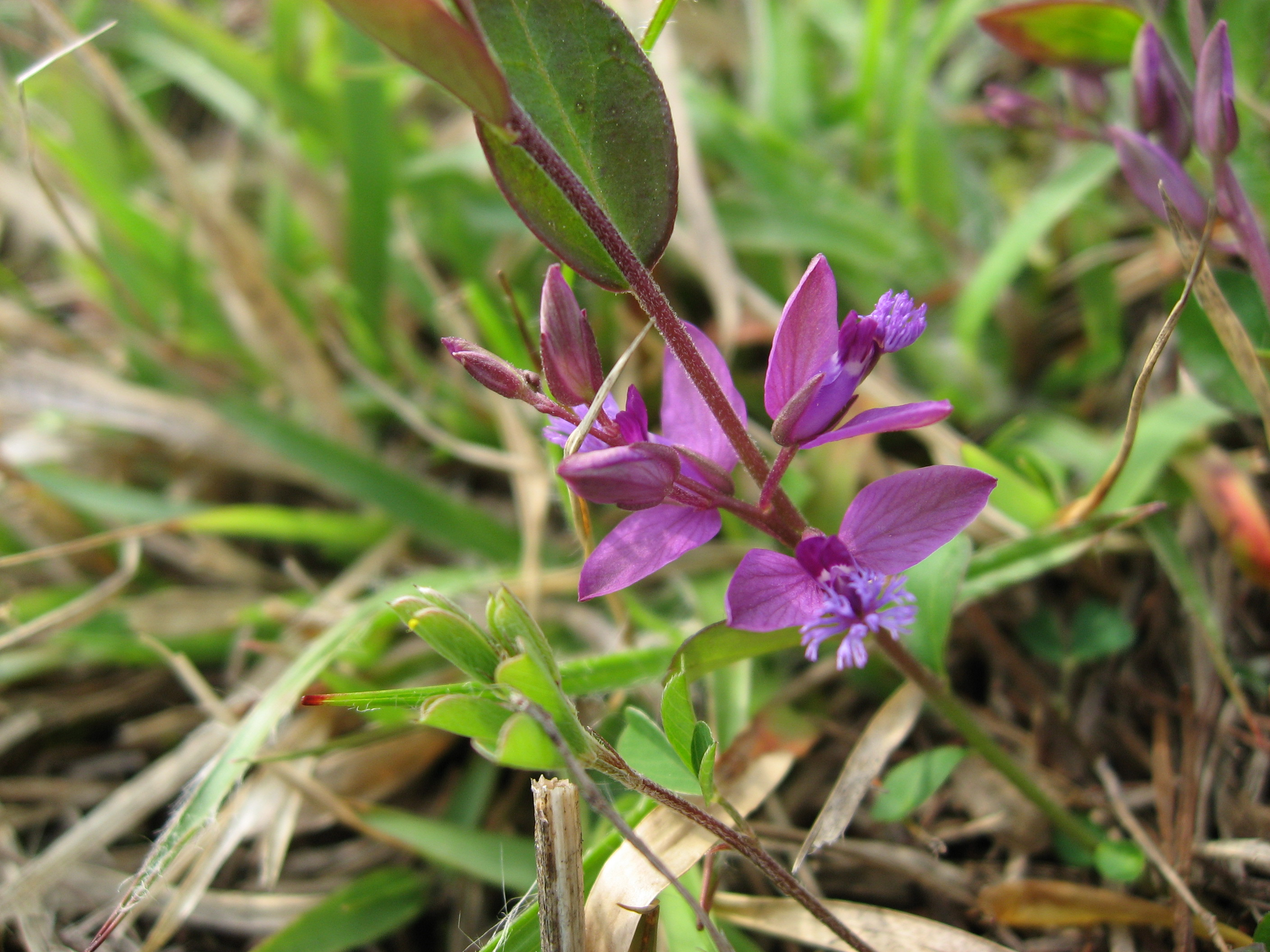
ヒメハギ （ヒメハギ科） Polygala japonica

### 7月の花
- カワラマツバ、スズサイコ、ホタルブクロ、カセンソウ、ヒメジョオン、ママコナ、オカトラノオ、ウツボグサ、タカトウダイ、ドクダミ（八重咲き）、ノハラナデシコ、ナワシロイチゴ、トリアシショウマ、オオバギボウシ、タケニグサ

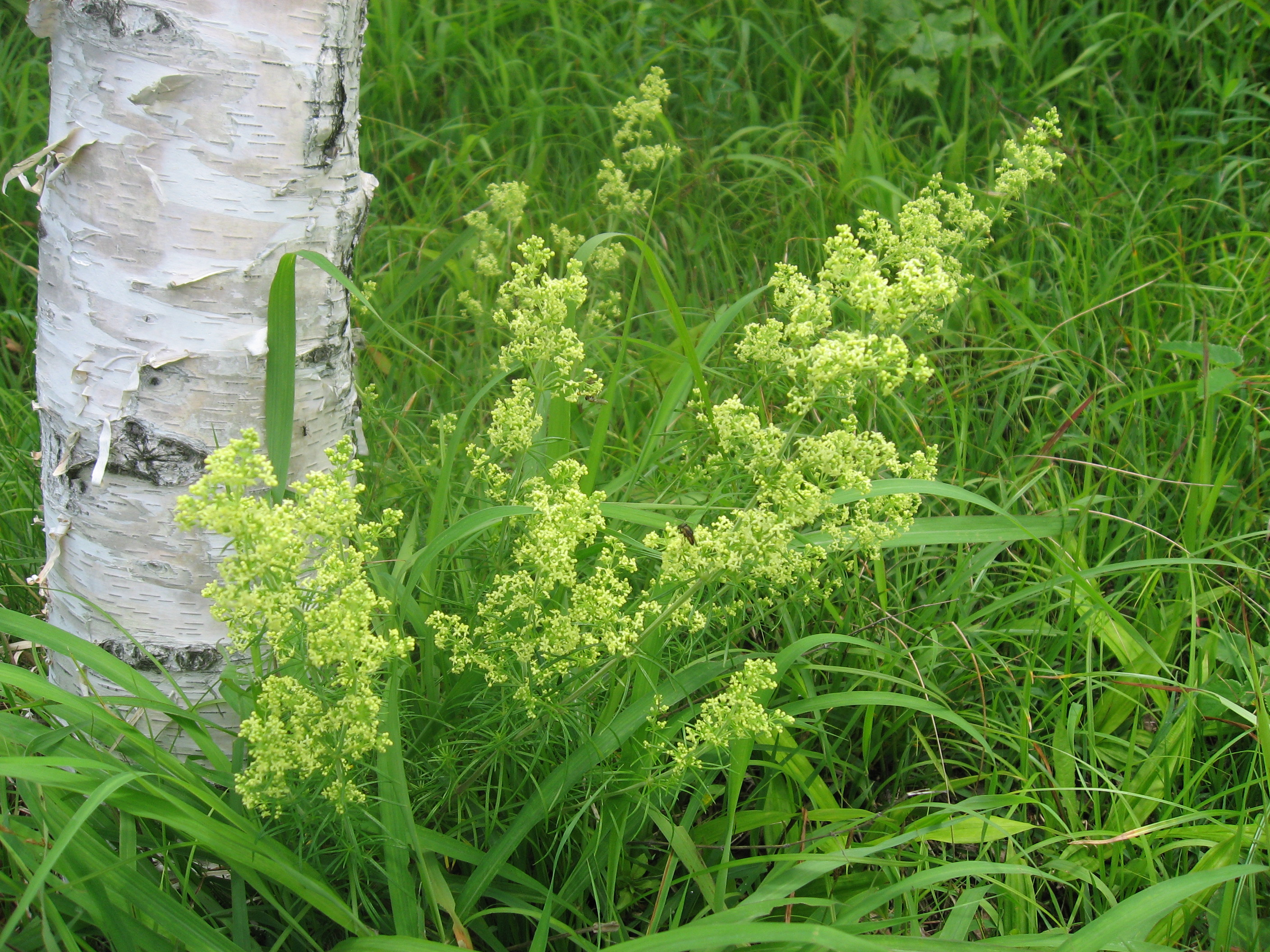
カワラマツバ （アカネ科） Galium verum var. asiatica f. nikkoense
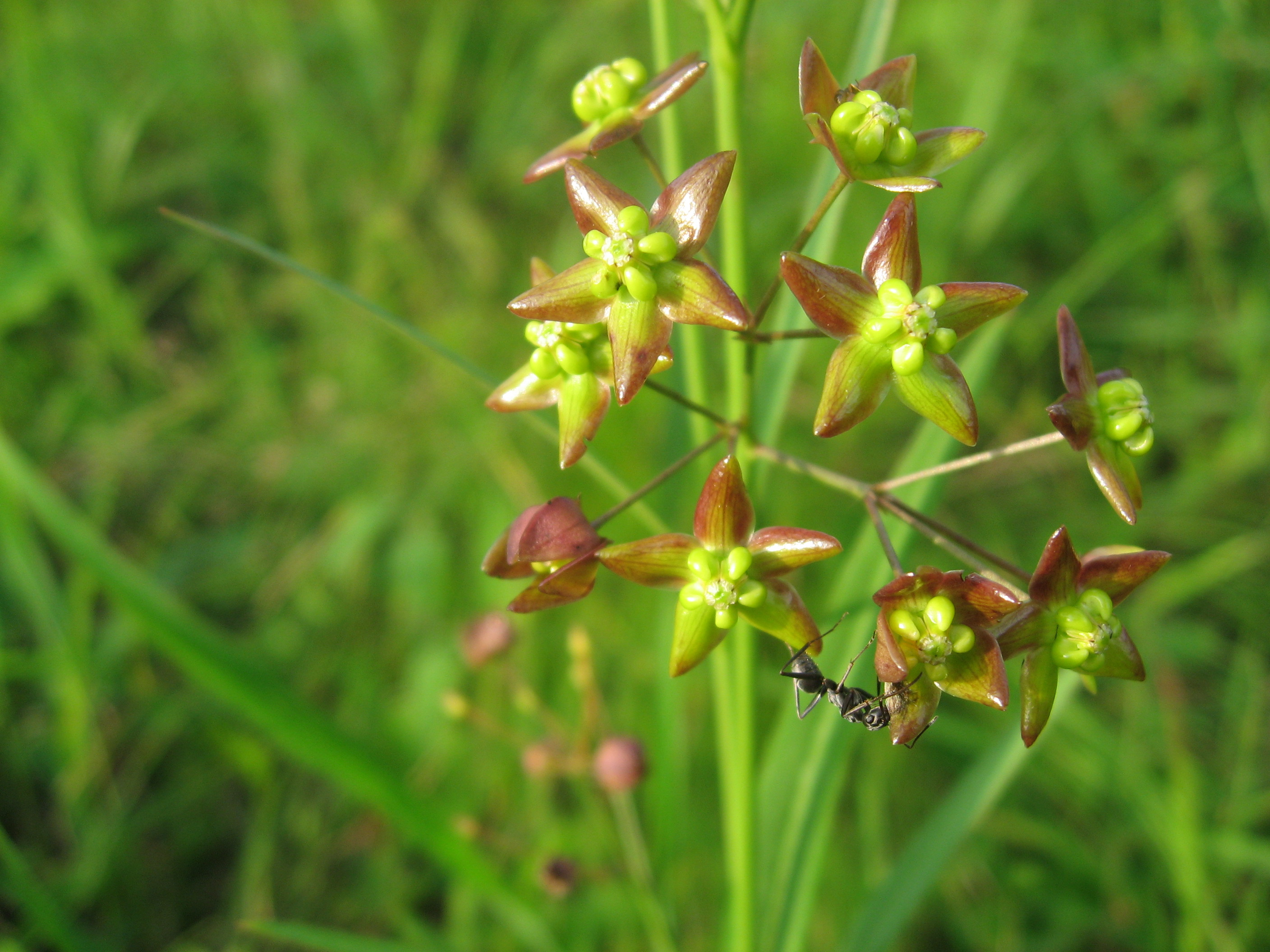
スズサイコ （キョウチクトウ科） Vincetoxicum pycnostelma
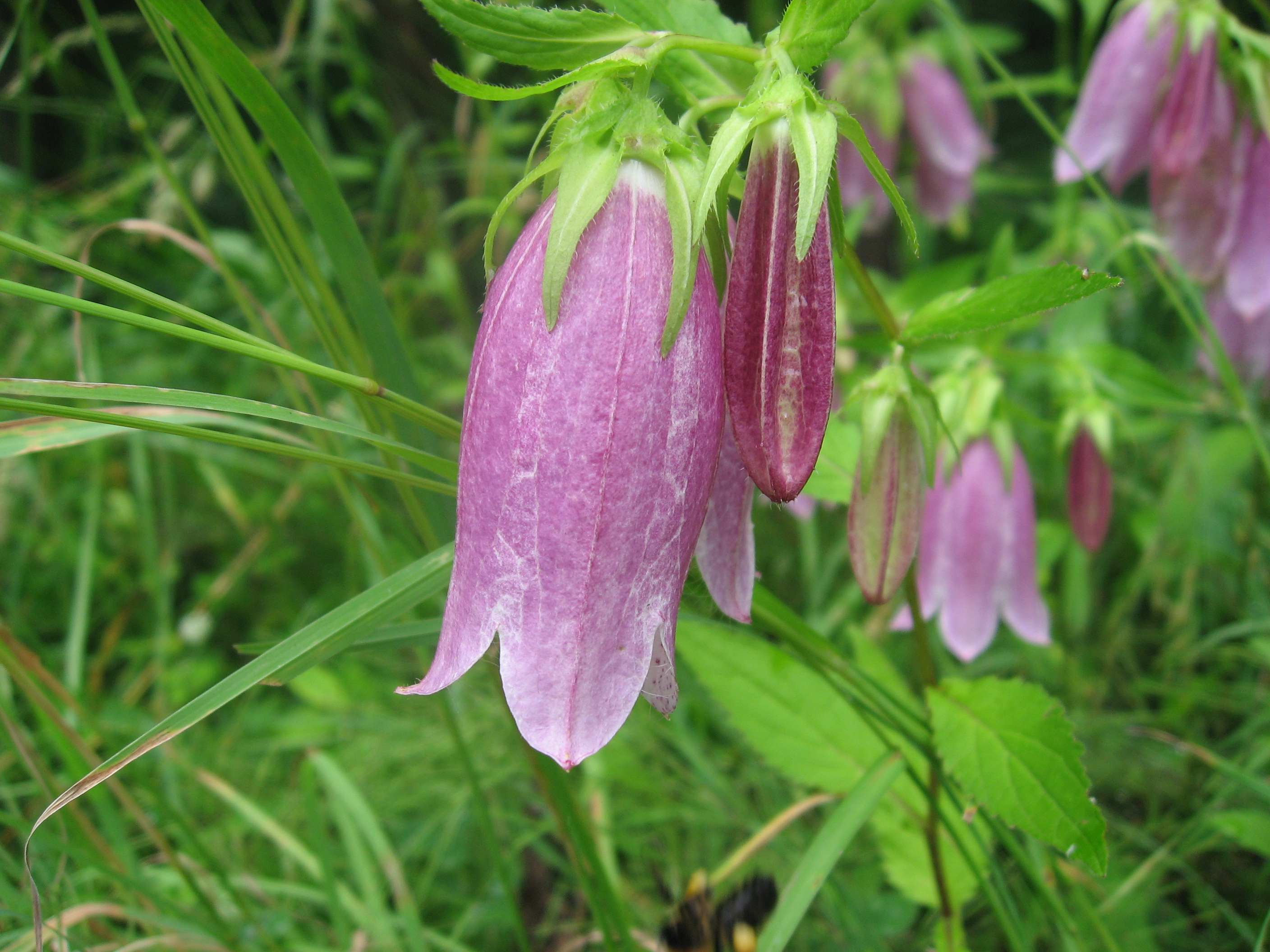
ホタルブクロ （キキョウ科） Campanula punctata
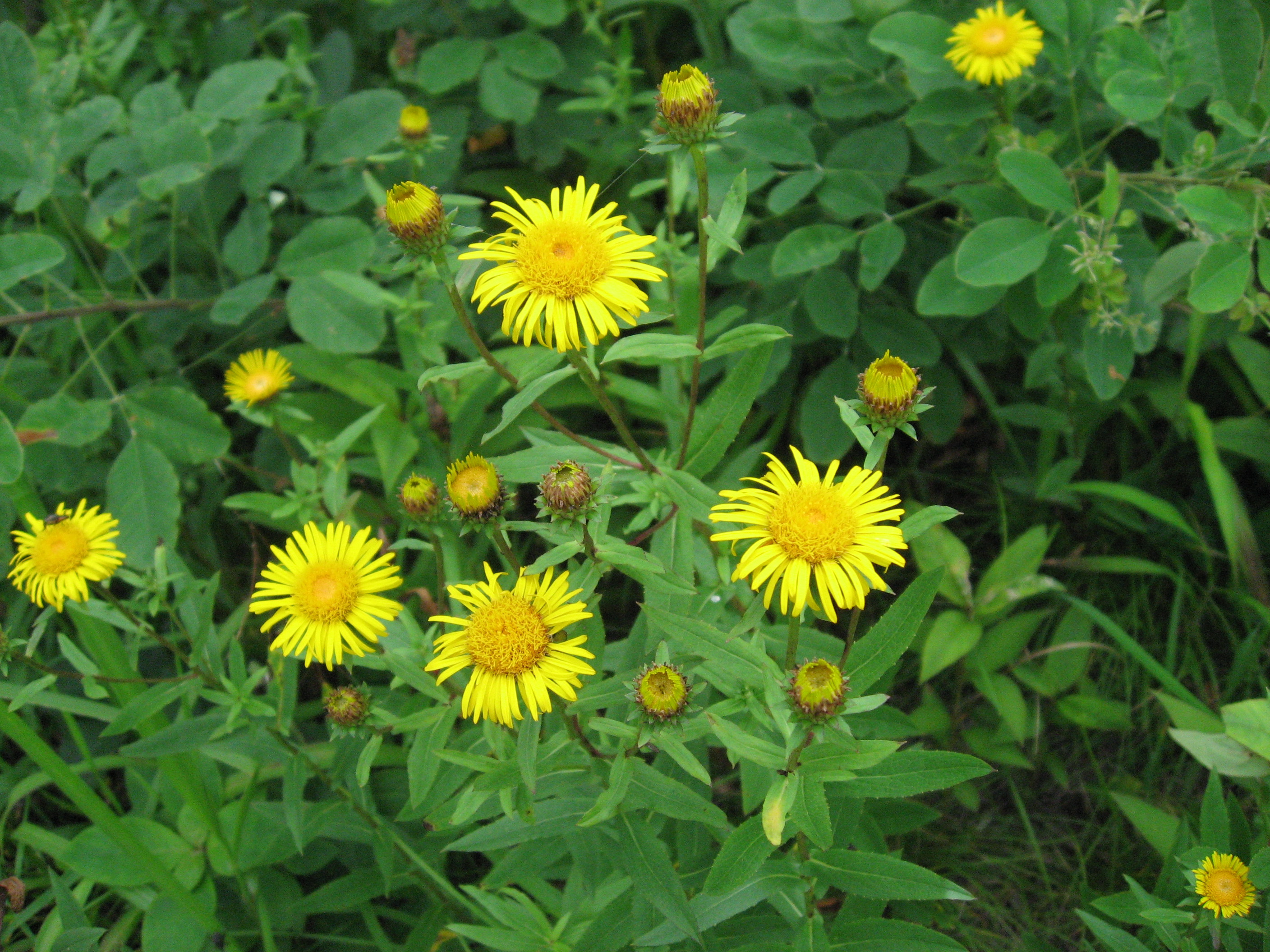
カセンソウ （キク科） Inula salicina var. asiatica
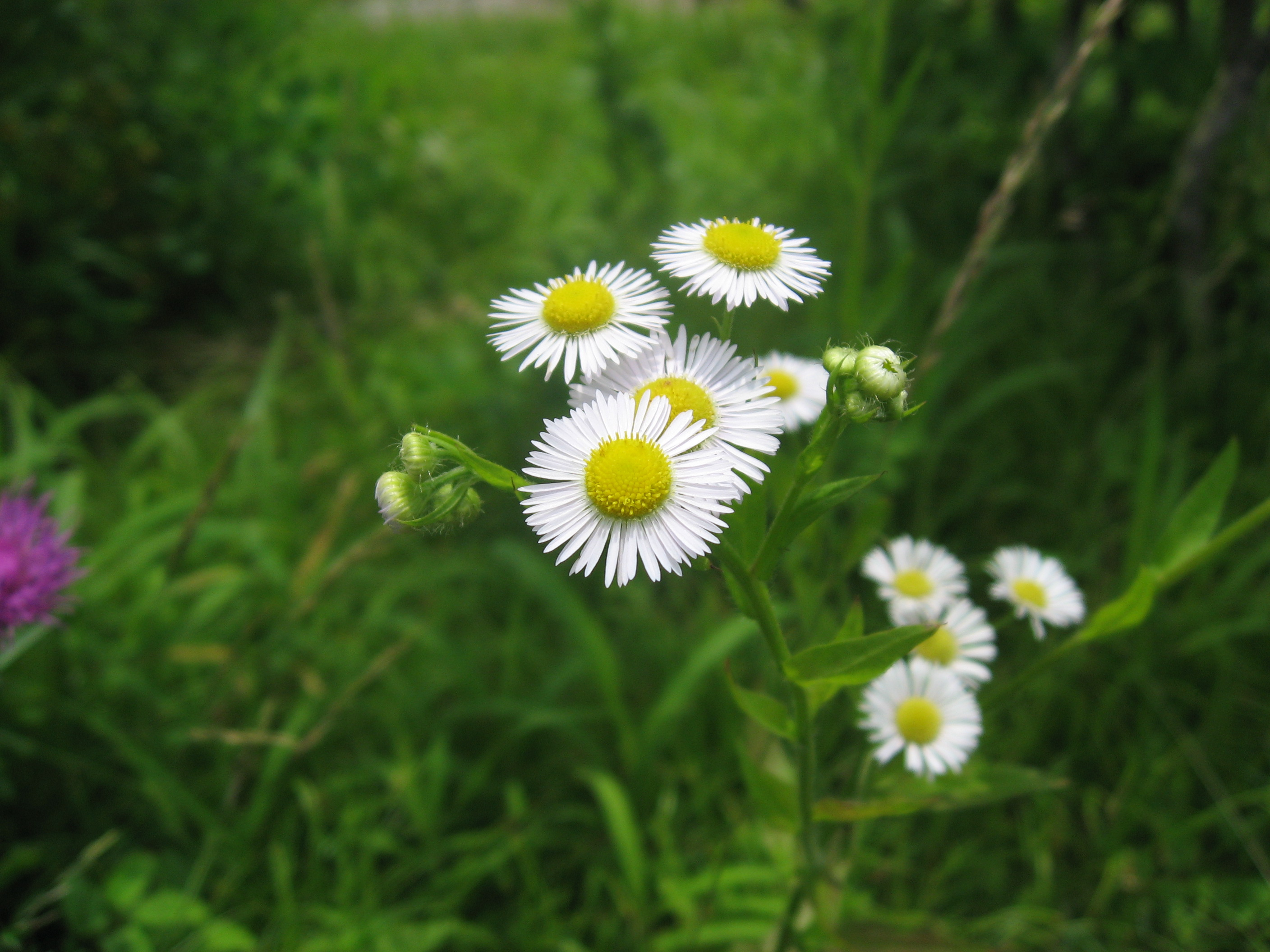
ヒメジョオン （キク科） Erigeron annuus
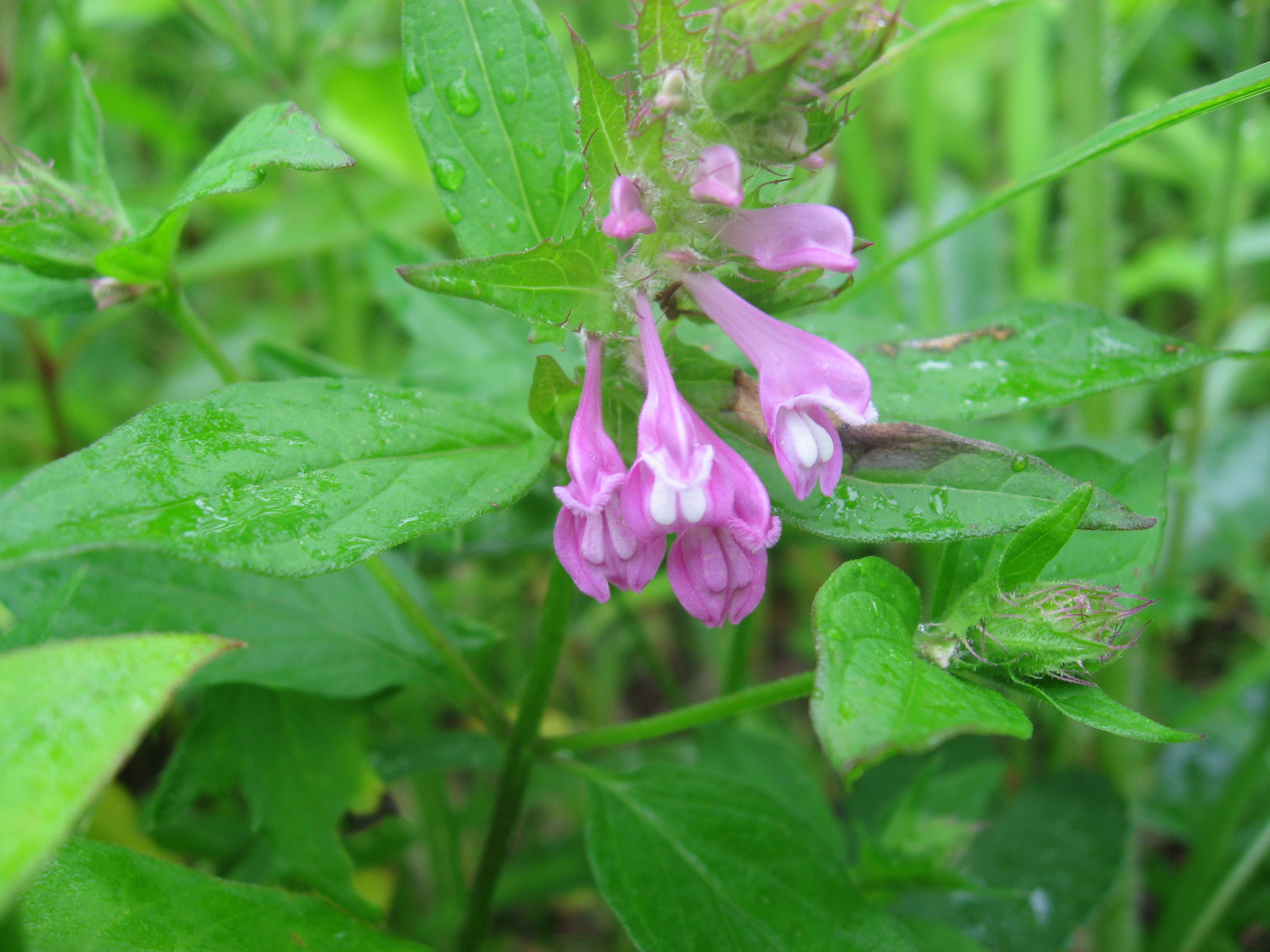
ママコナ （ゴマノハグサ科） Melampyrum roseum var. japonicum
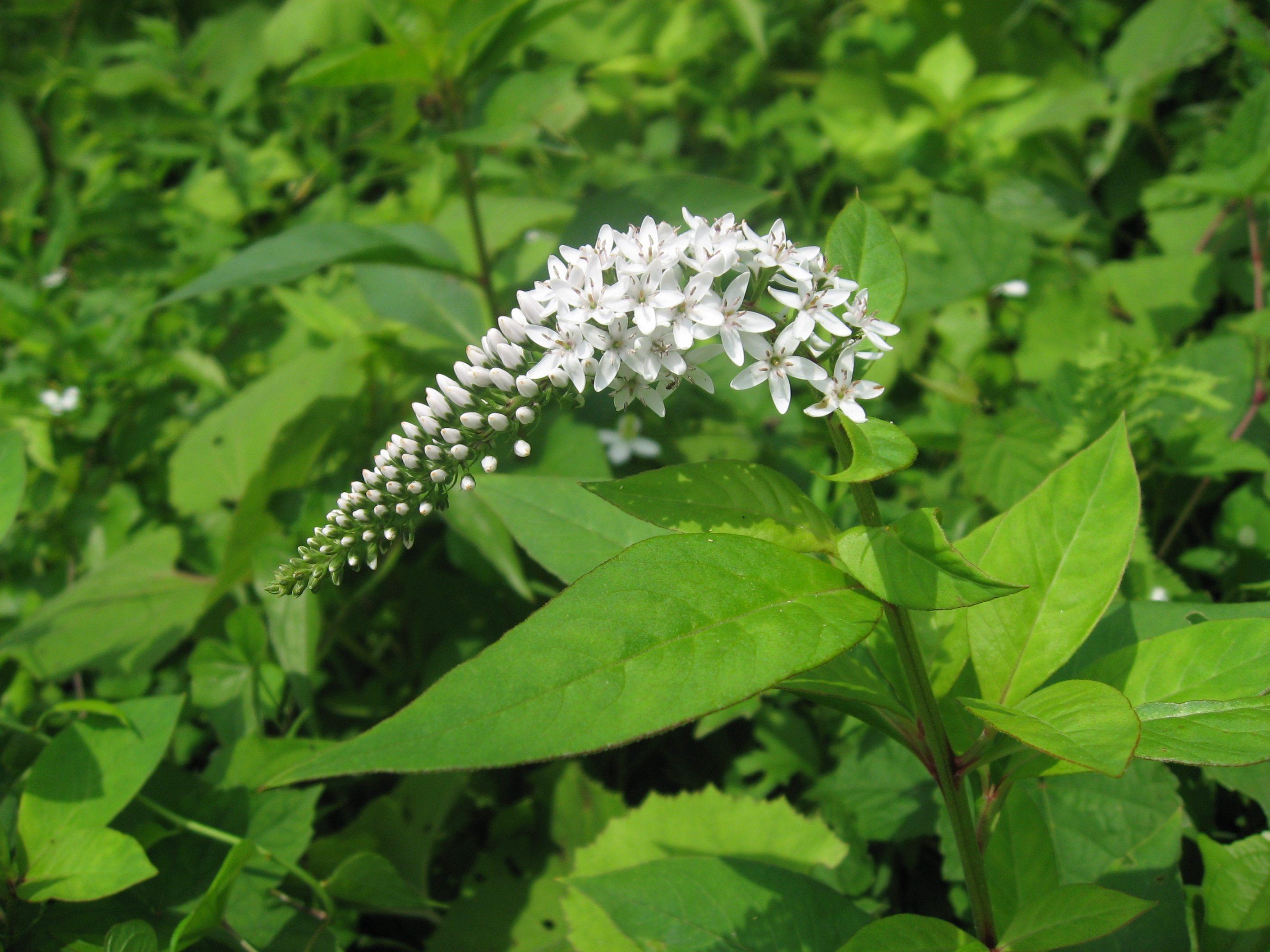
オカトラノオ （サクラソウ科） Lysimachia clethroides
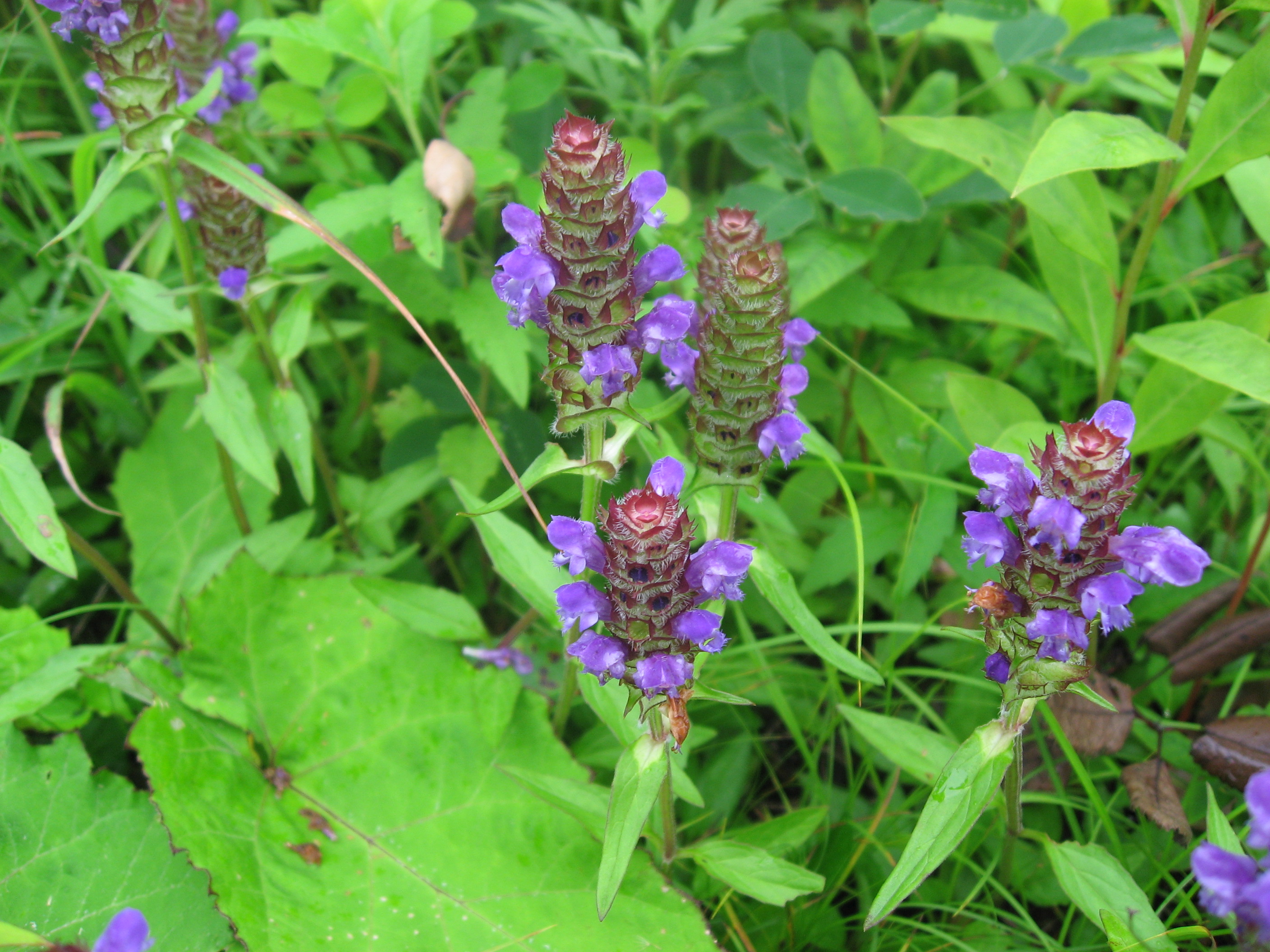
ウツボグサ （シソ科） Prunella vulgaris subsp. asiatica
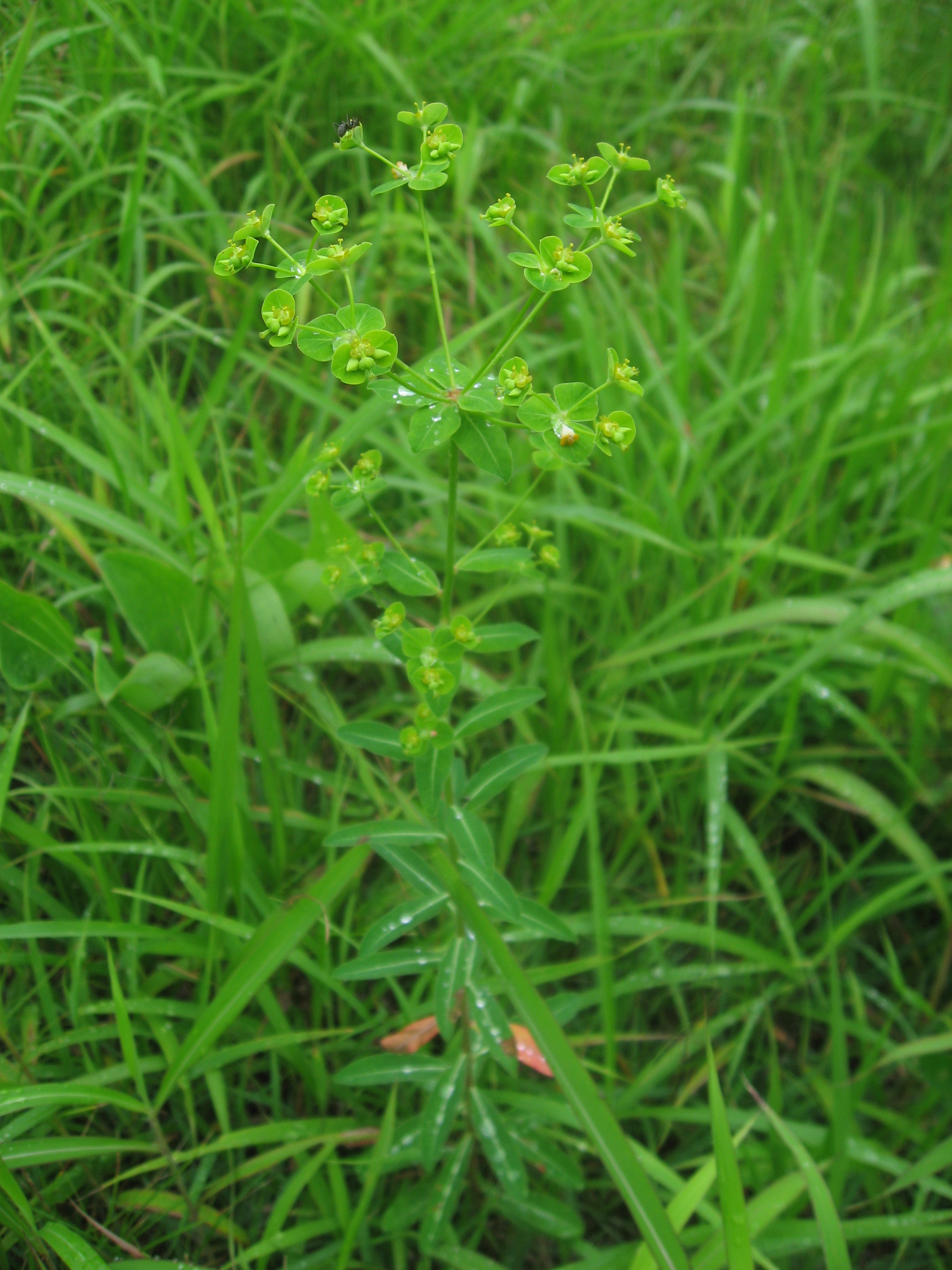
タカトウダイ （トウダイグサ科） Euphorbia pekinensis
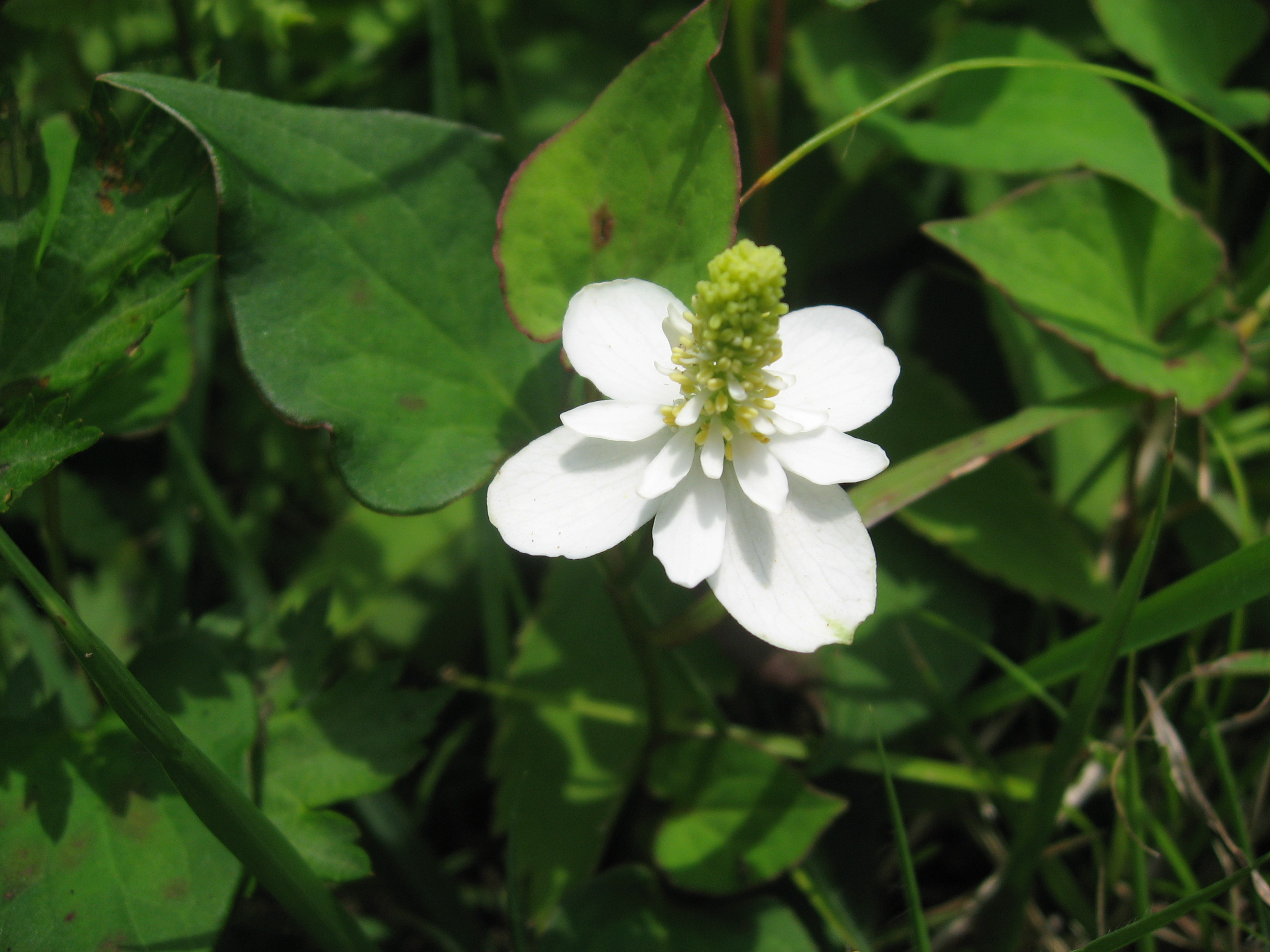
ドクダミ （ドクダミ科） Houttuynia cordata
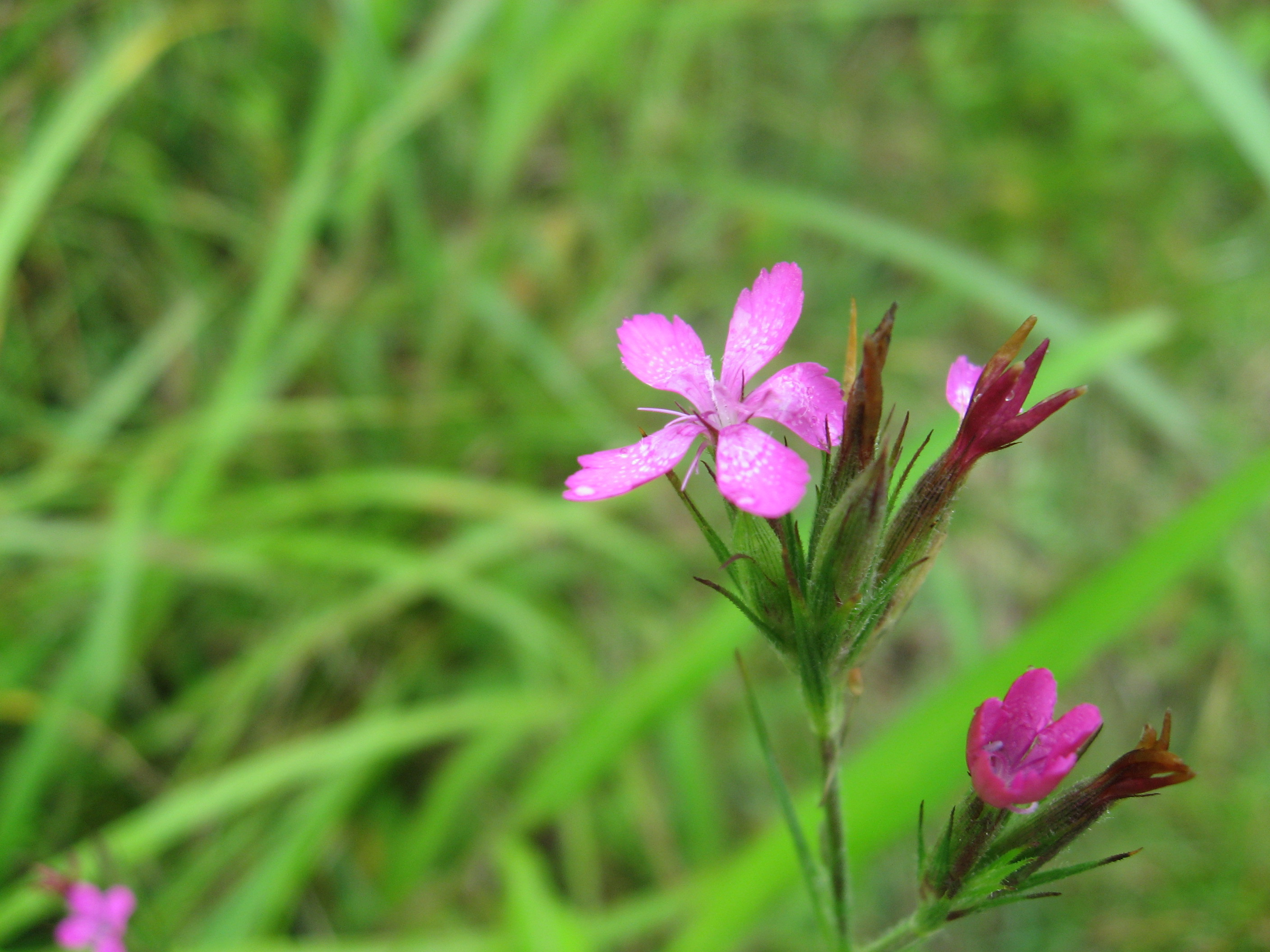
ノハラナデシコ （ナデシコ科） Dianthus armeria
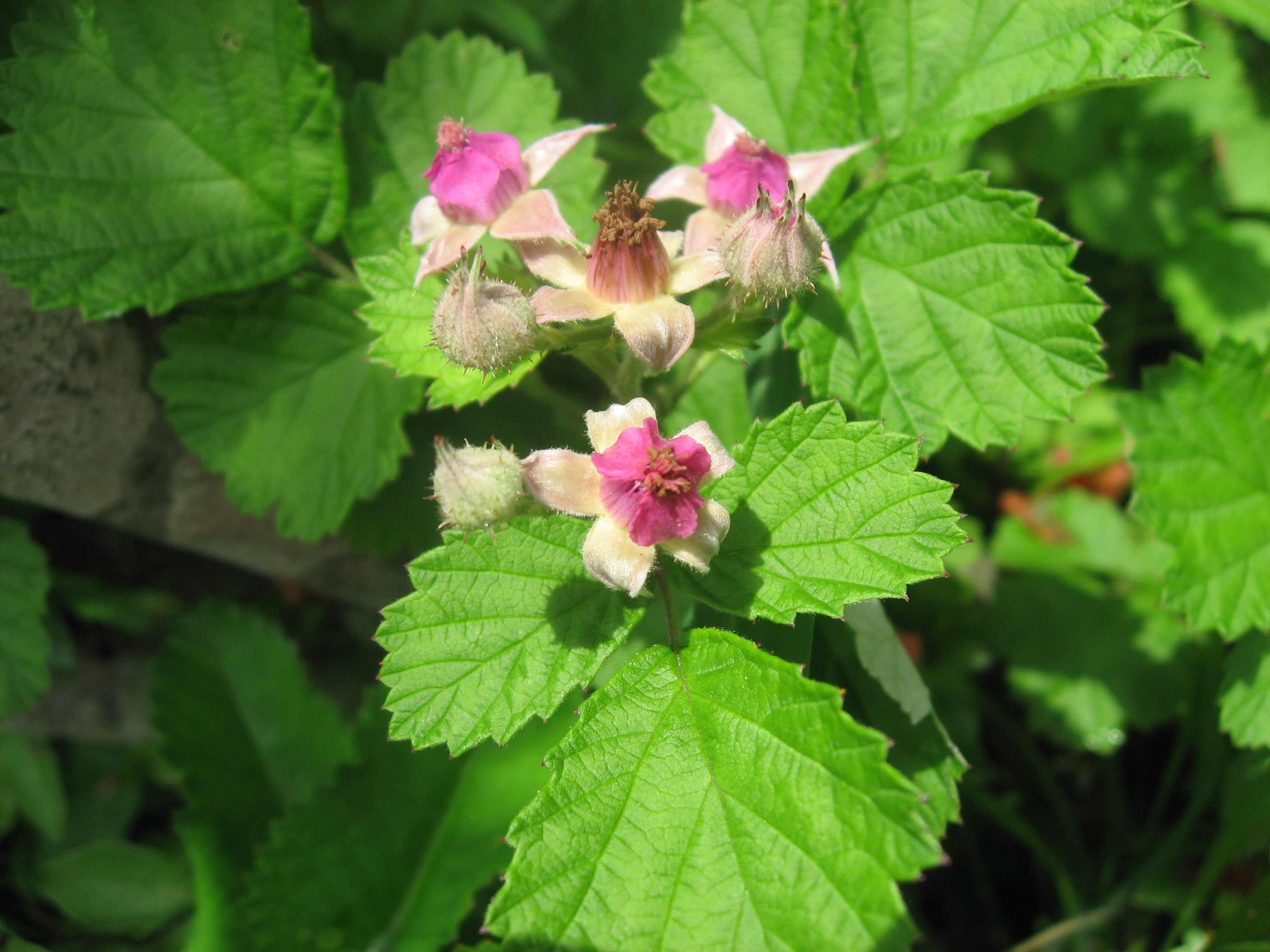
ナワシロイチゴ （バラ科） Rubus parvifolius
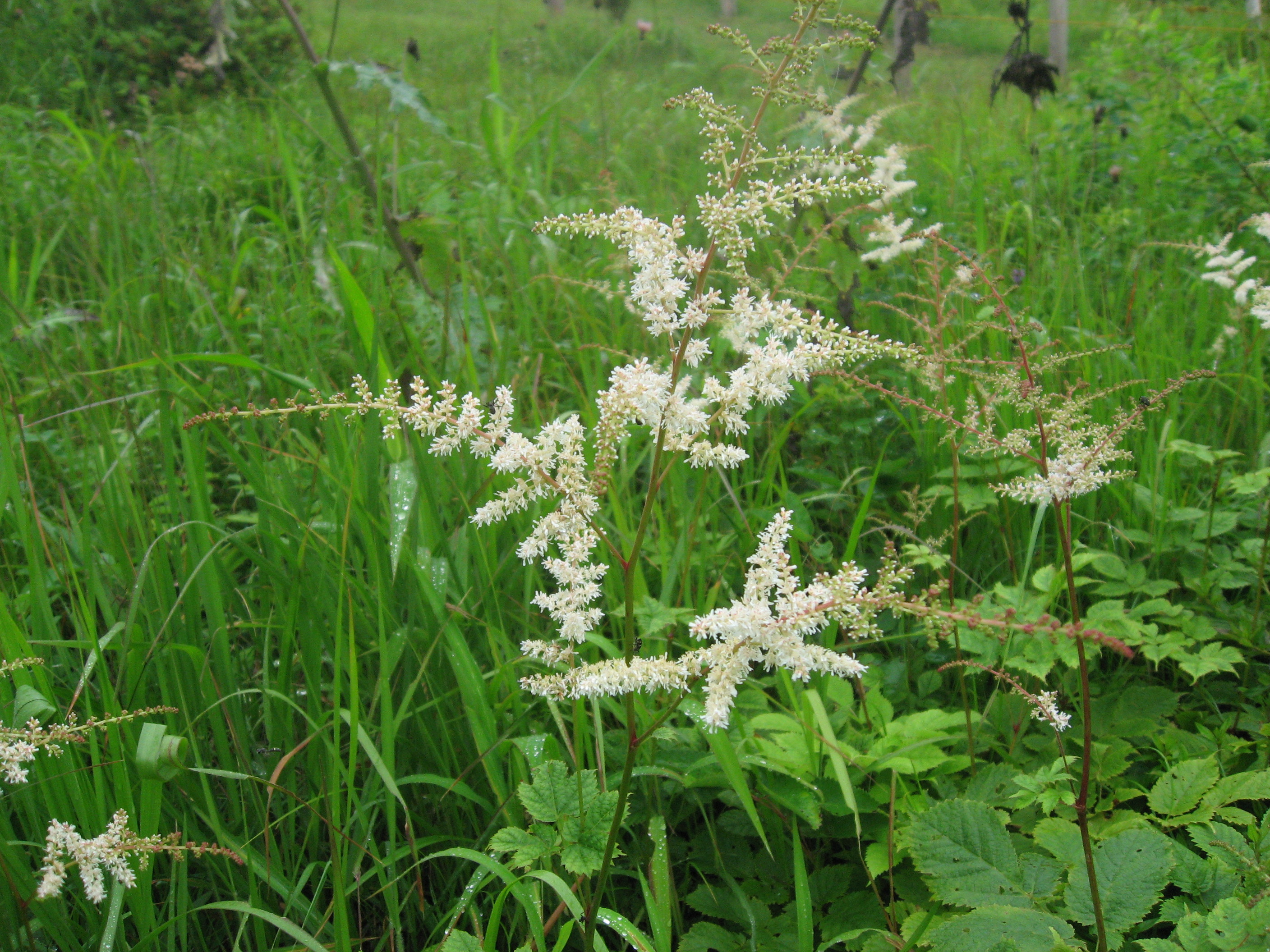
トリアシショウマ （ユキノシタ科） Astilbe thunbergii var. congesta
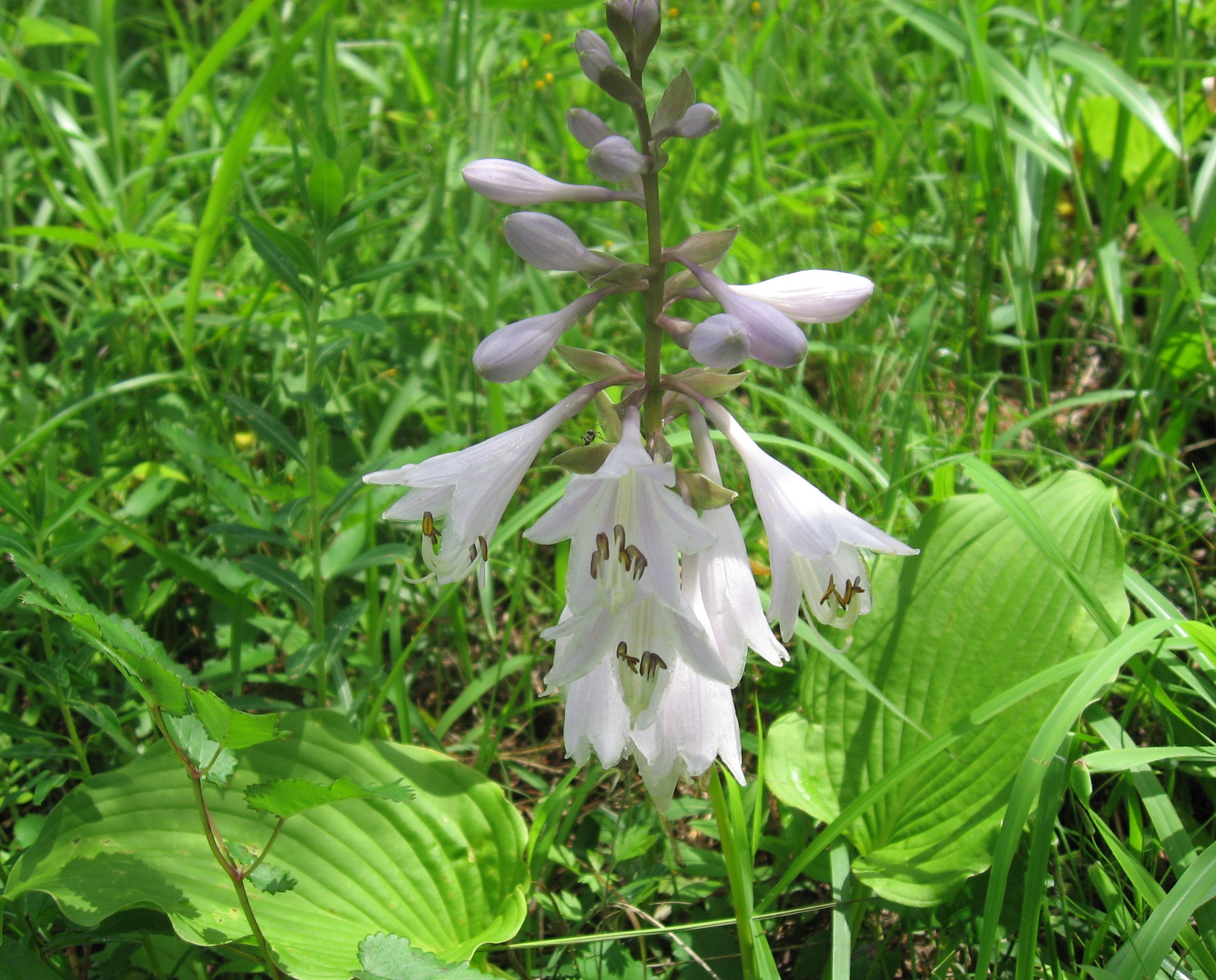
オオバギボウシ （ユリ科） Hosta montana
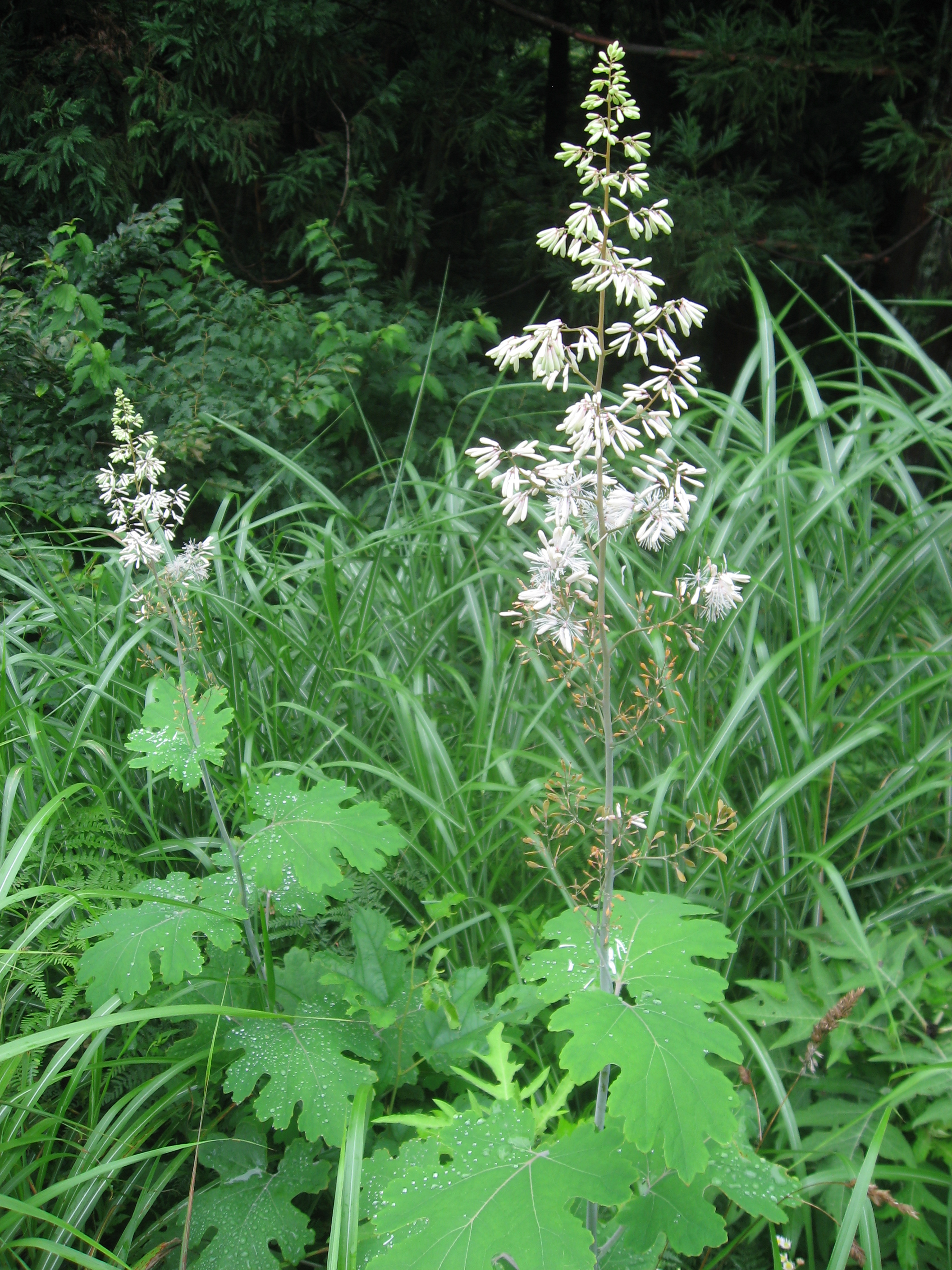
タケニグサ （ケシ科） Macleaya cordata

### 8月の花
- メマツヨイグサ、アカバナ、オトギリソウ、オミナエシ、キキョウ、フクシマシャジン、ツリガネニンジン、シラヤマギク、ヒヨドリバナ、ヤナギタンポポ、コウゾリナ、ヤマハハコ、アキカラマツ、クサボタン、クルマバナ、イブキボウフウ、ノダケ、カワラナデシコ、オオナンバンギセル、ヤマハギ、コオニユリ、ヤマユリ、ネジバナ、ヤマアワ、オニドコロ、ツユクサ

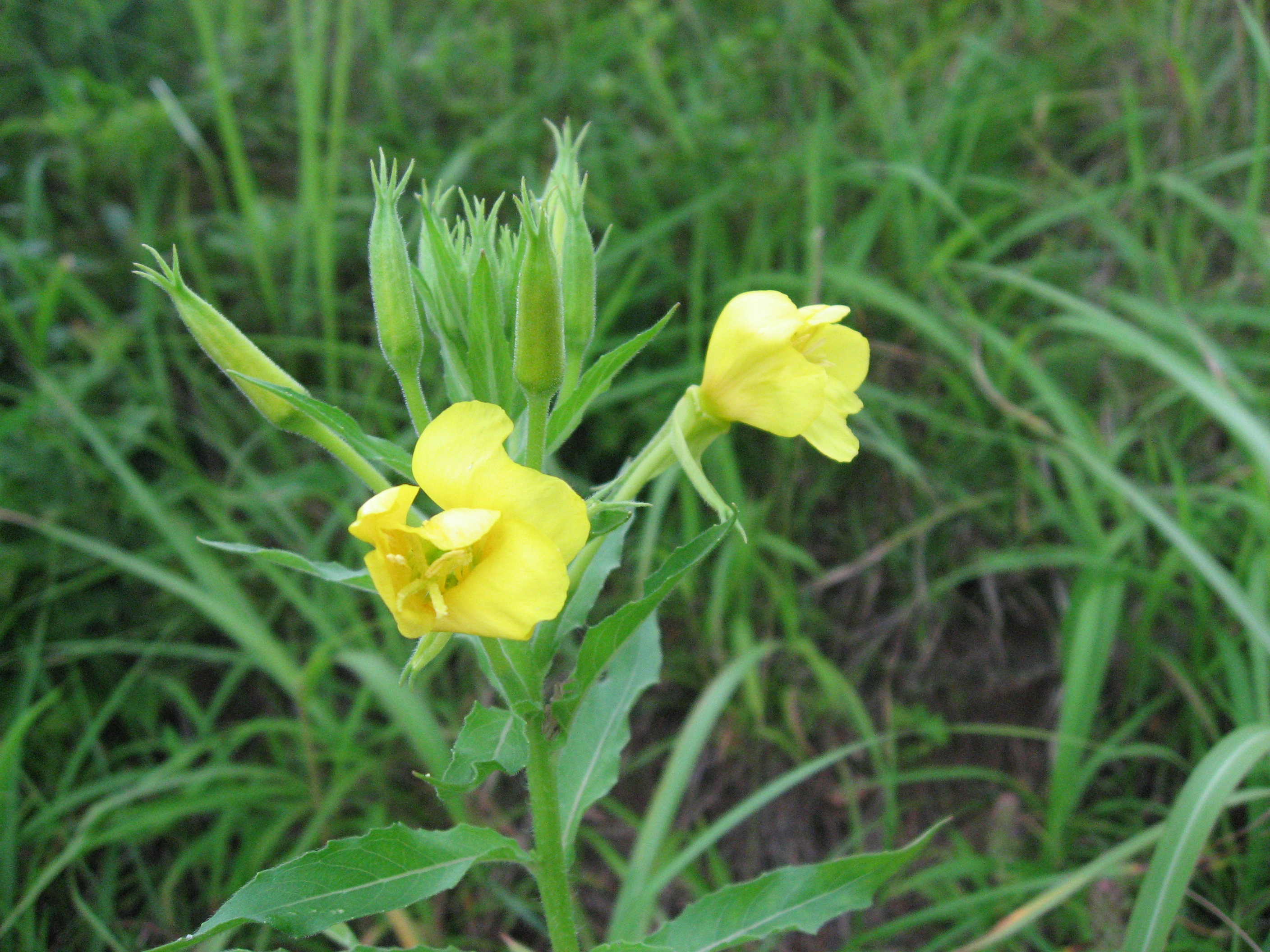
メマツヨイグサ （アカバナ科） Oenothera biennis
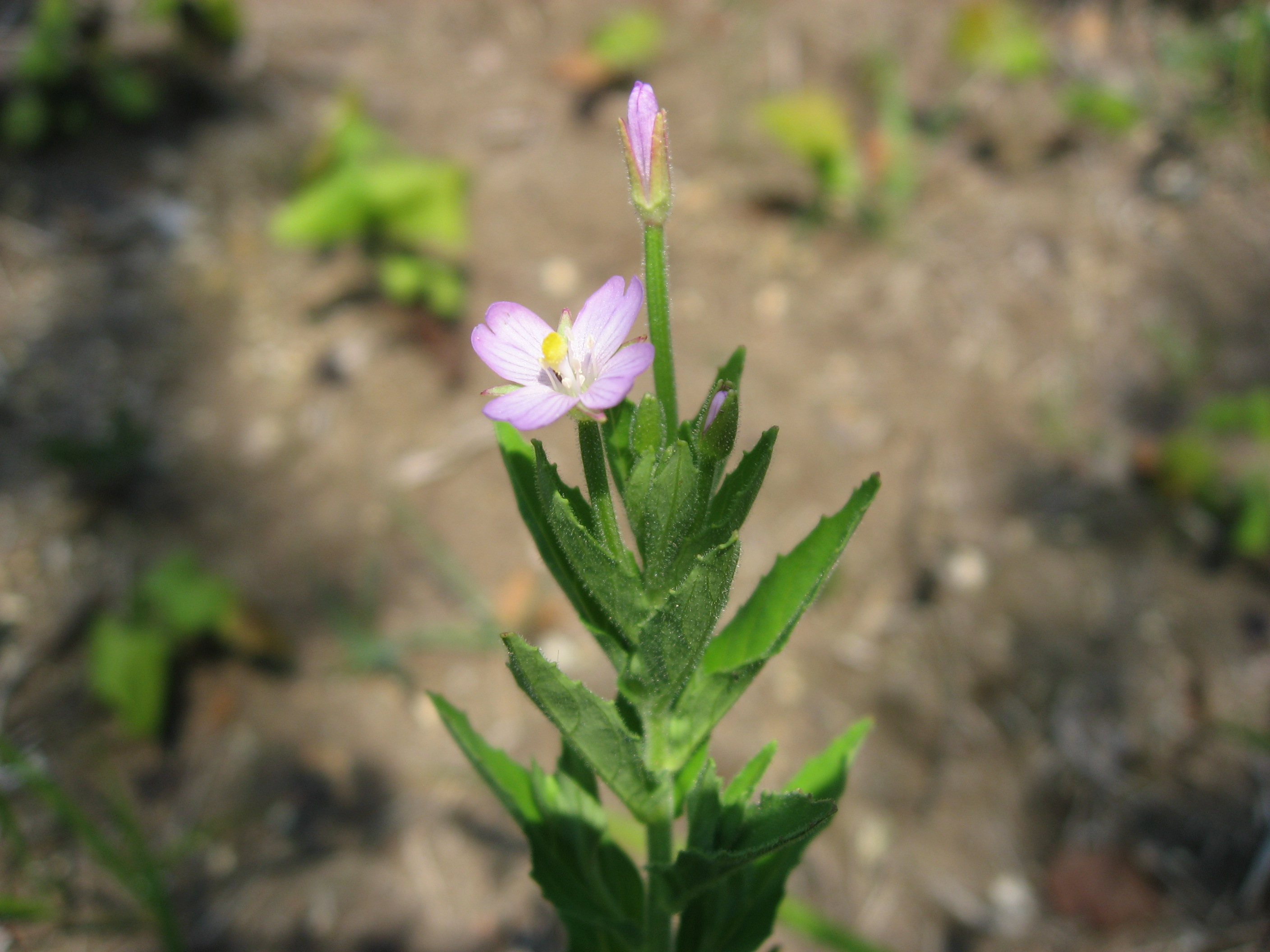
アカバナ （アカバナ科） Epilobium pyrricholophum
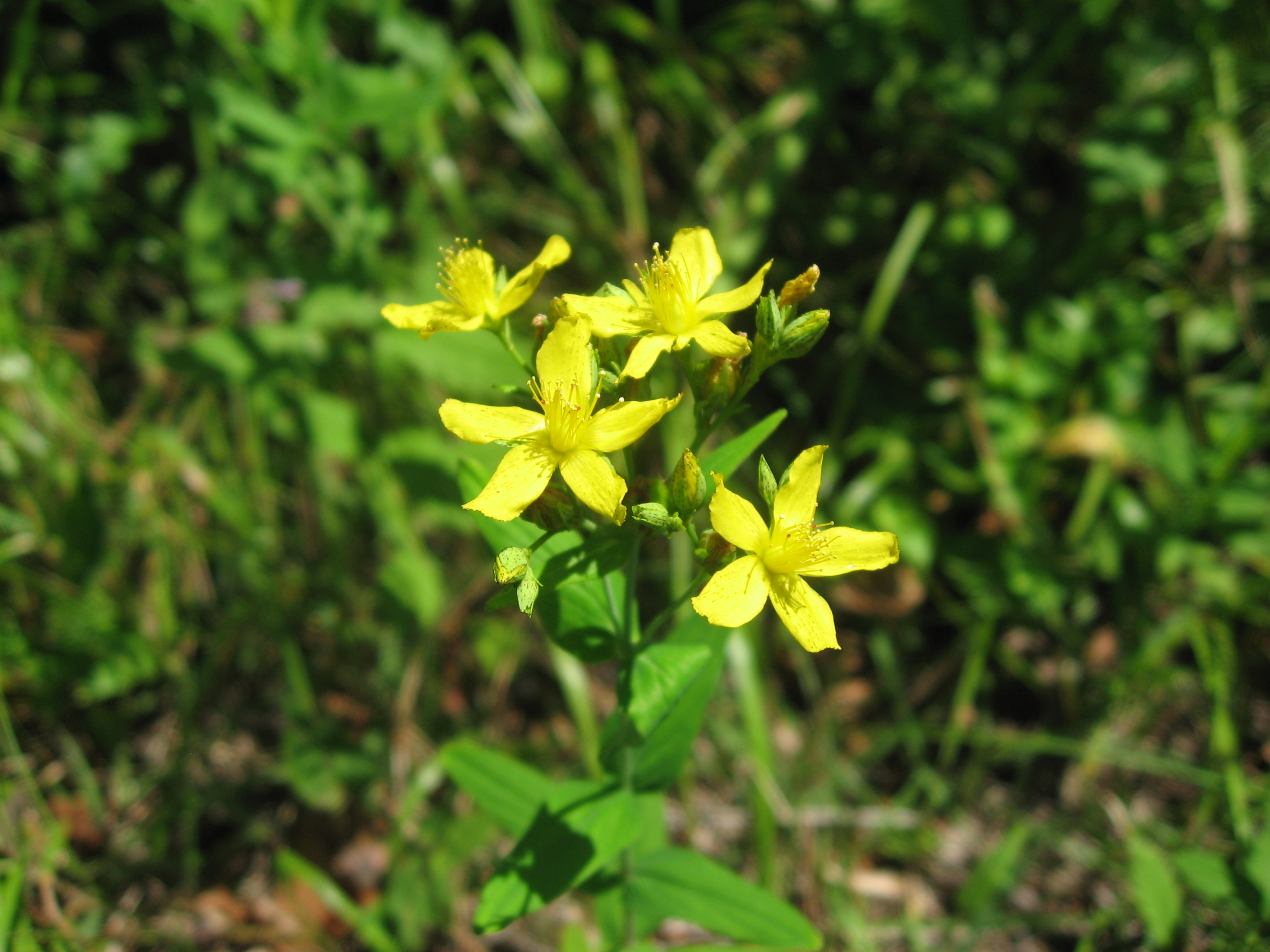
オトギリソウ （オトギリソウ科） Hypericum erectum
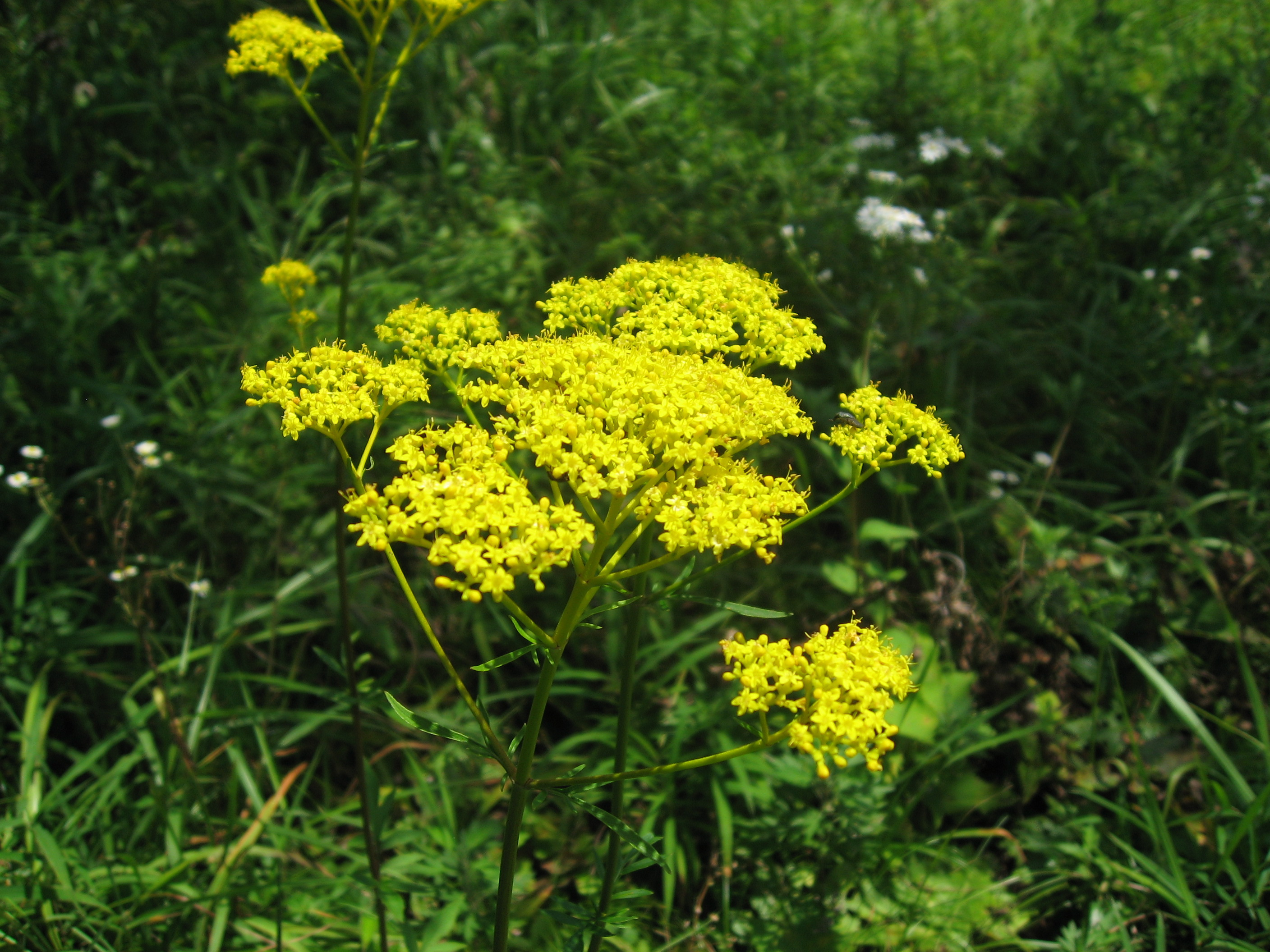
オミナエシ （オミナエシ科） Patrinia scabiosaefolia
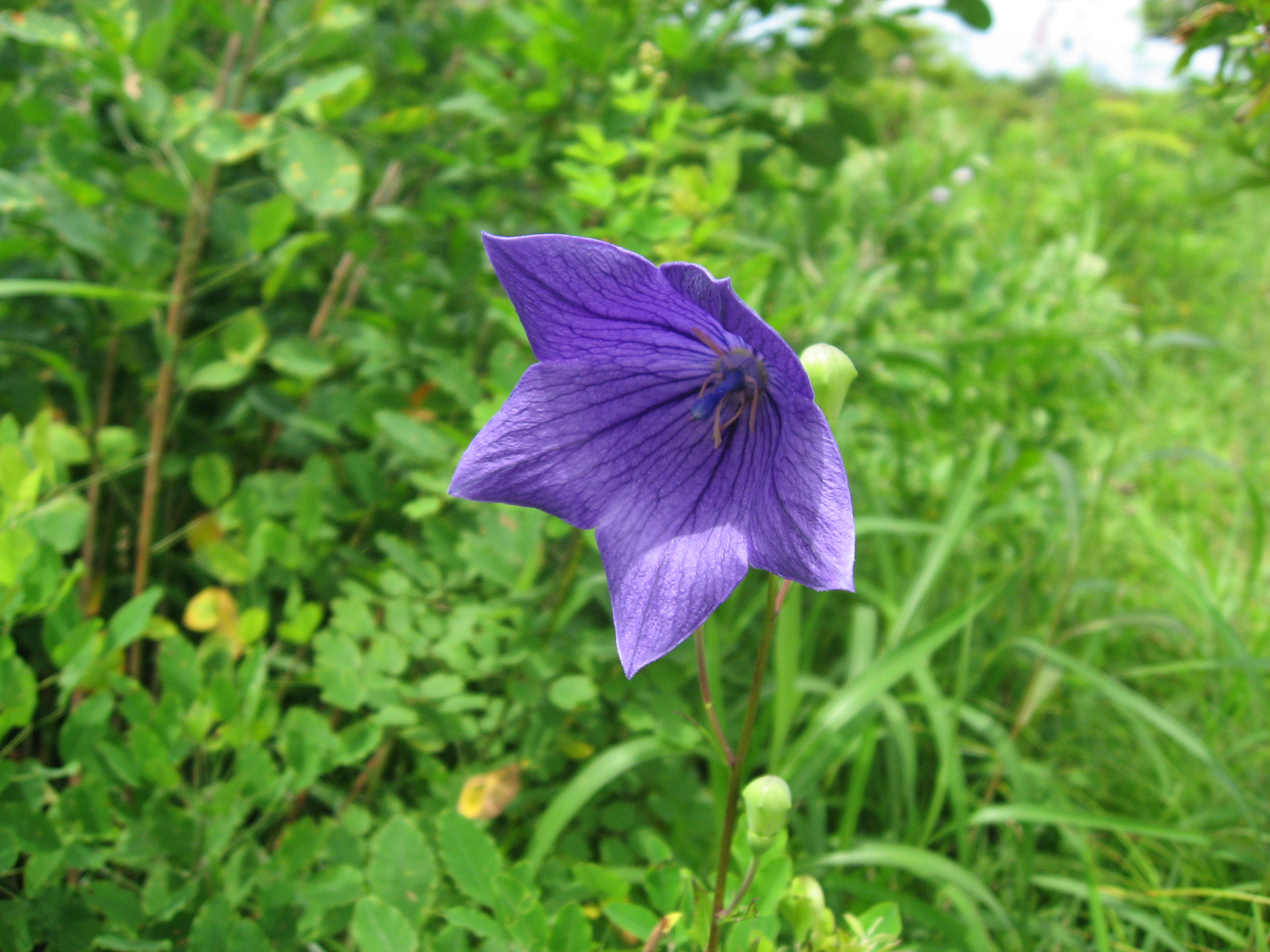
キキョウ （キキョウ科） Platycodon grandiflorum
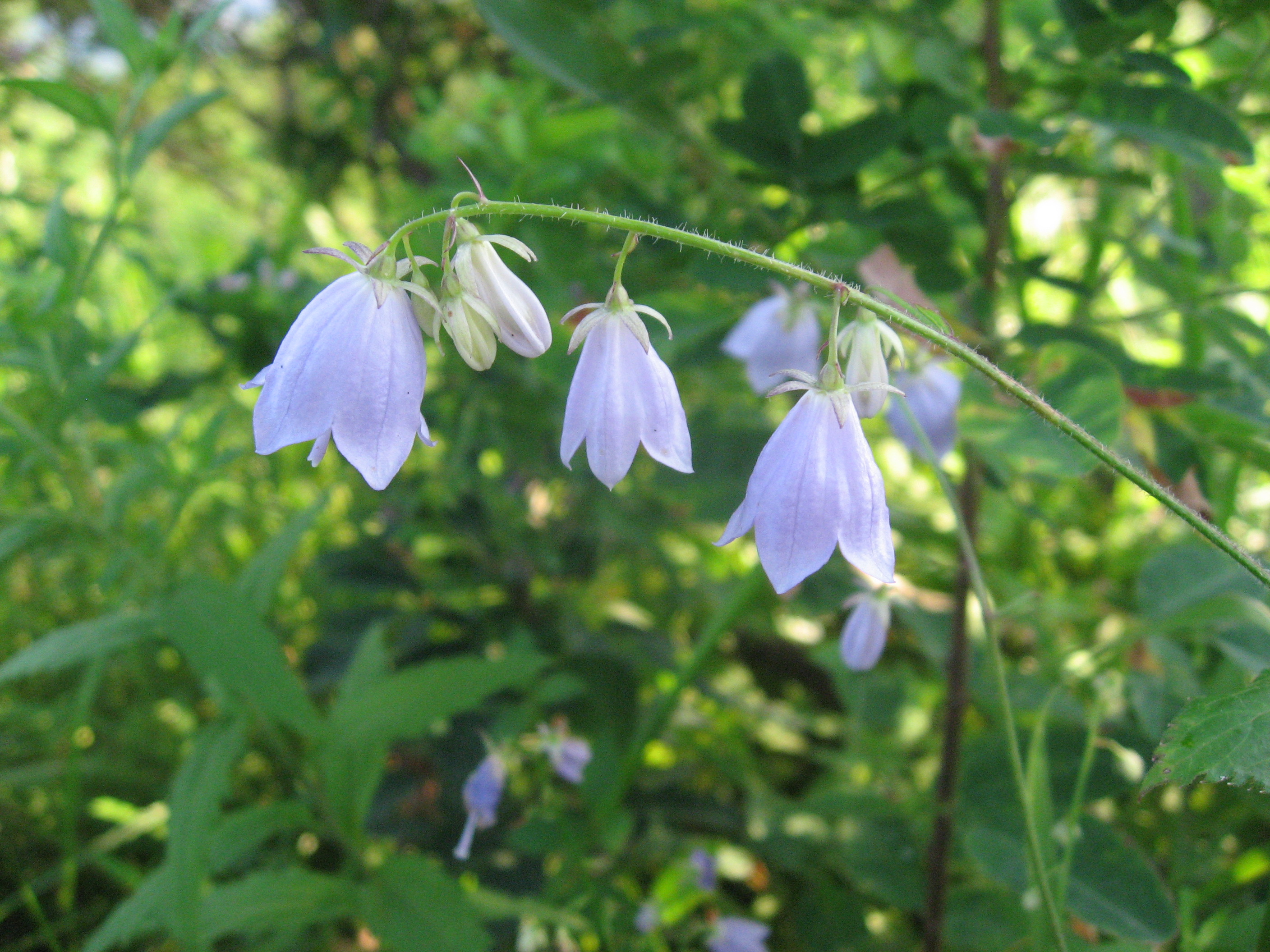
フクシマシャジン （キキョウ科） Adenophora divaricata
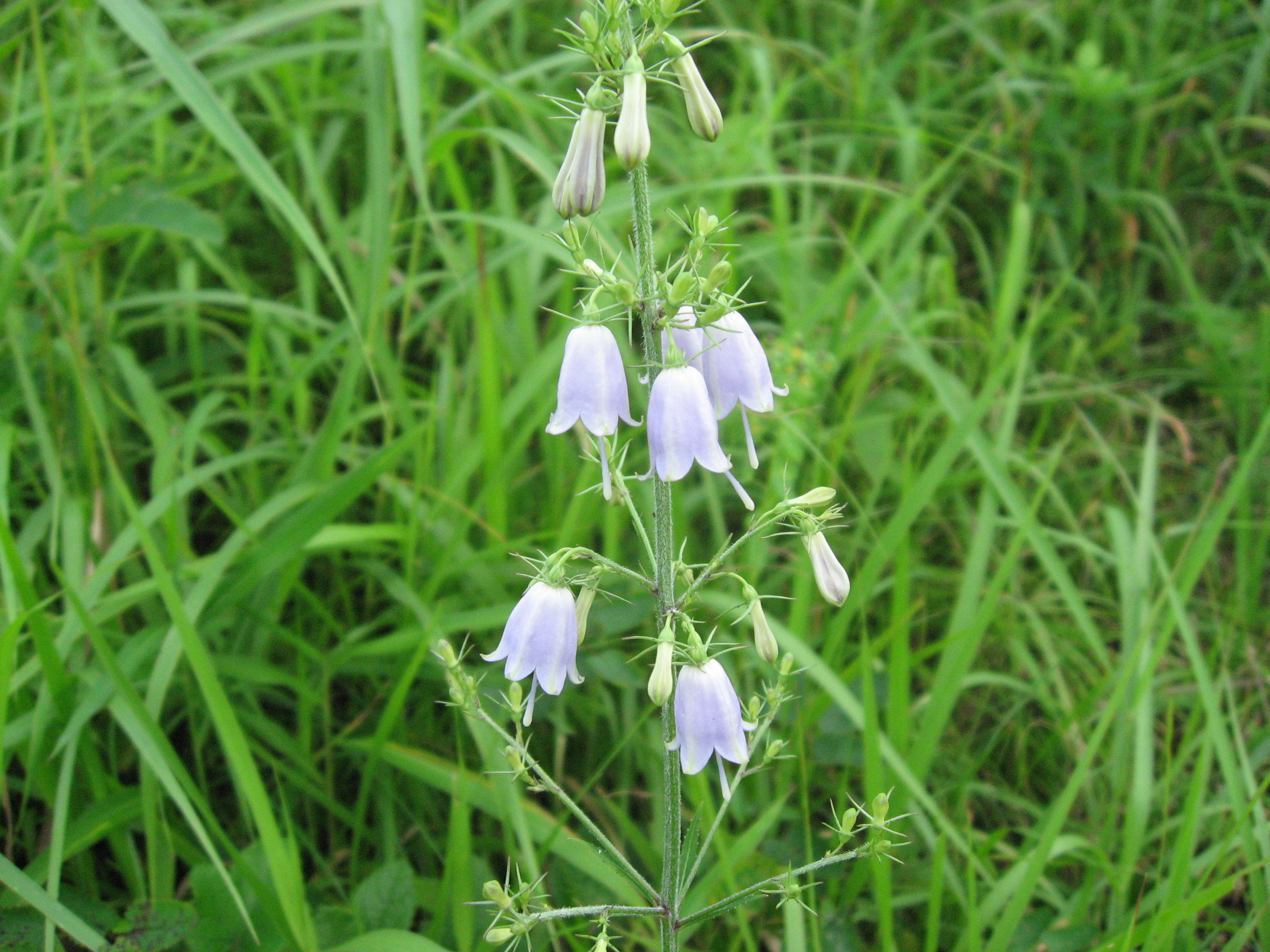
ツリガネニンジン （キキョウ科） Adenophora triphylla var. japonica
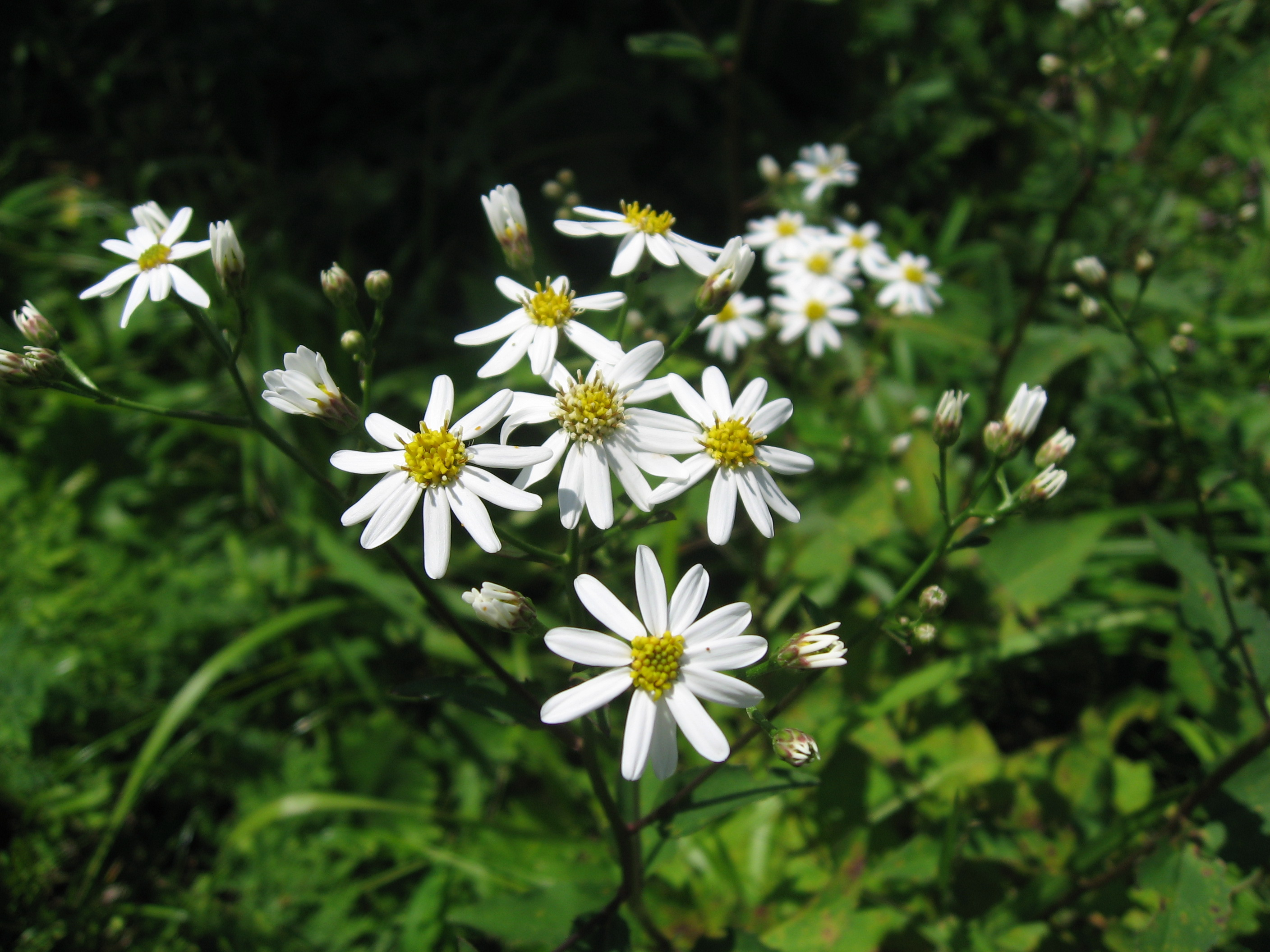
シラヤマギク （キク科） Aster scaber
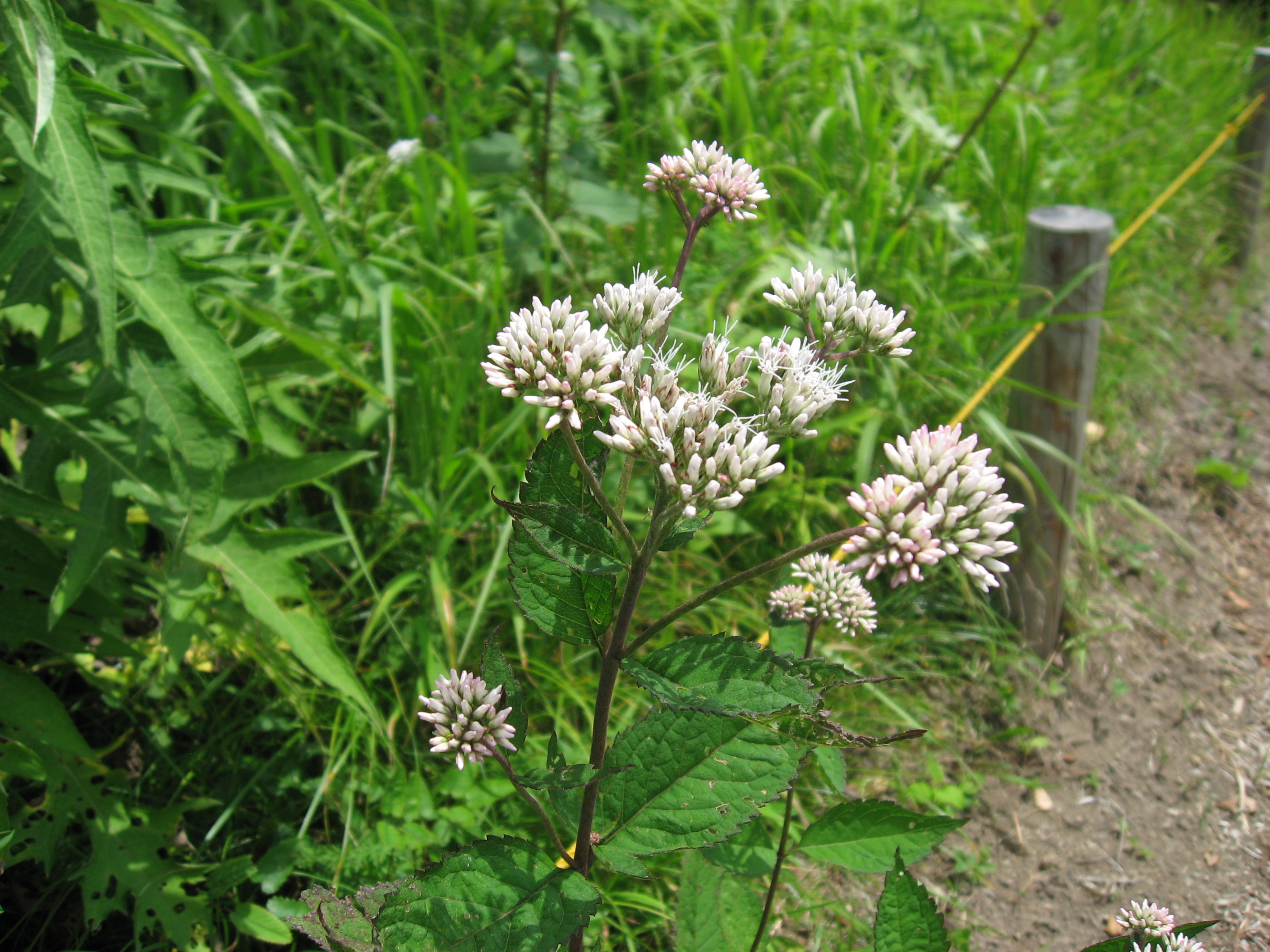
ヒヨドリバナ （キク科） Eupatorium chinense
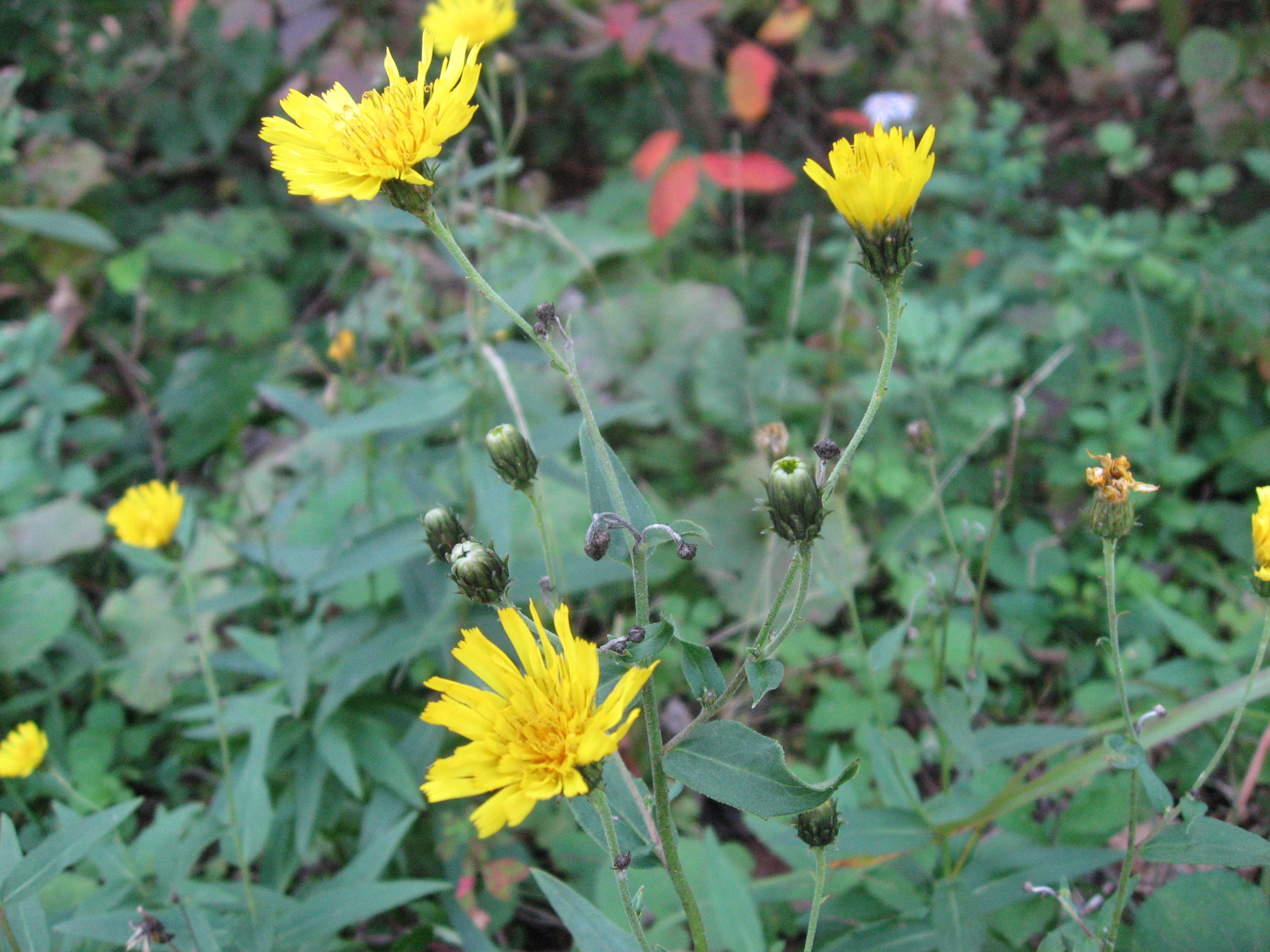
ヤナギタンポポ （キク科） Hieracium umbellatum
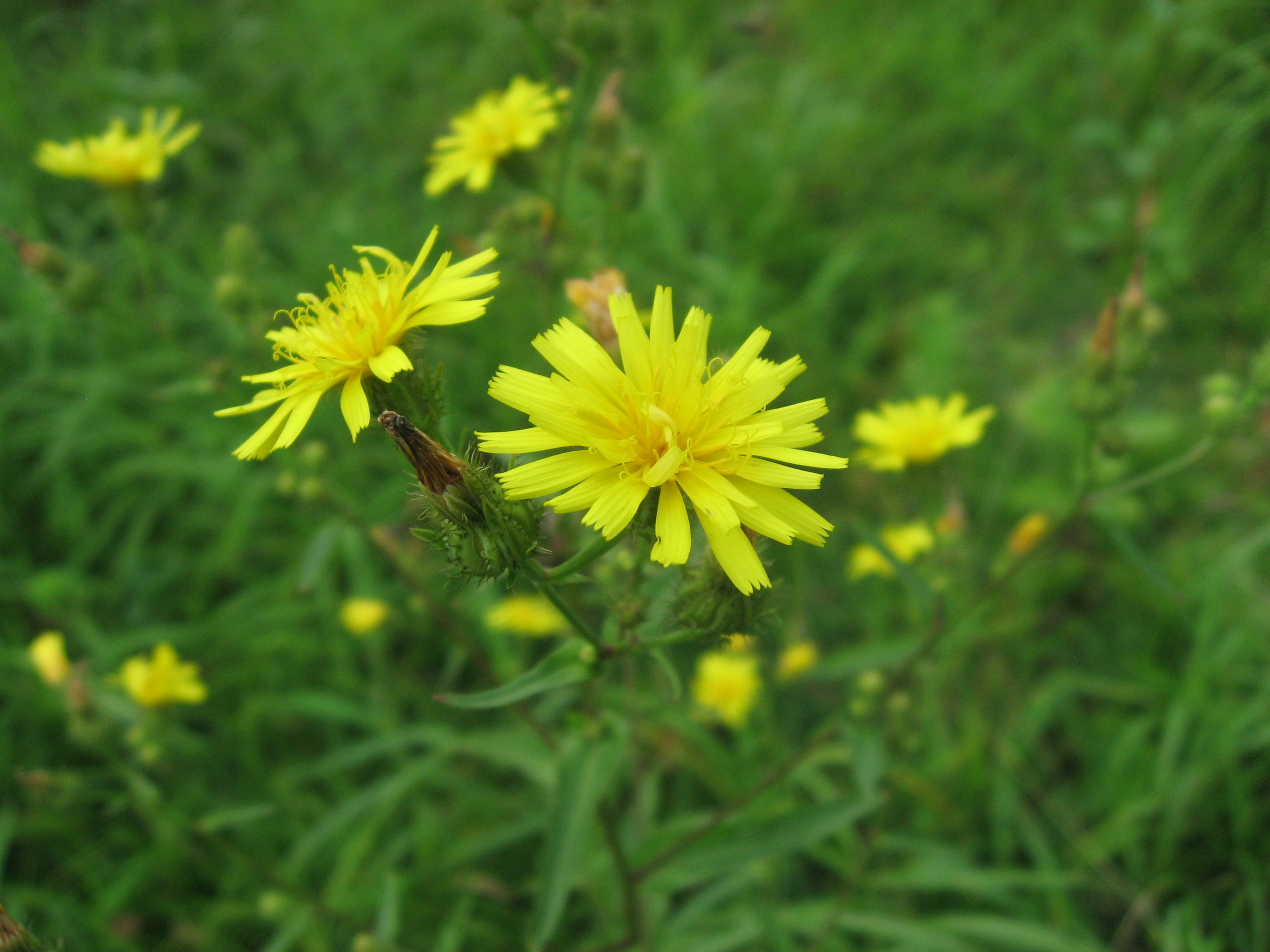
コウゾリナ （キク科） Picris hieracioides subsp. japonica
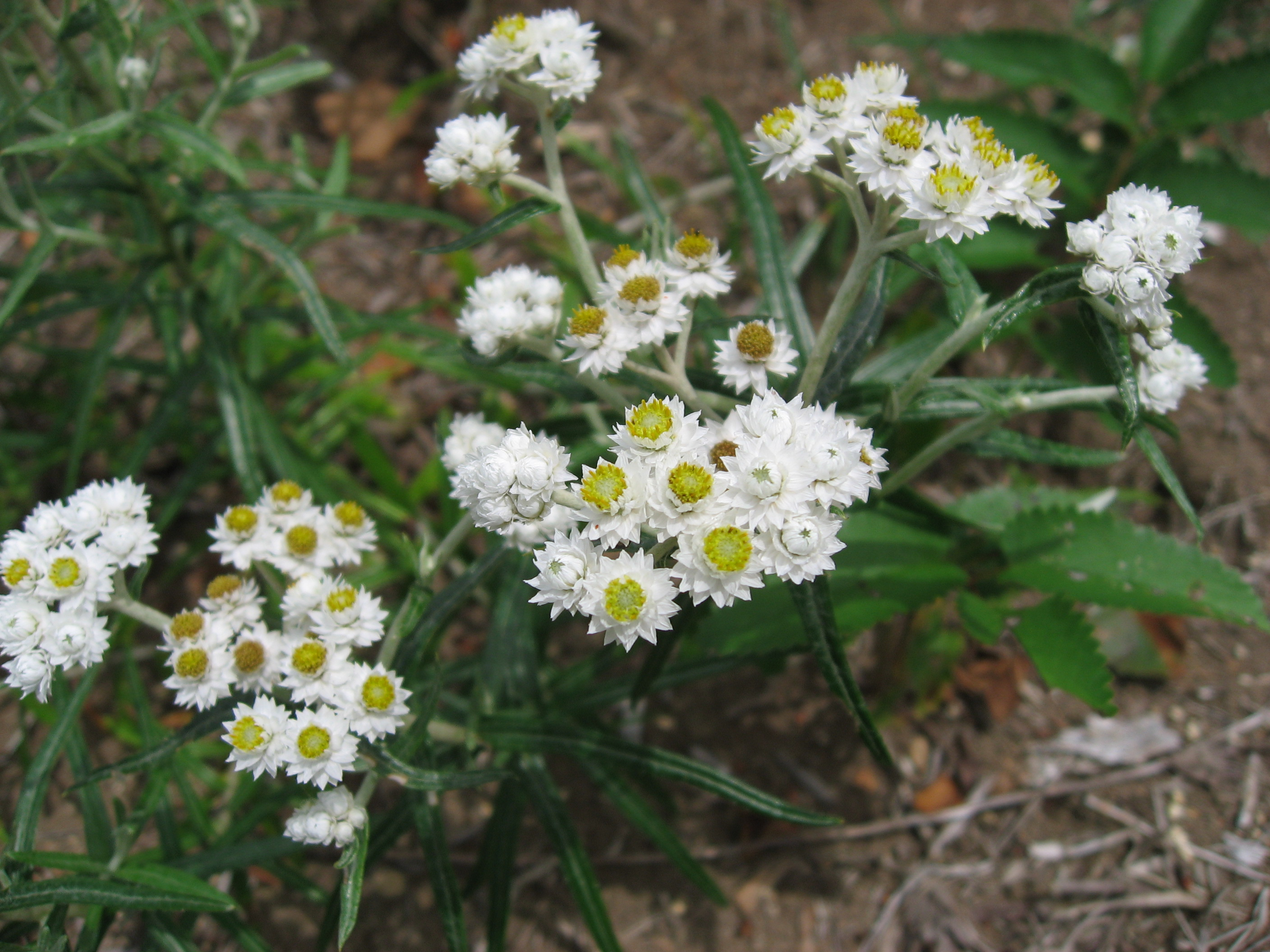
ヤマハハコ （キク科） Anaphalis margaritacea
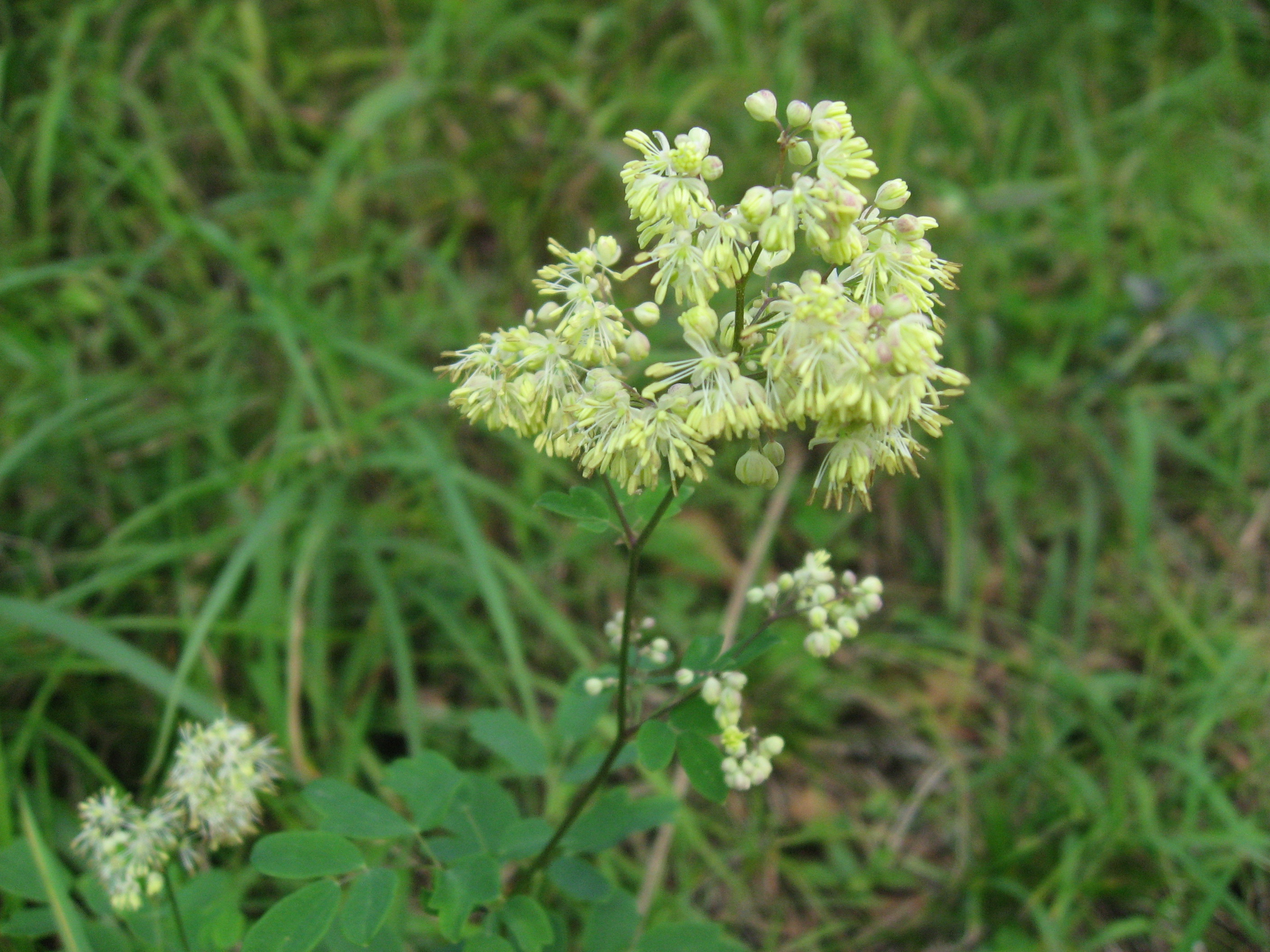
アキカラマツ （キンポウゲ科） Thalictrum minus var. hypoleucum
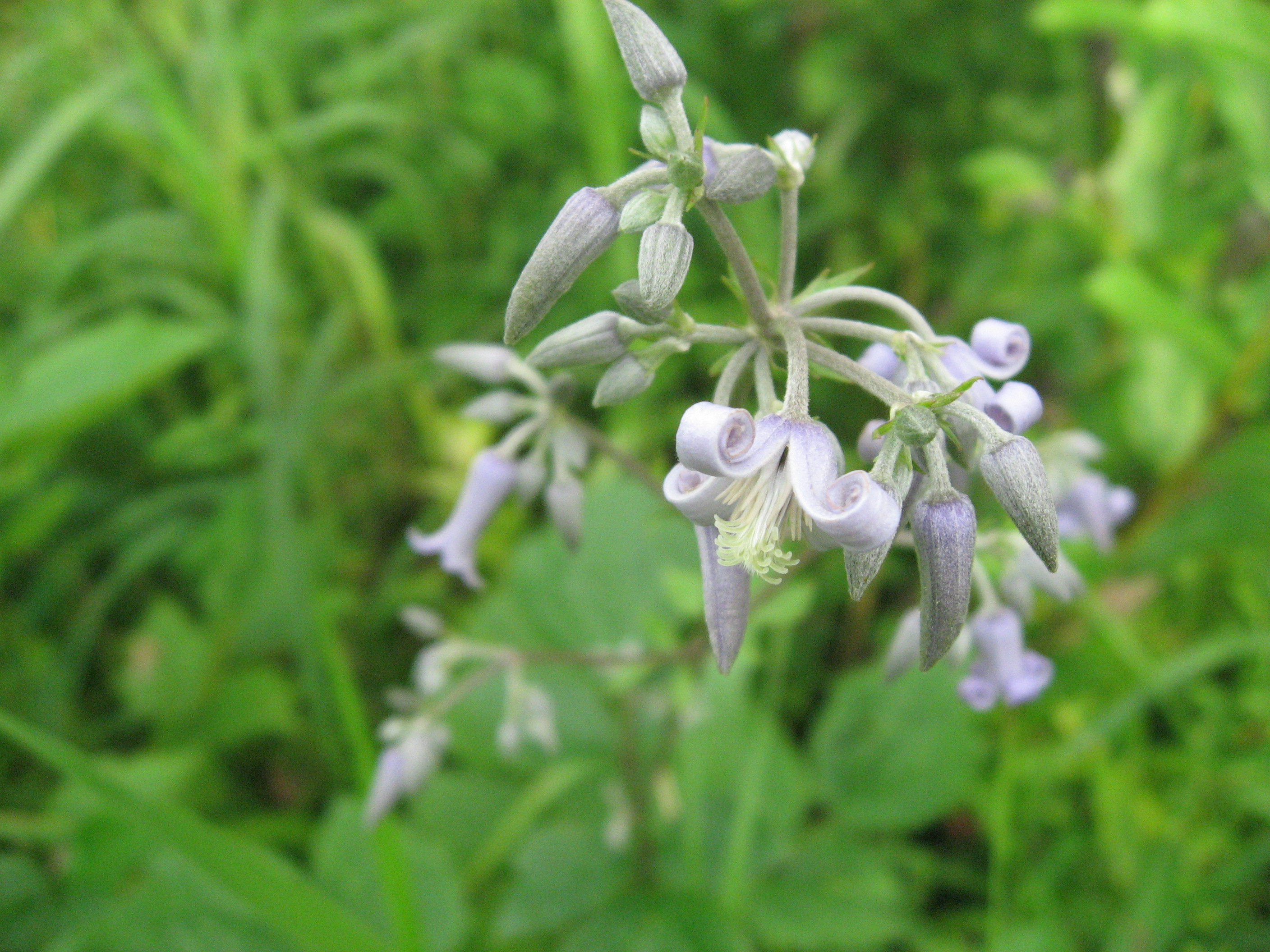
クサボタン （キンポウゲ科） Clematis stans
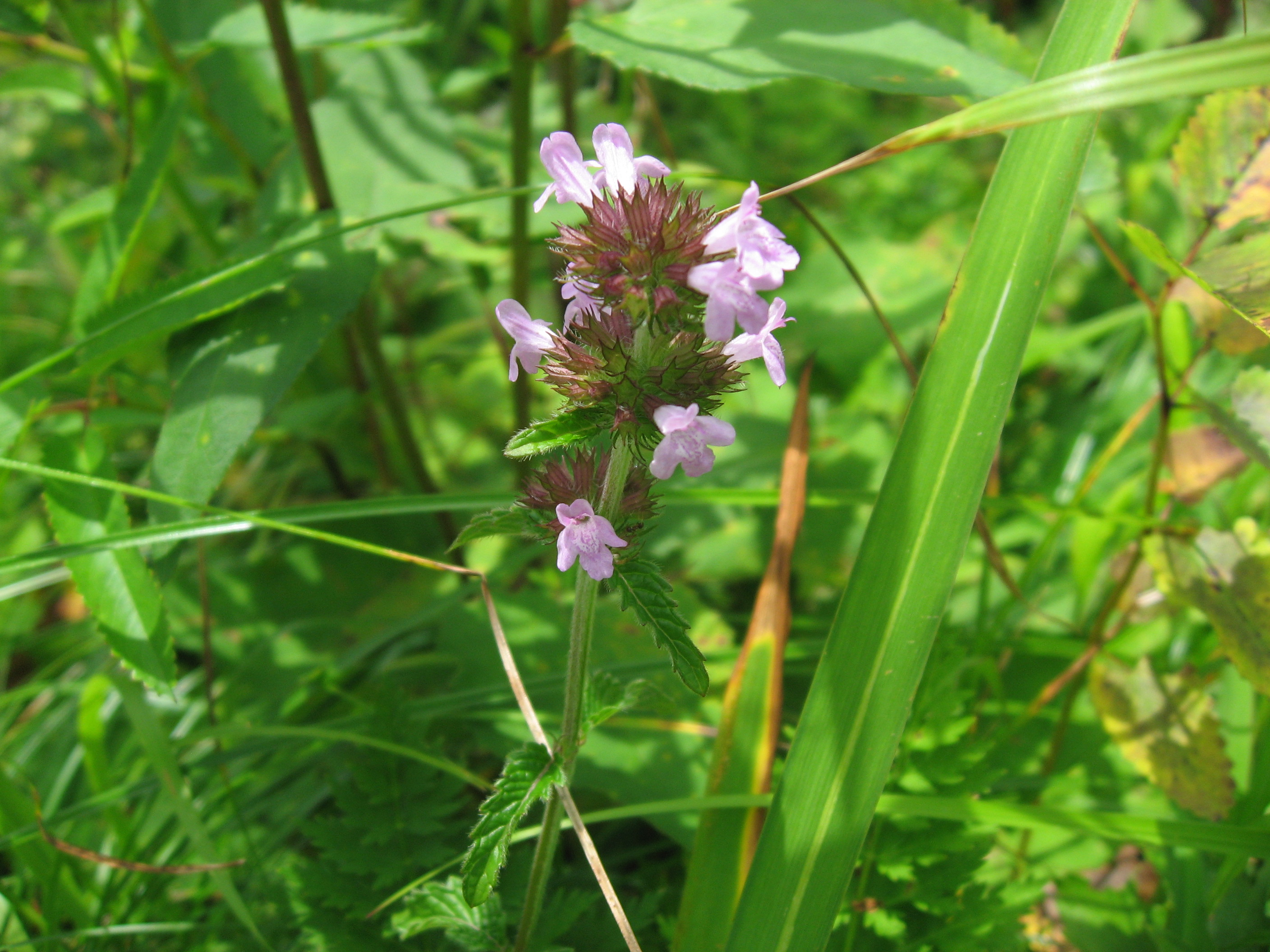
クルマバナ （シソ科） Clinopodium chinense subsp. grandiflorum
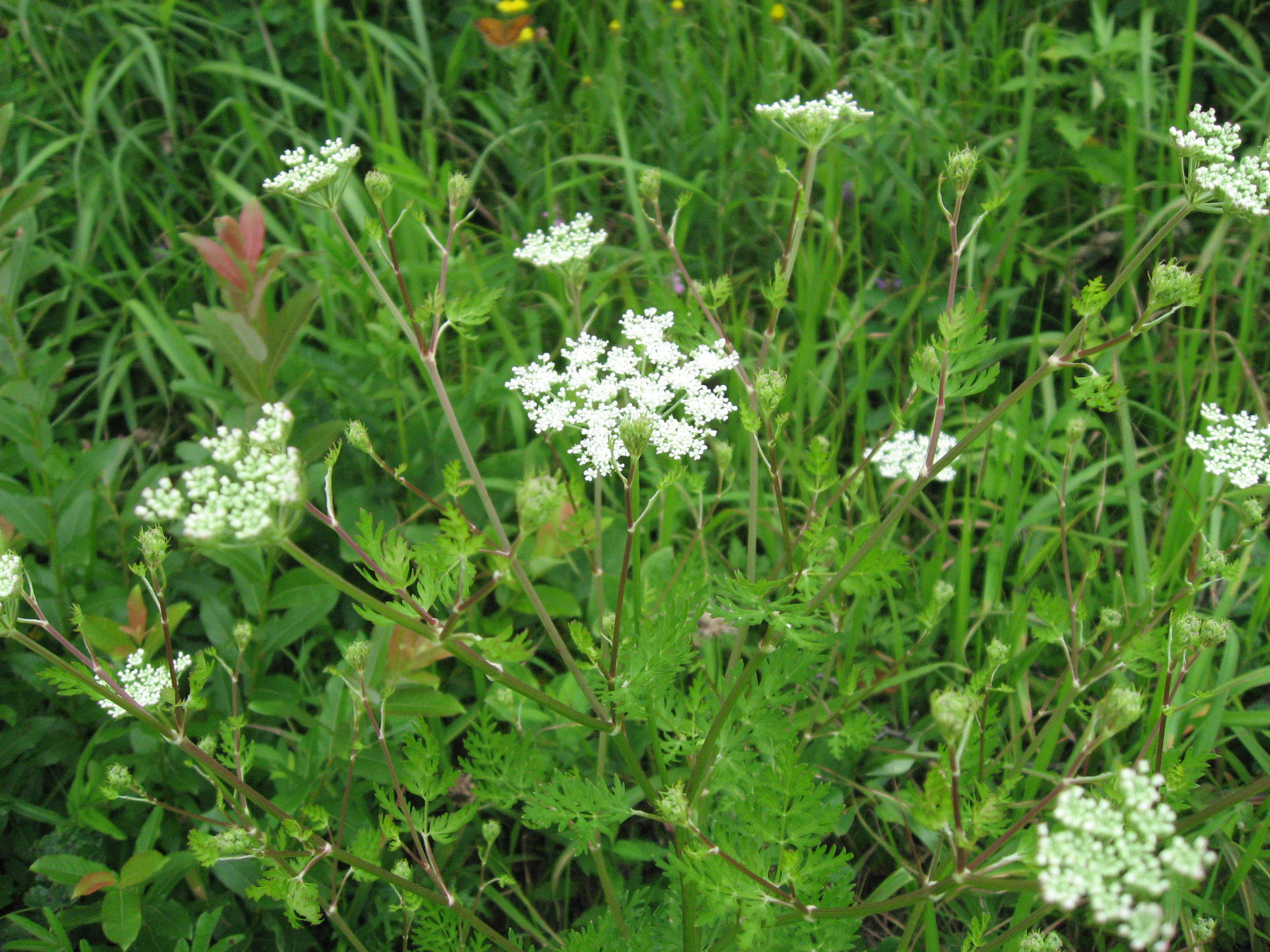
イブキボウフウ （セリ科） Libanotis coreana
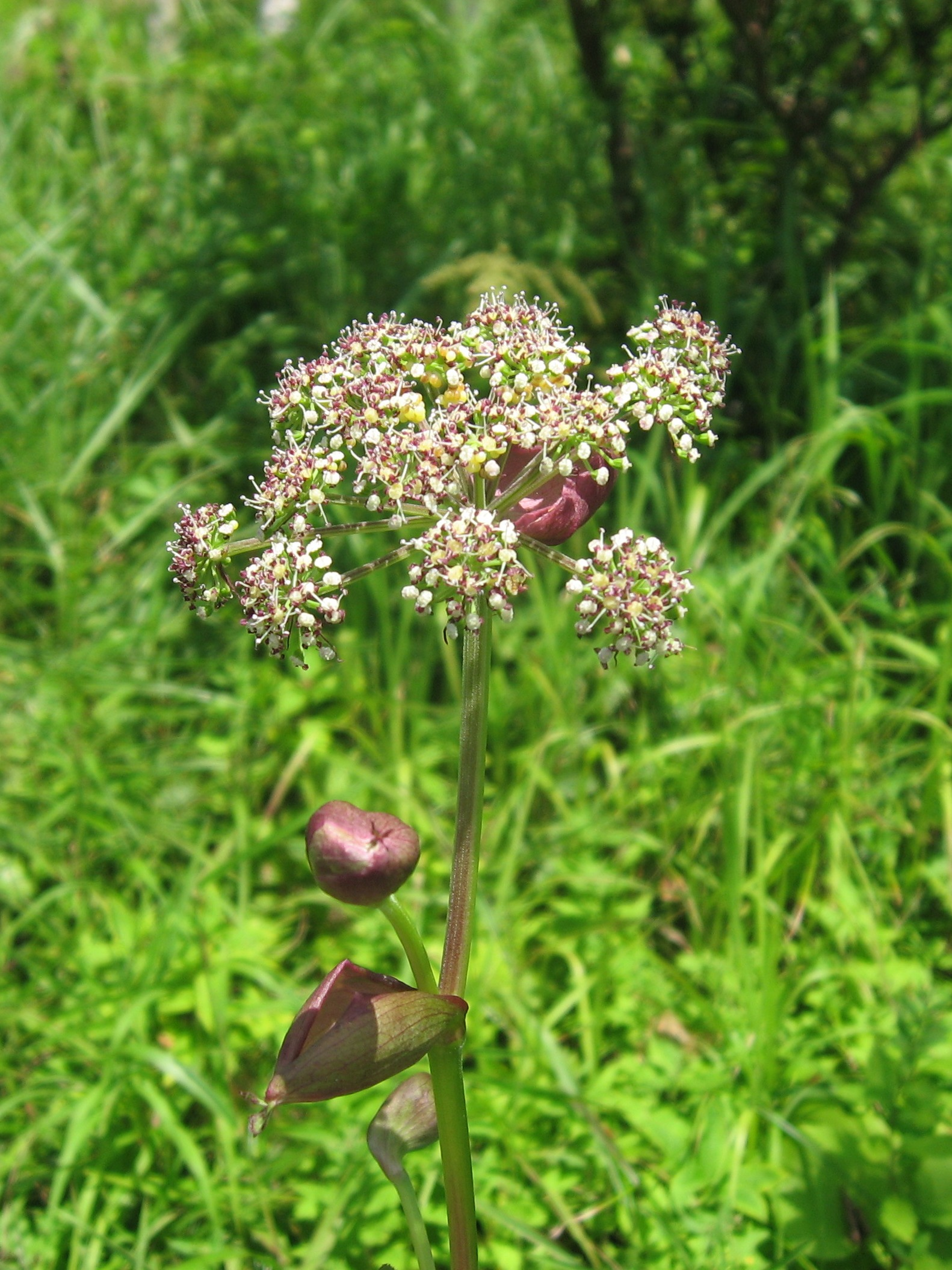
ノダケ （セリ科） Angelica decursiva
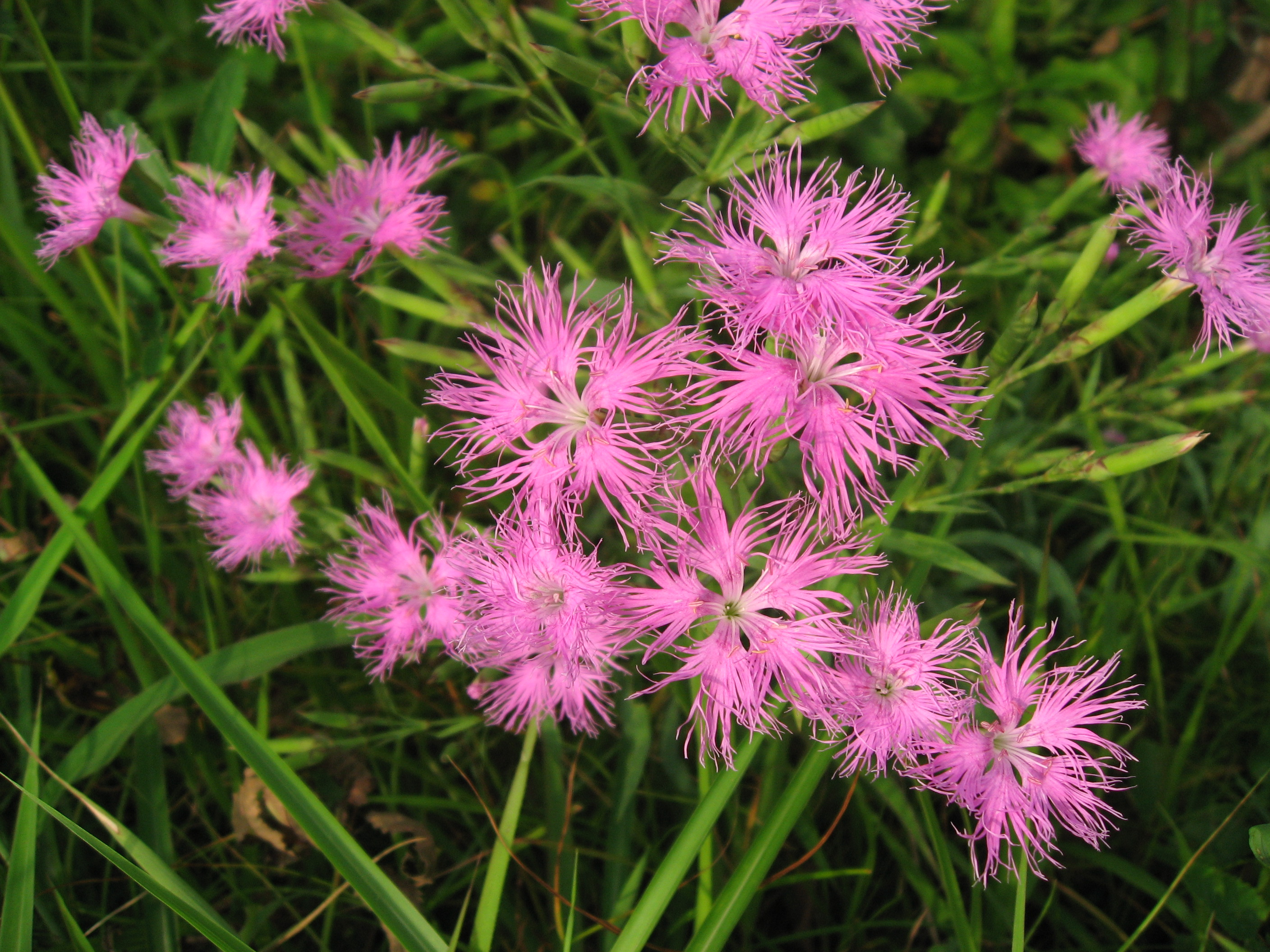
カワラナデシコ （ナデシコ科） Dianthus superbus var. longicalycinus
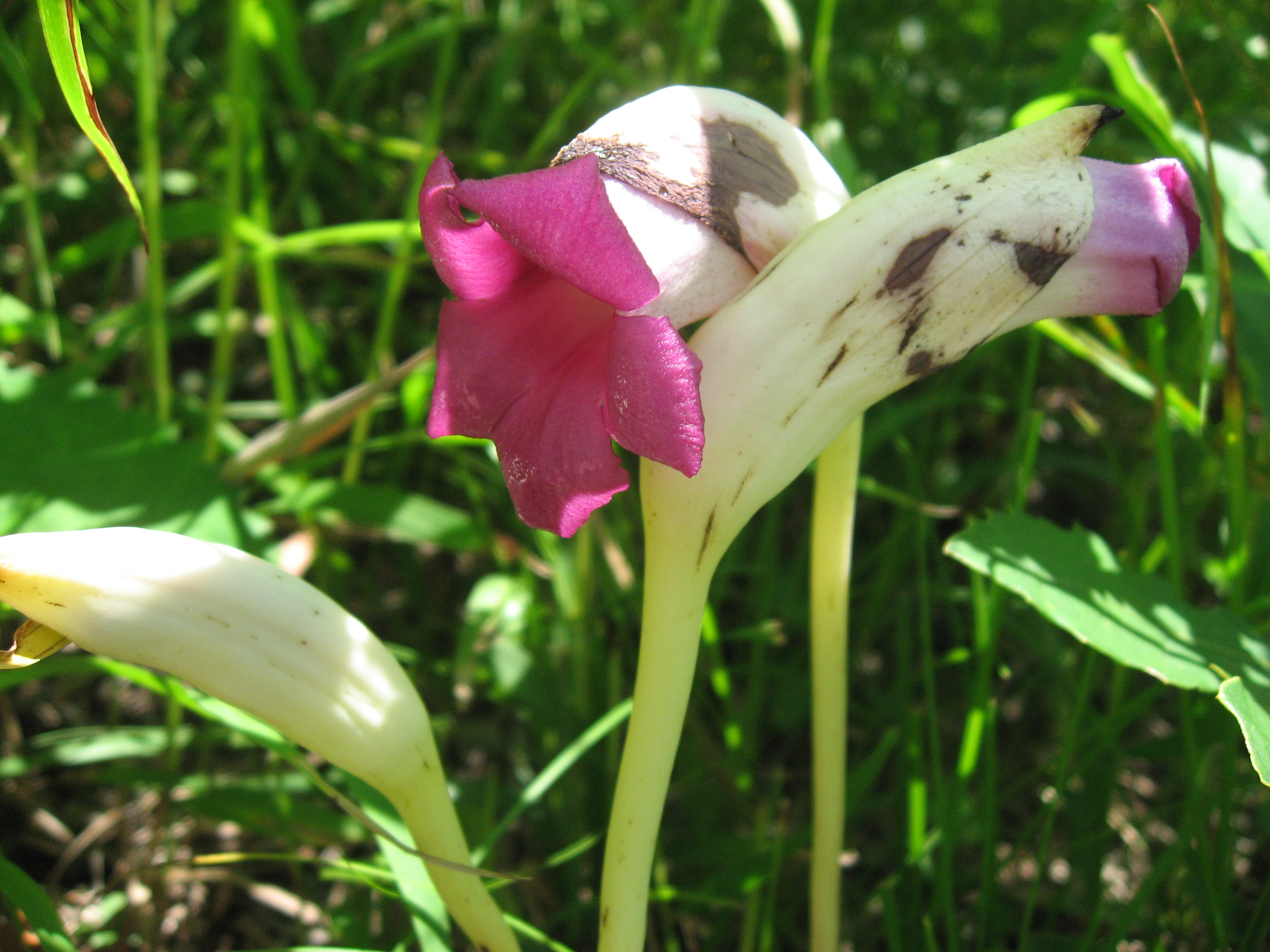
オオナンバンギセル （ハマウツボ科） Aeginetia sinensis
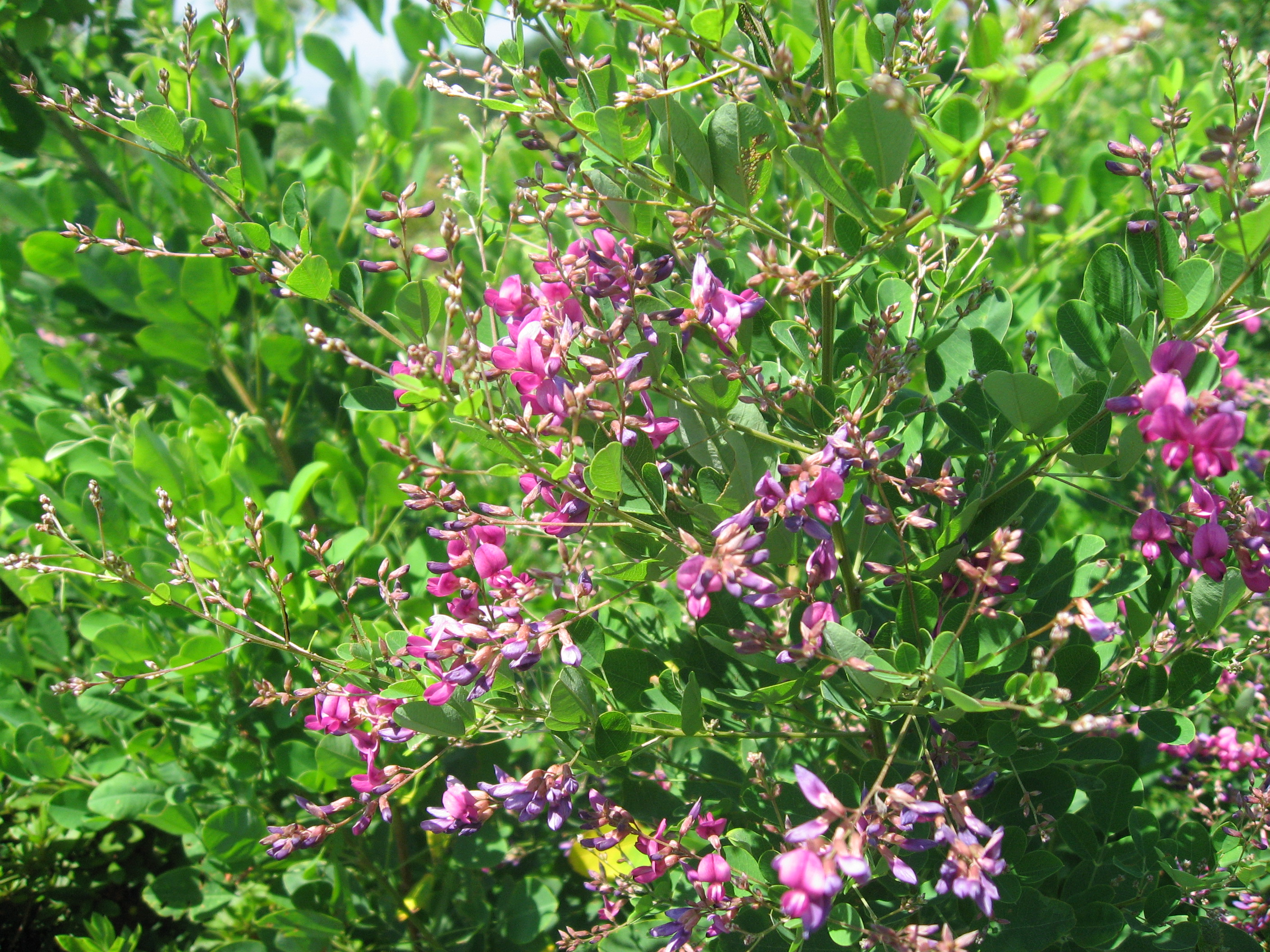
ヤマハギ （マメ科） Lespedeza bicolor
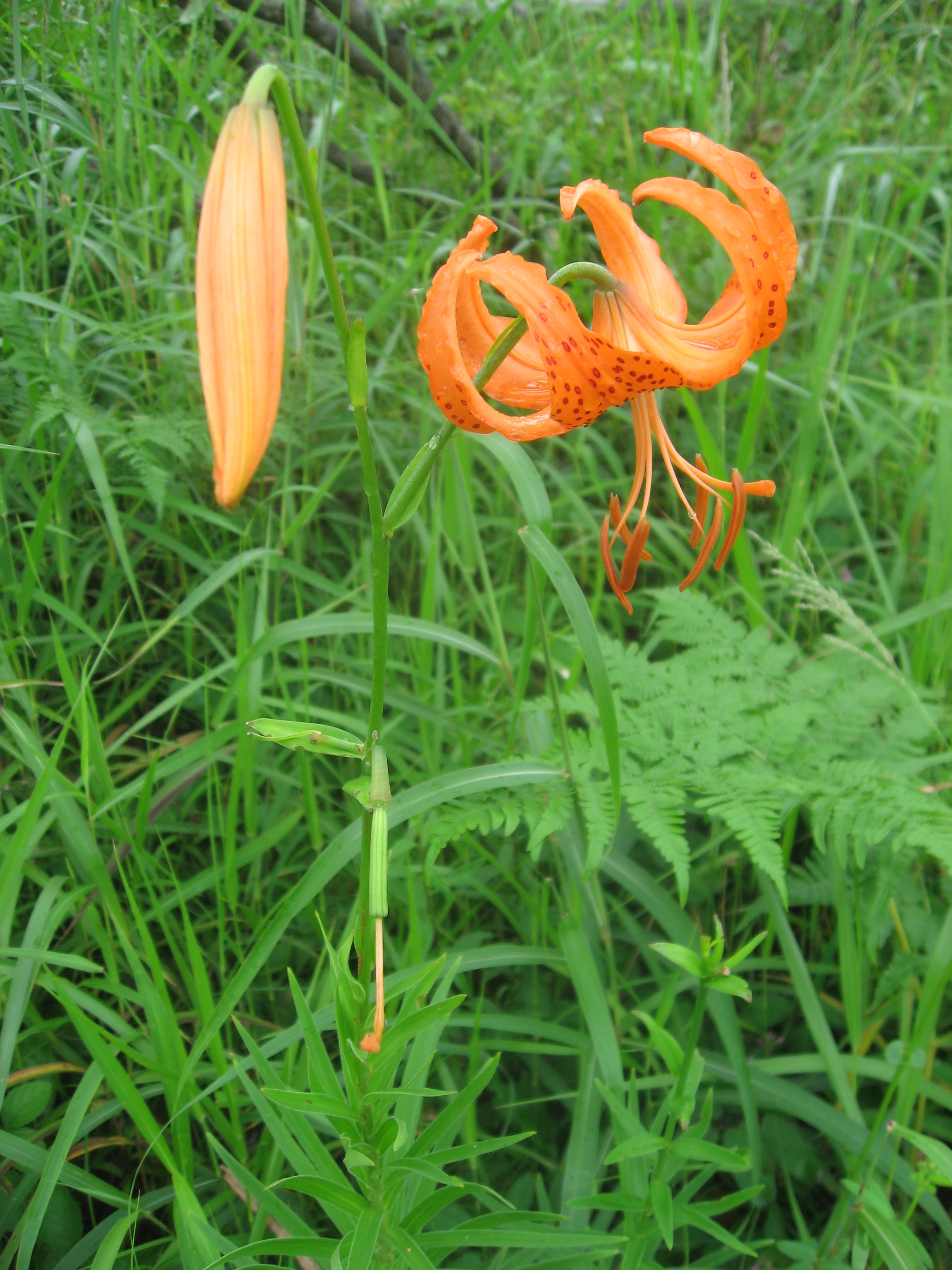
コオニユリ （ユリ科） Lilium leichtlinii var. tigrinum
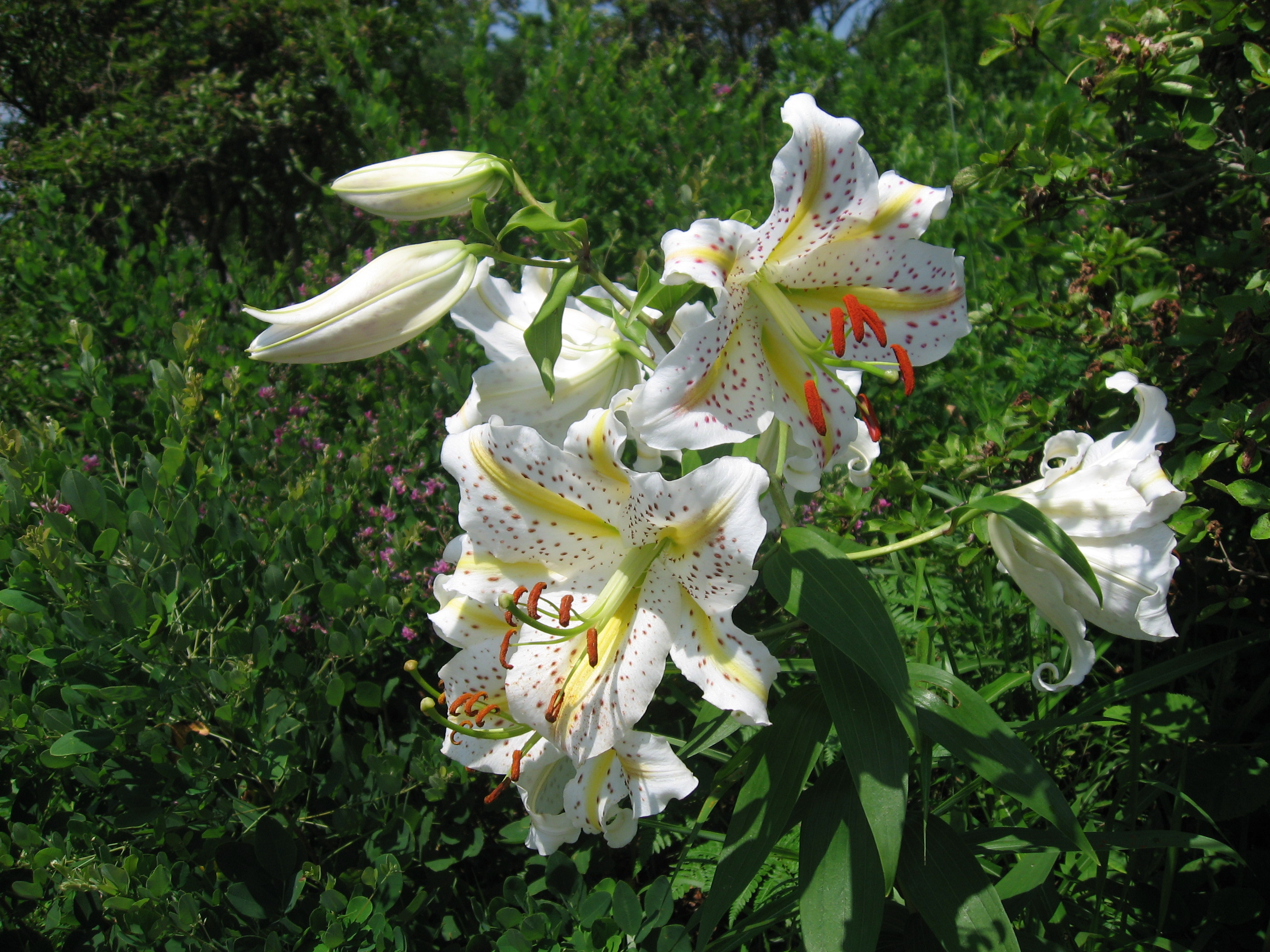
ヤマユリ （ユリ科） Lilium auratum
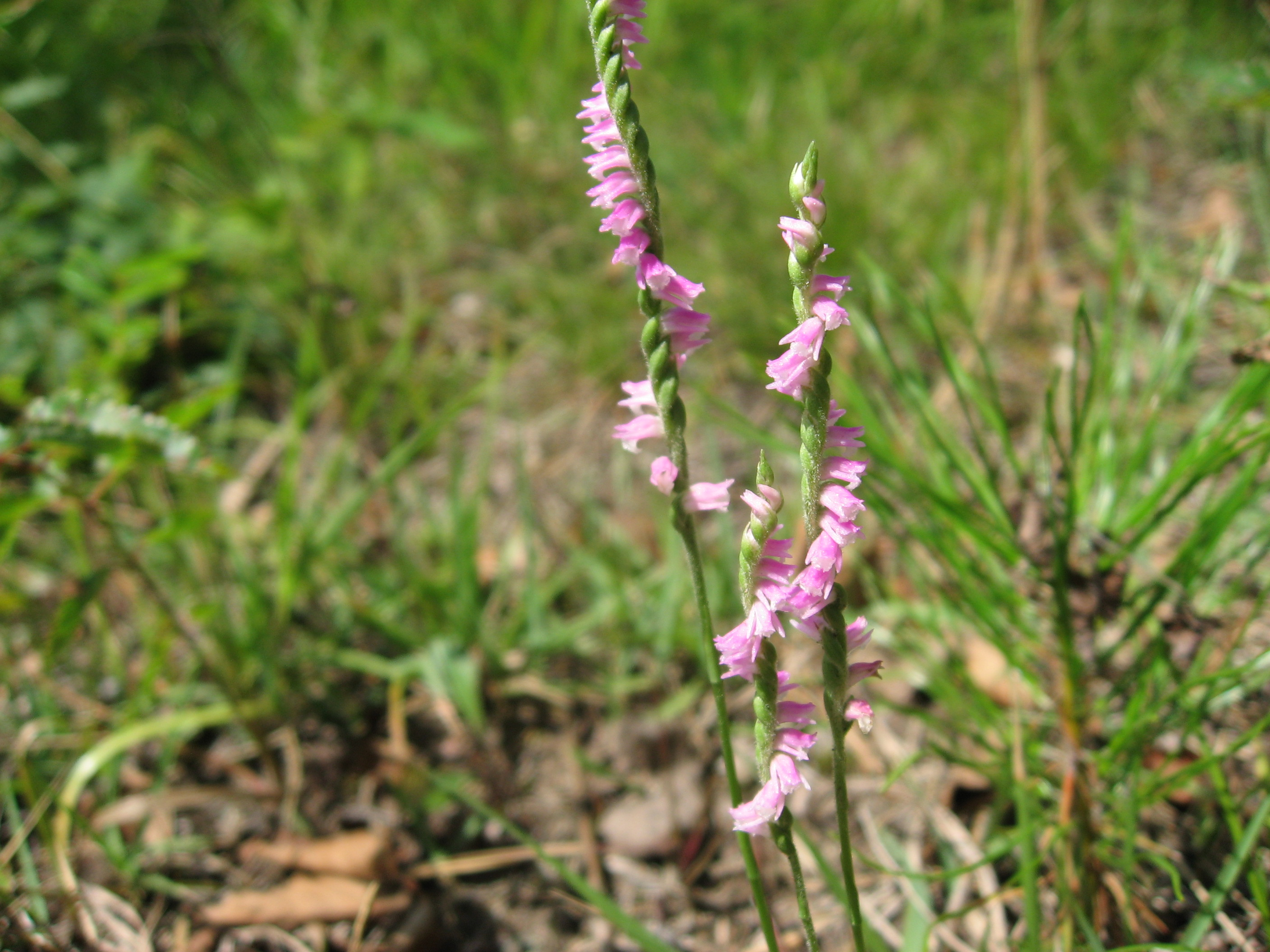
ネジバナ （ラン科） Spiranthes sinensis var. amoena
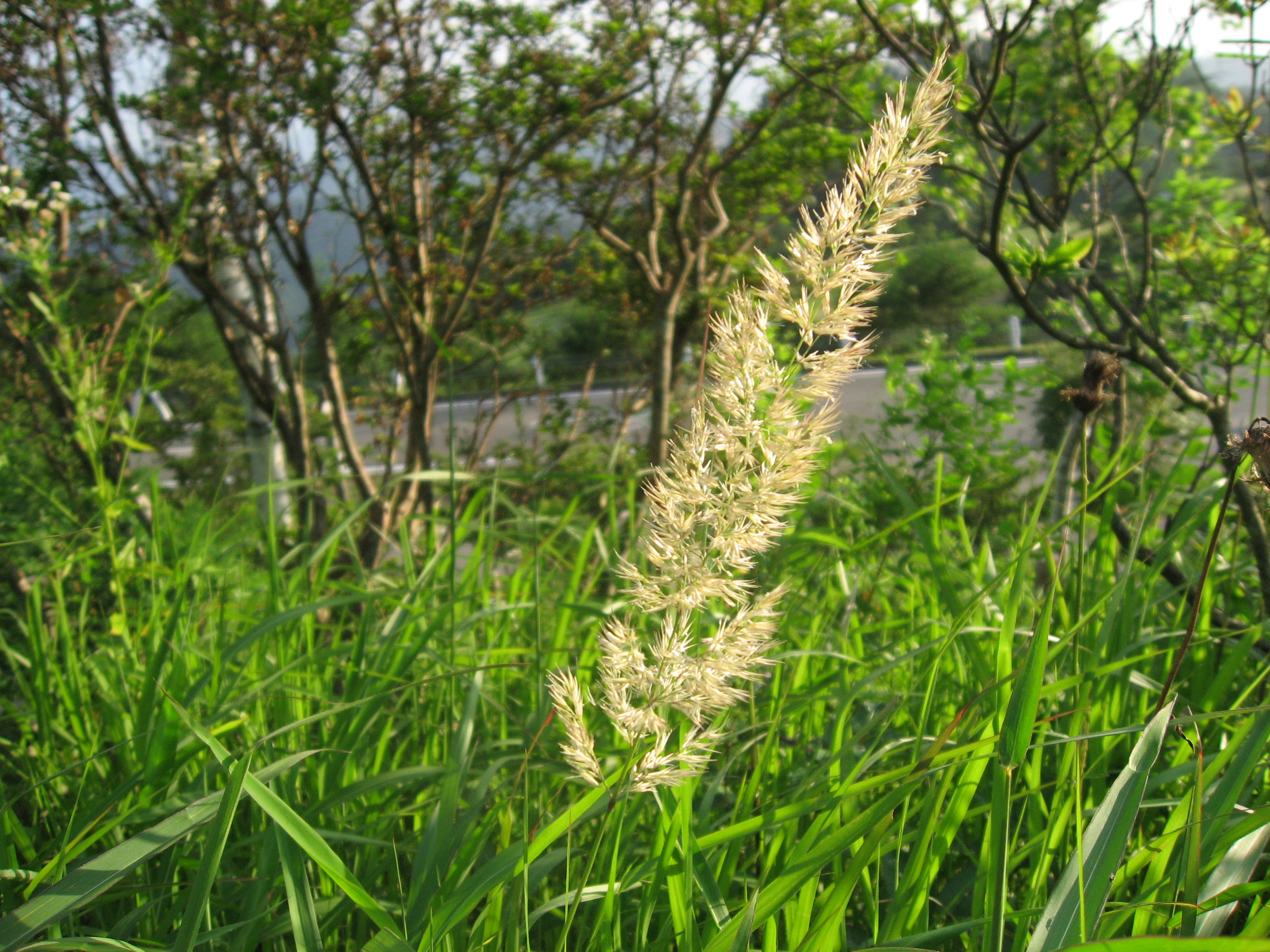
ヤマアワ （イネ科） Calamagrostis epigeios
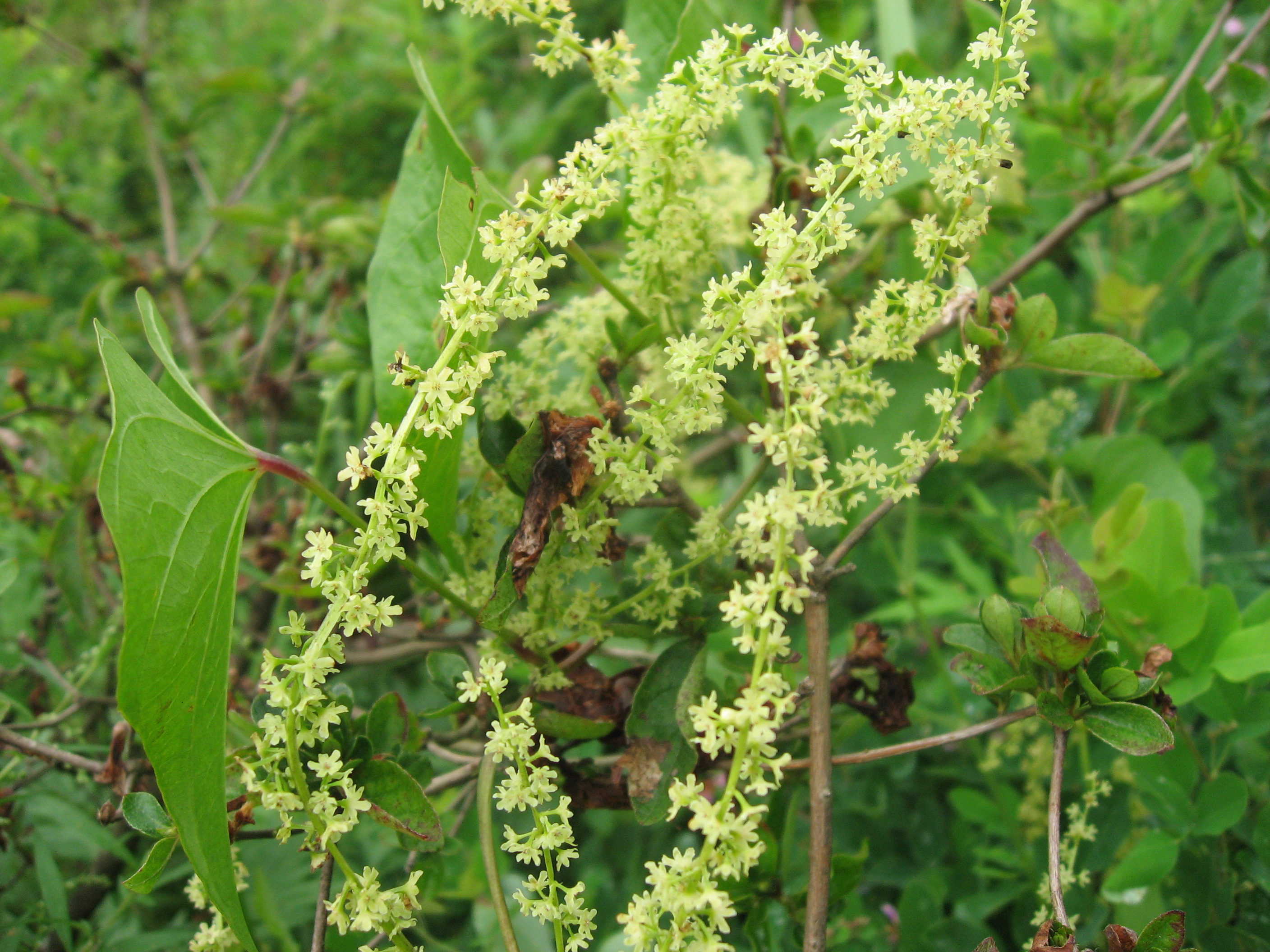
オニドコロ （ヤマノイモ科） Dioscorea tokoro
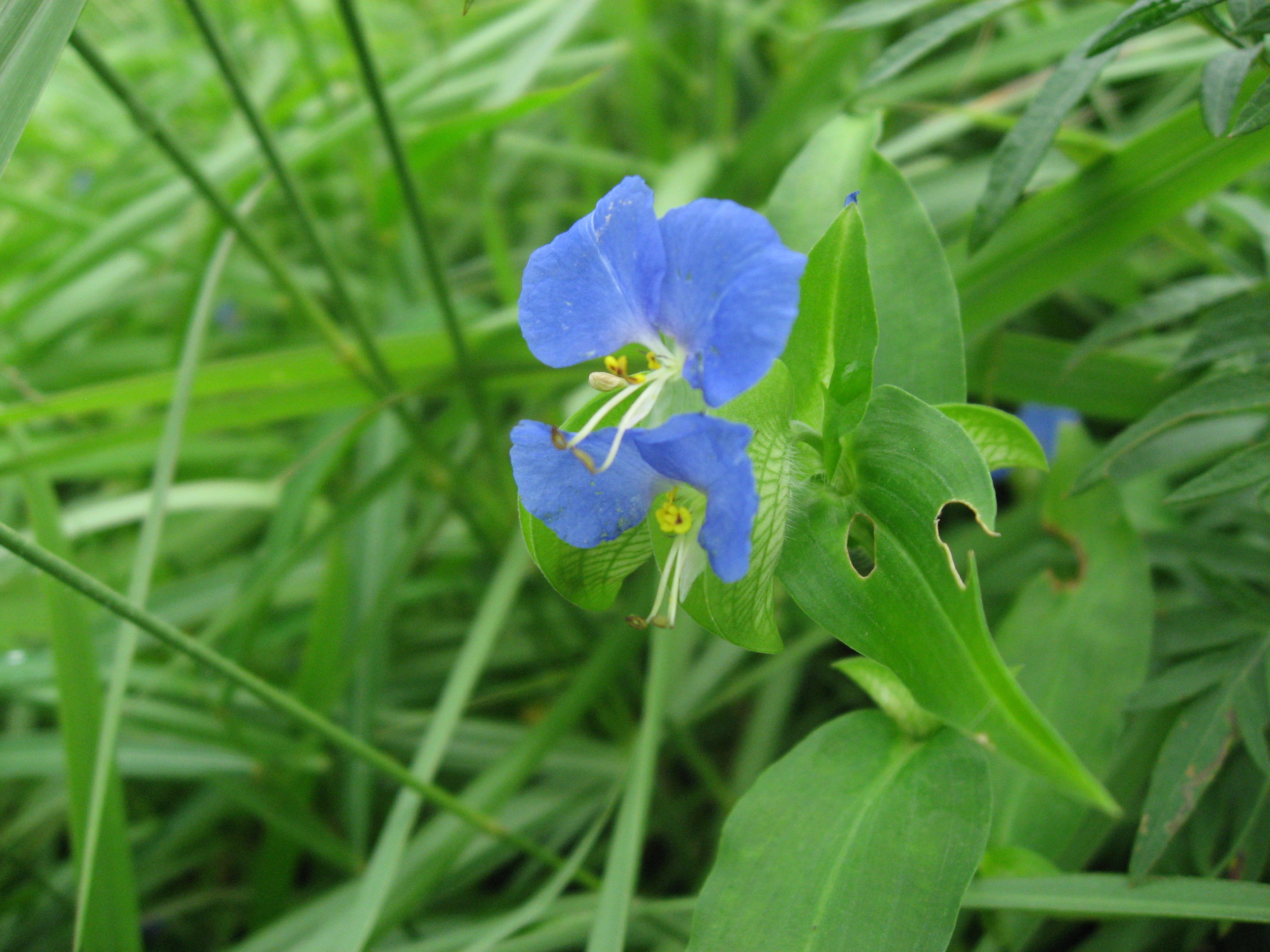
ツユクサ （ツユクサ科） Commelina communis

### 9月の花
- ススキ、アキノキリンソウ、ナンブアザミ、ノハラアザミ、モリアザミ、オケラ、シロヨメナ、ゴマナ、ノコンギク、キクアザミ、オヤマボクチ、ユウガギク、サラシナショウマ、オクトリカブト、ナギナタコウジュ、フシグロ、キンミズヒキ、ワレモコウ、センブリ、ウメバチソウ、ツルリンドウ

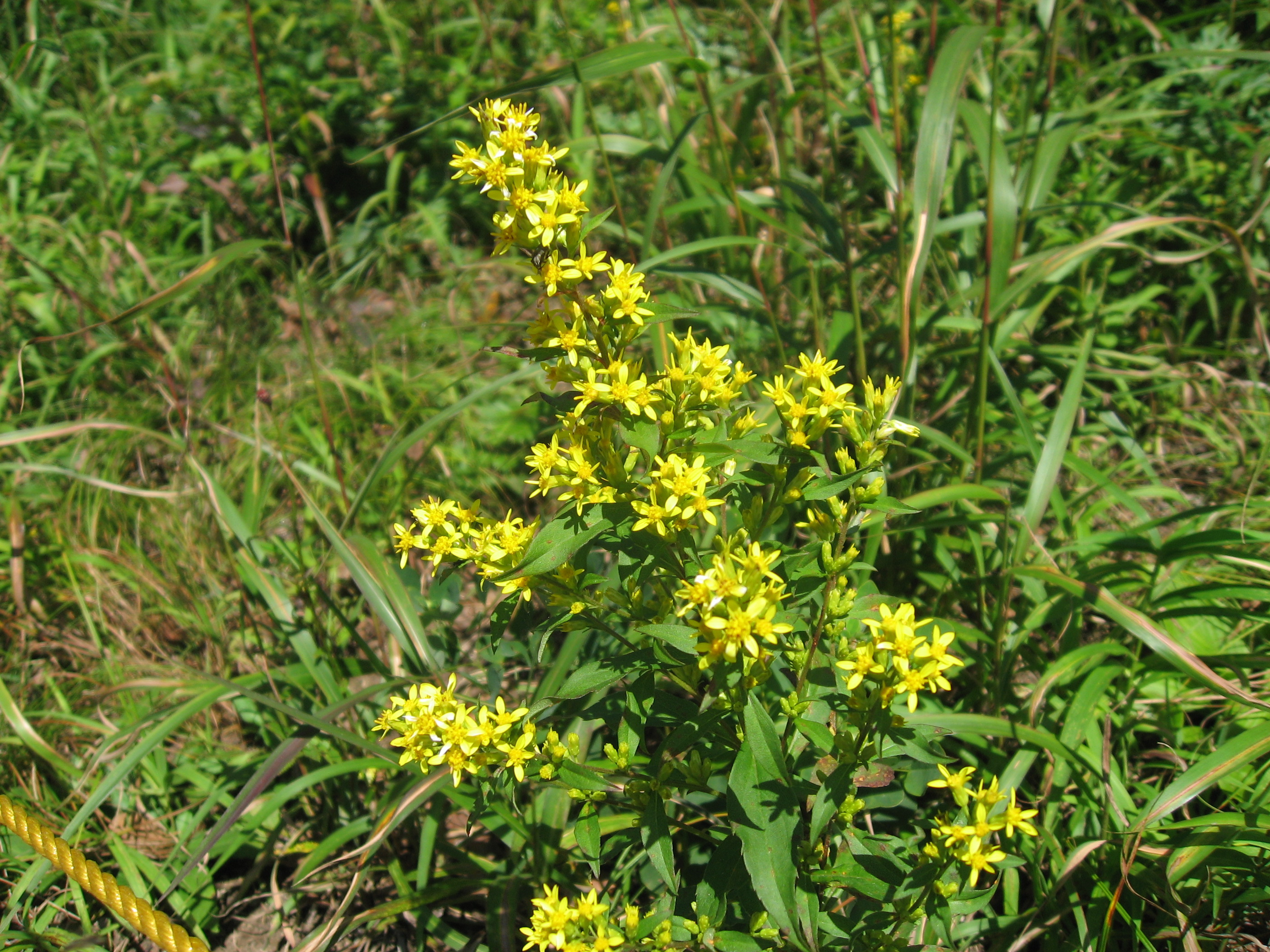
アキノキリンソウ （キク科） Solidago virgaurea subsp. asiatica
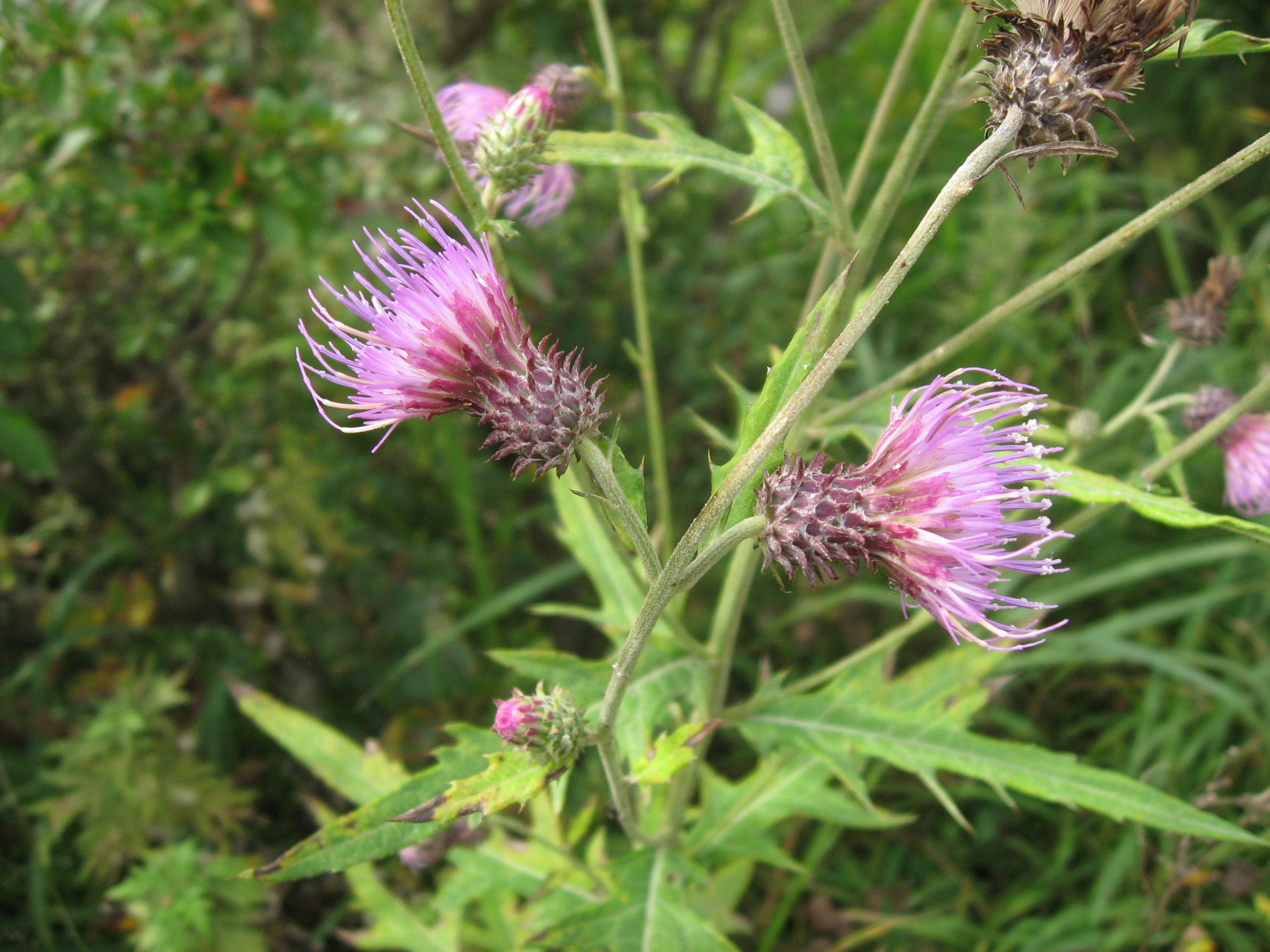
ナンブアザミ （キク科） Cirsium nipponicum
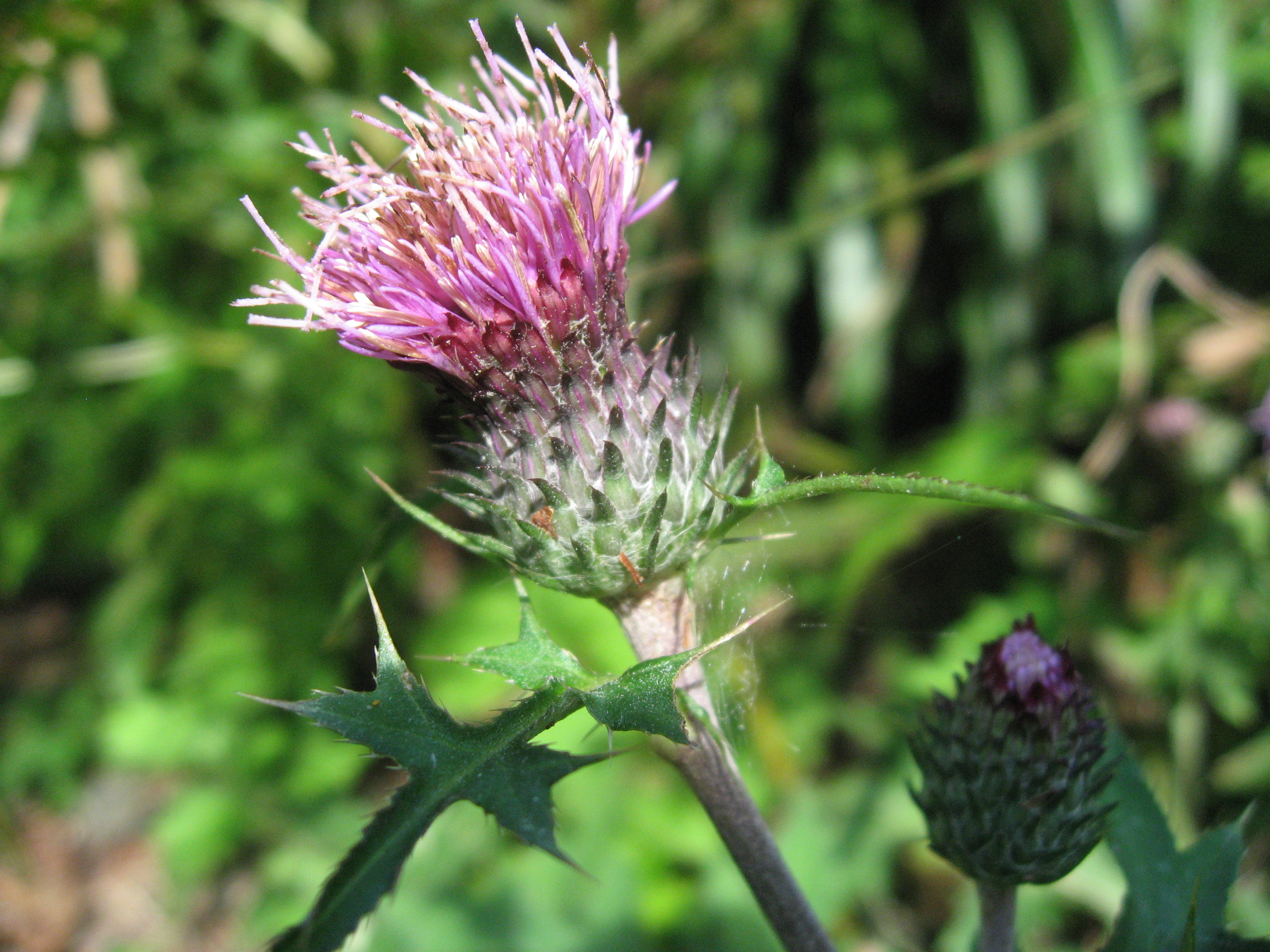
ノハラアザミ （キク科） Cirsium oligophyllum
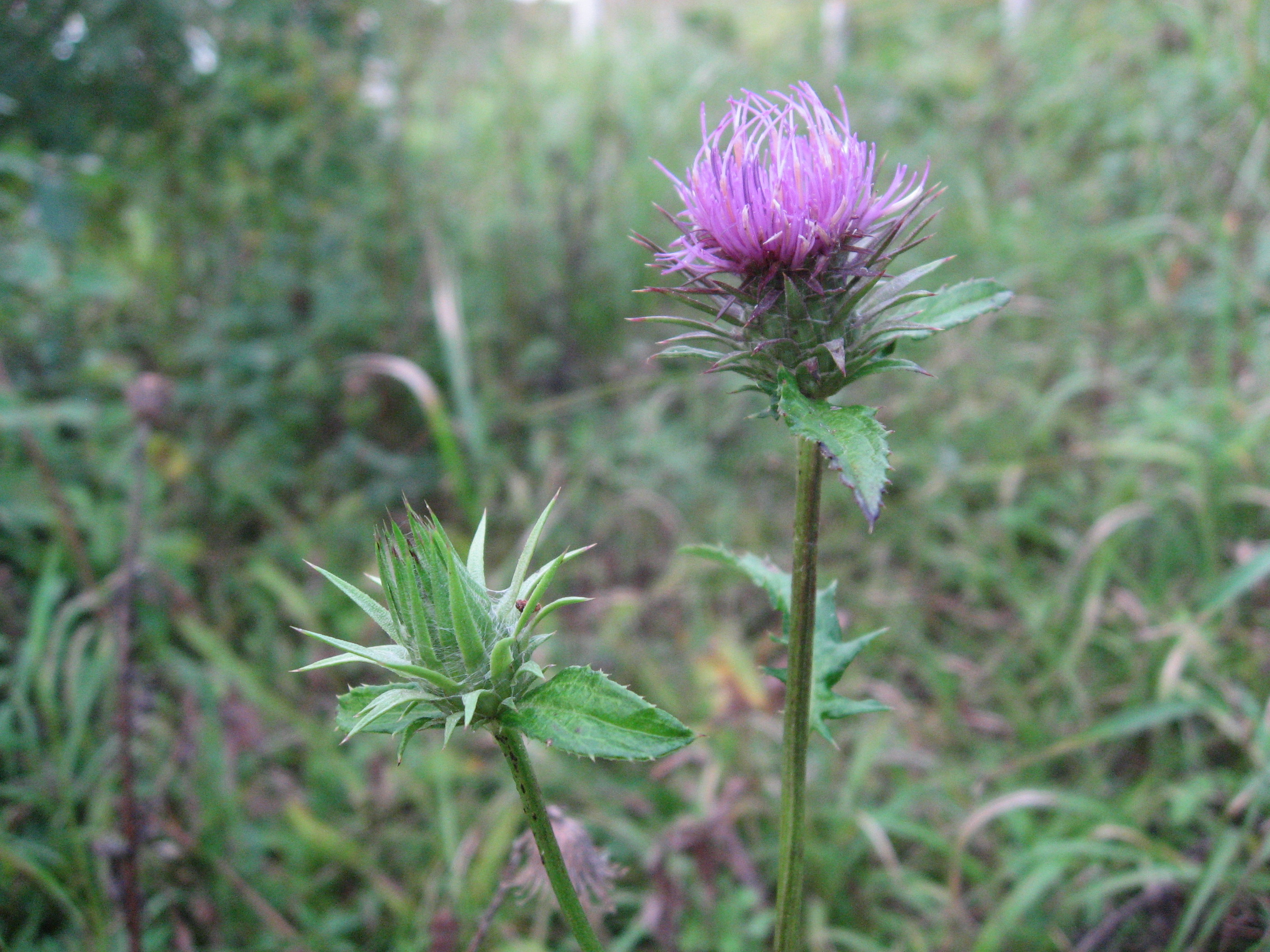
モリアザミ （キク科） Cirsium dipsacolepis
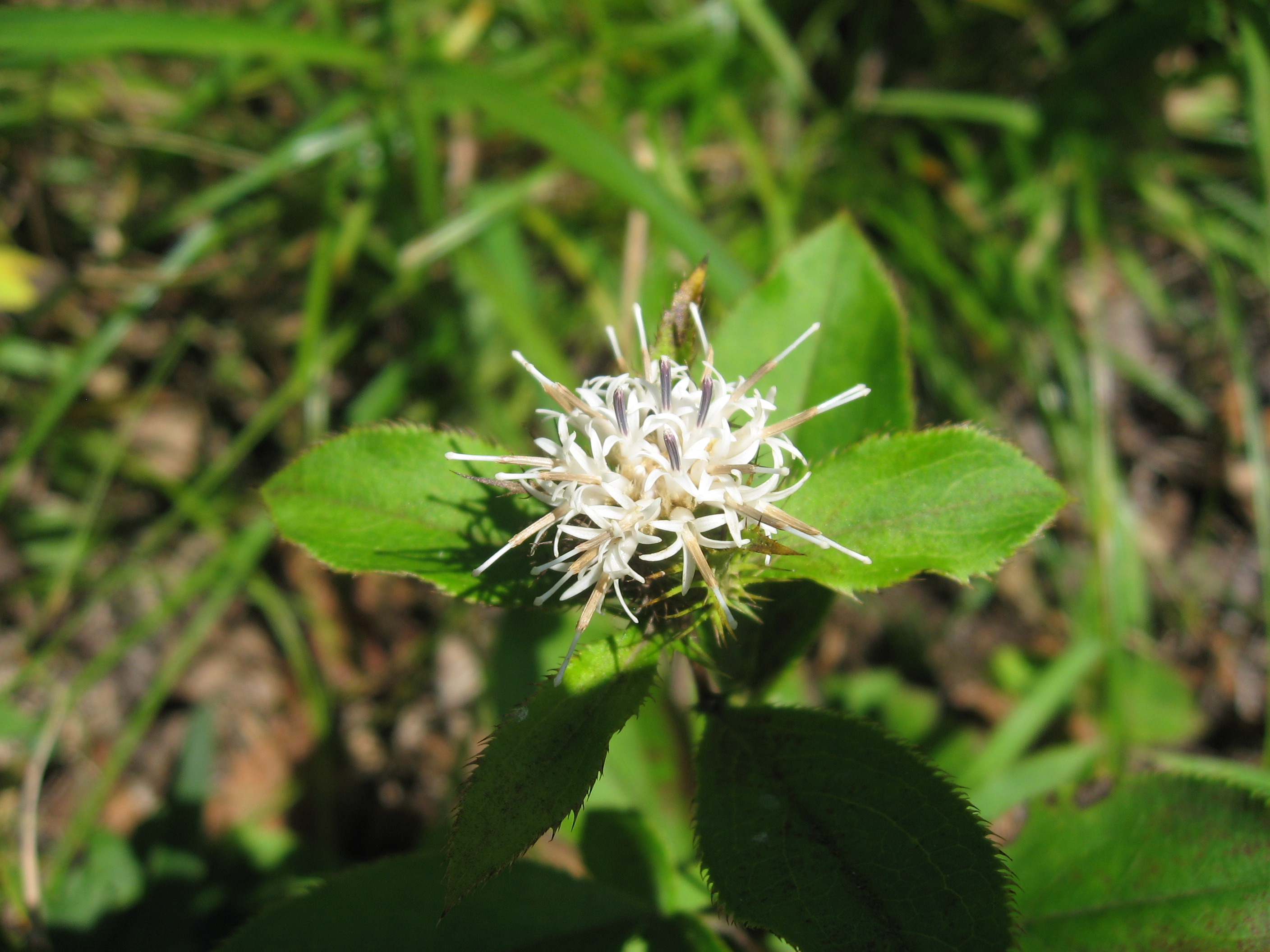
オケラ （キク科） Atractylodes japonica
シロヨメナ （キク科） Aster ageratoides subsp. leiophyllus
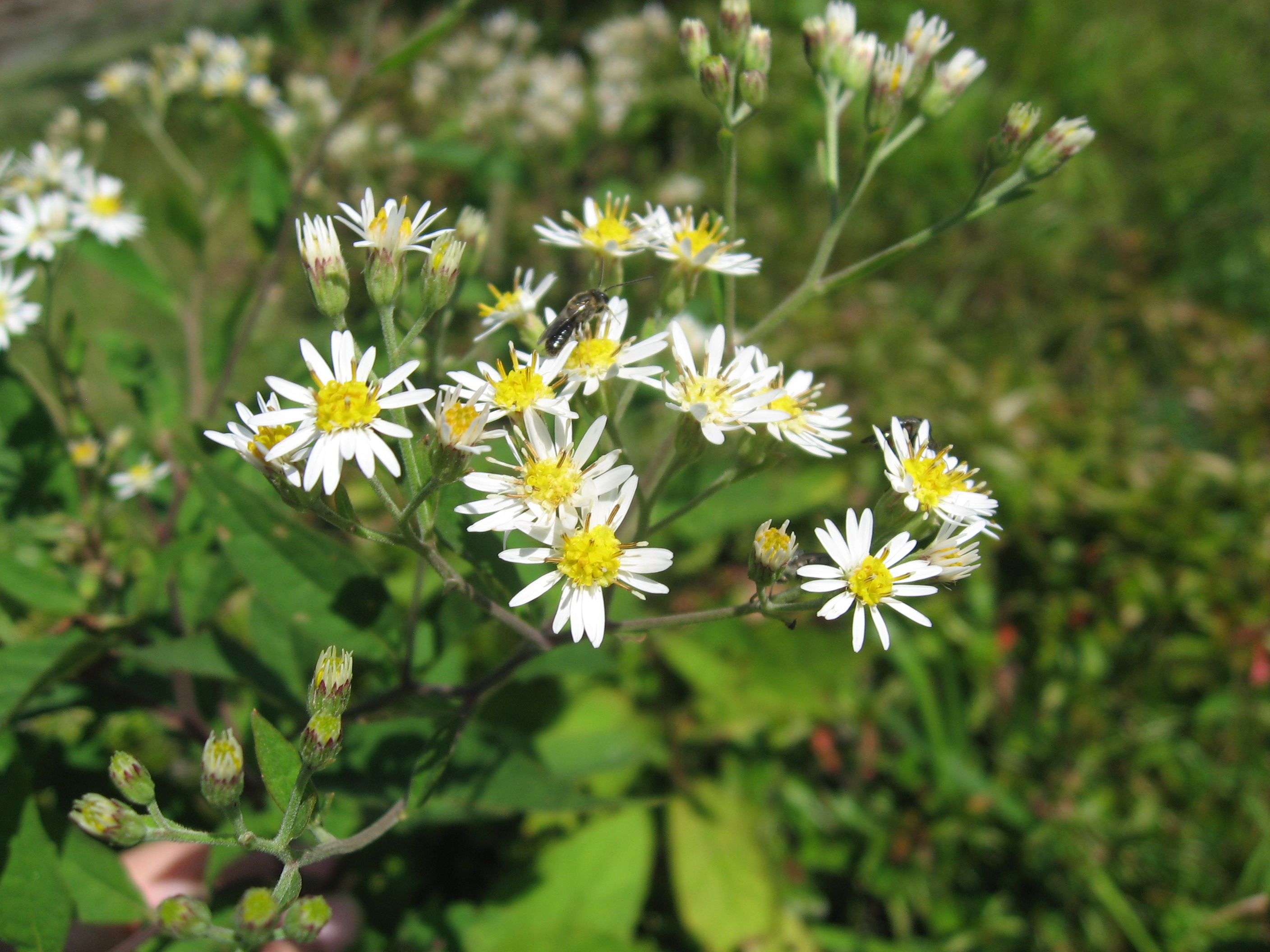
ゴマナ （キク科） Aster glehni var. hondoensis
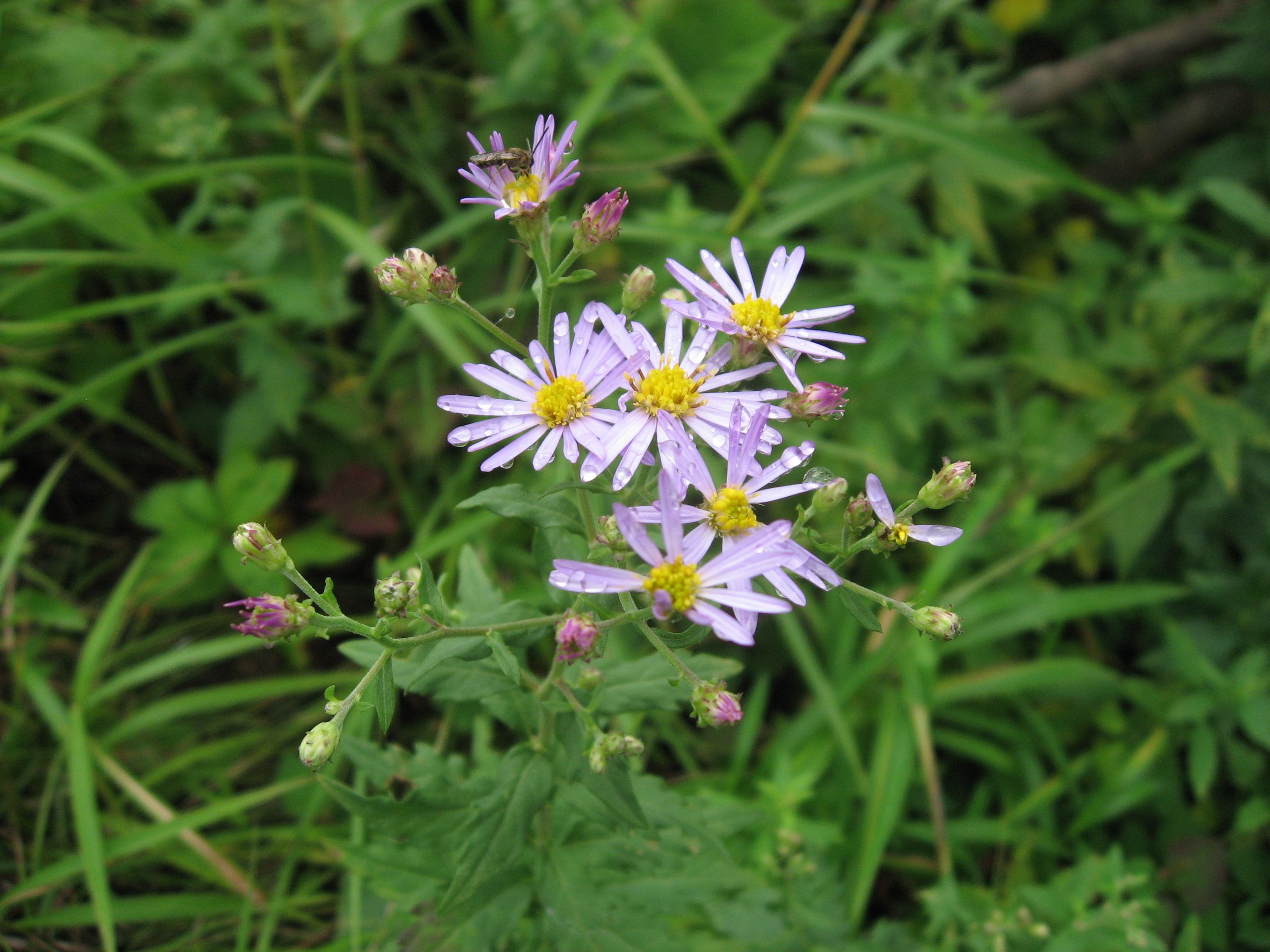
ノコンギク （キク科） Aster ageratoides var. ovatus
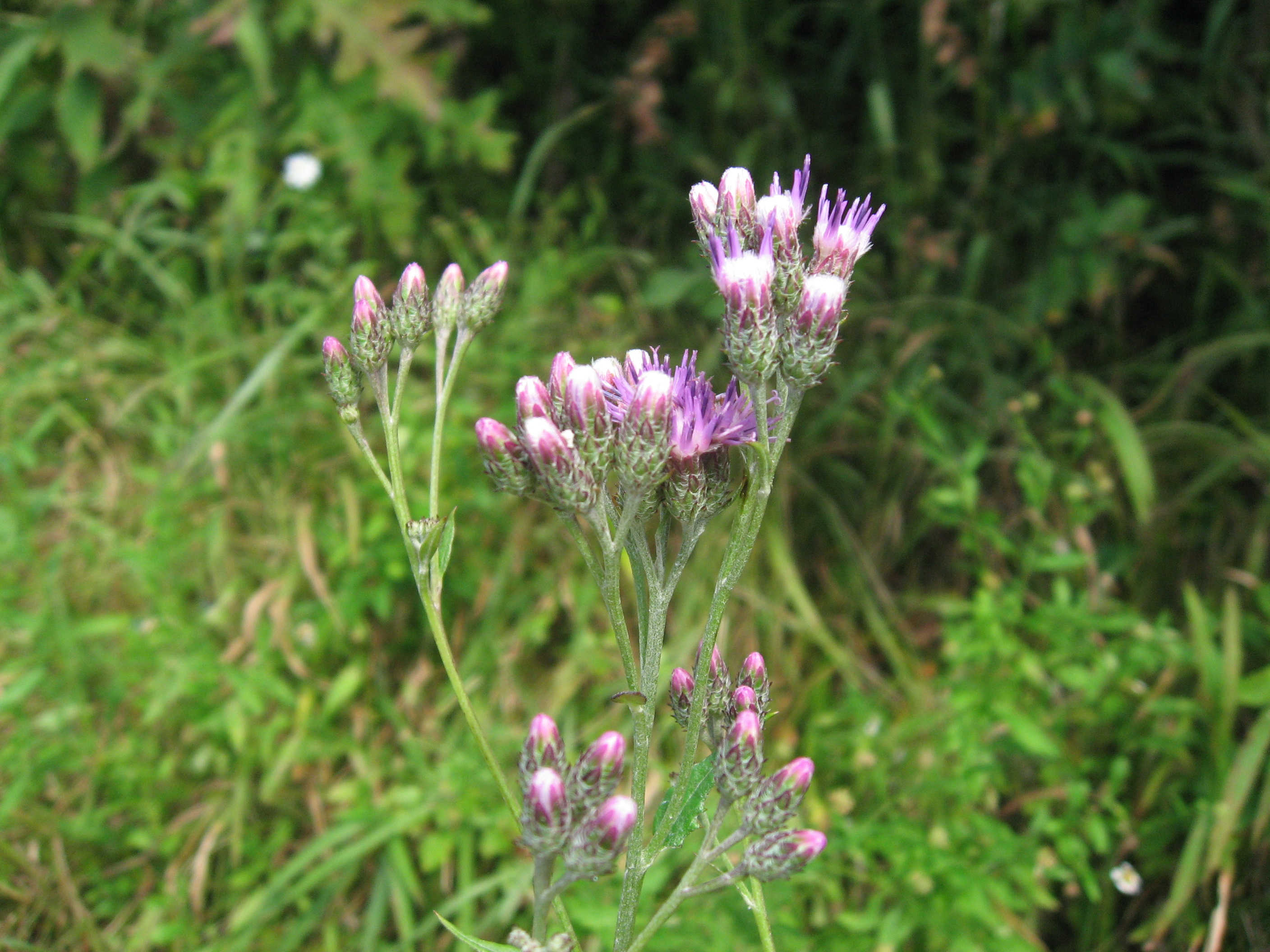
キクアザミ （キク科） Saussurea ussuriensis
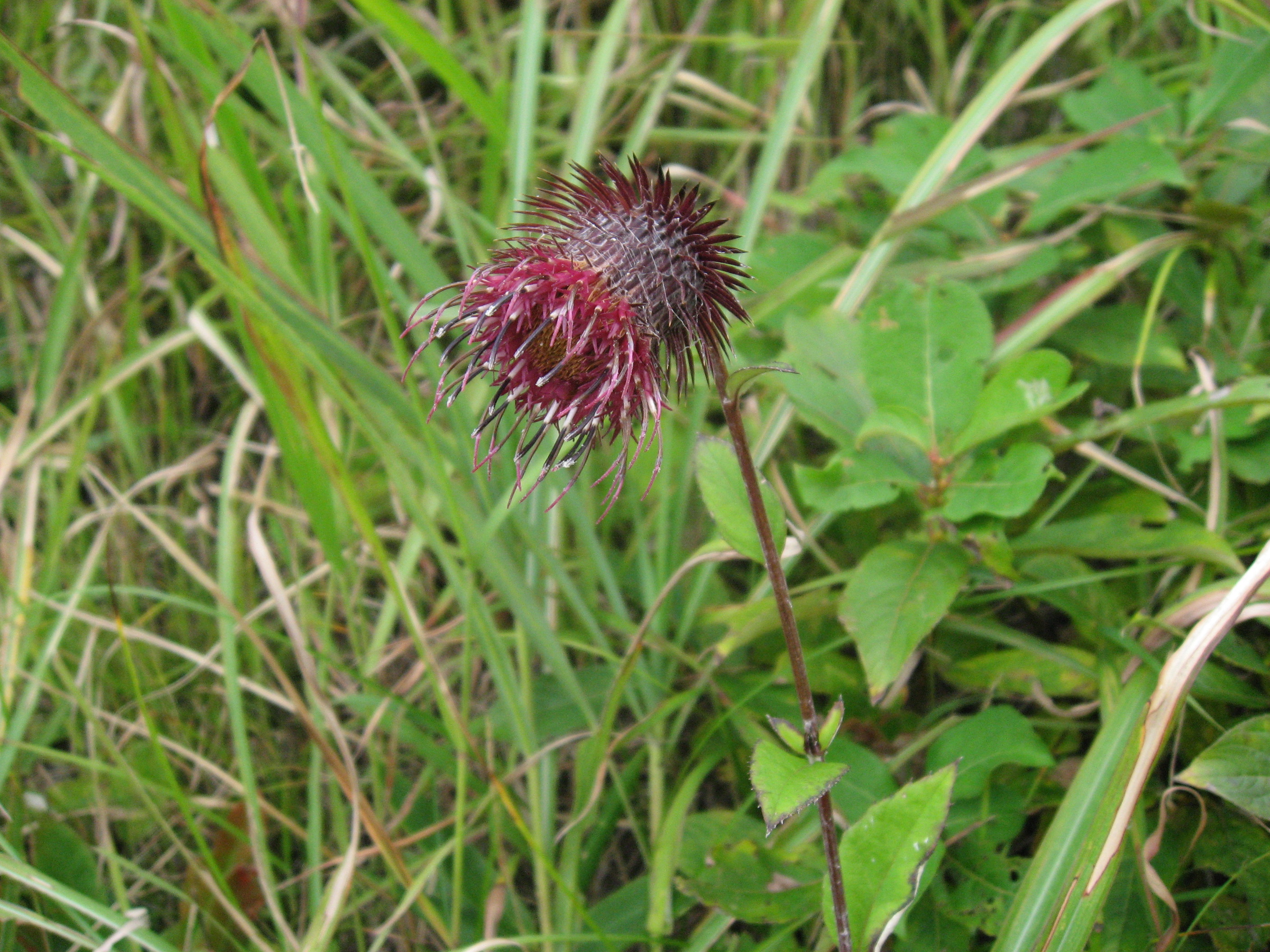
オヤマボクチ （キク科） Synurus pungens
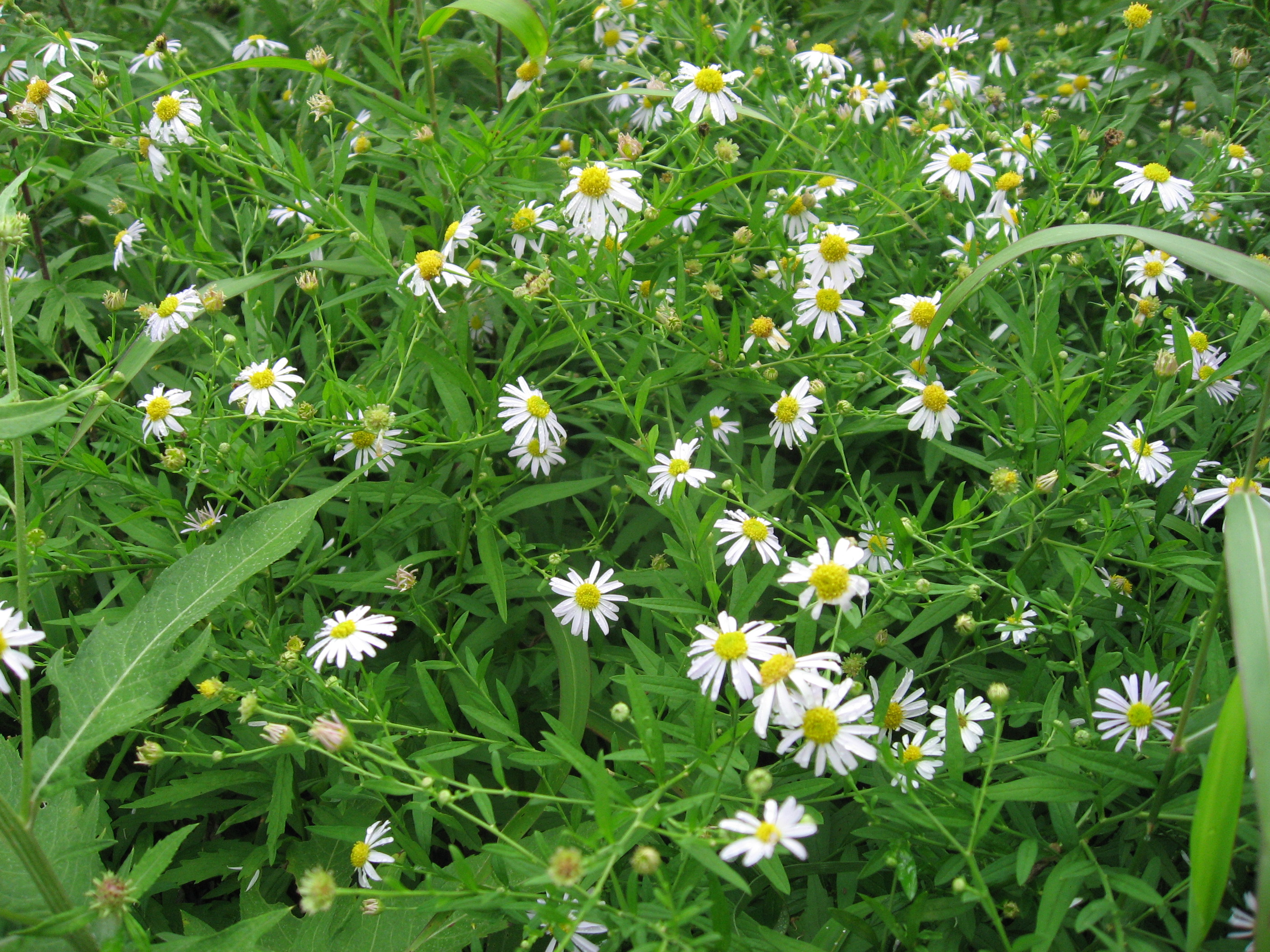
ユウガギク （キク科） Kalimeris pinnatifida
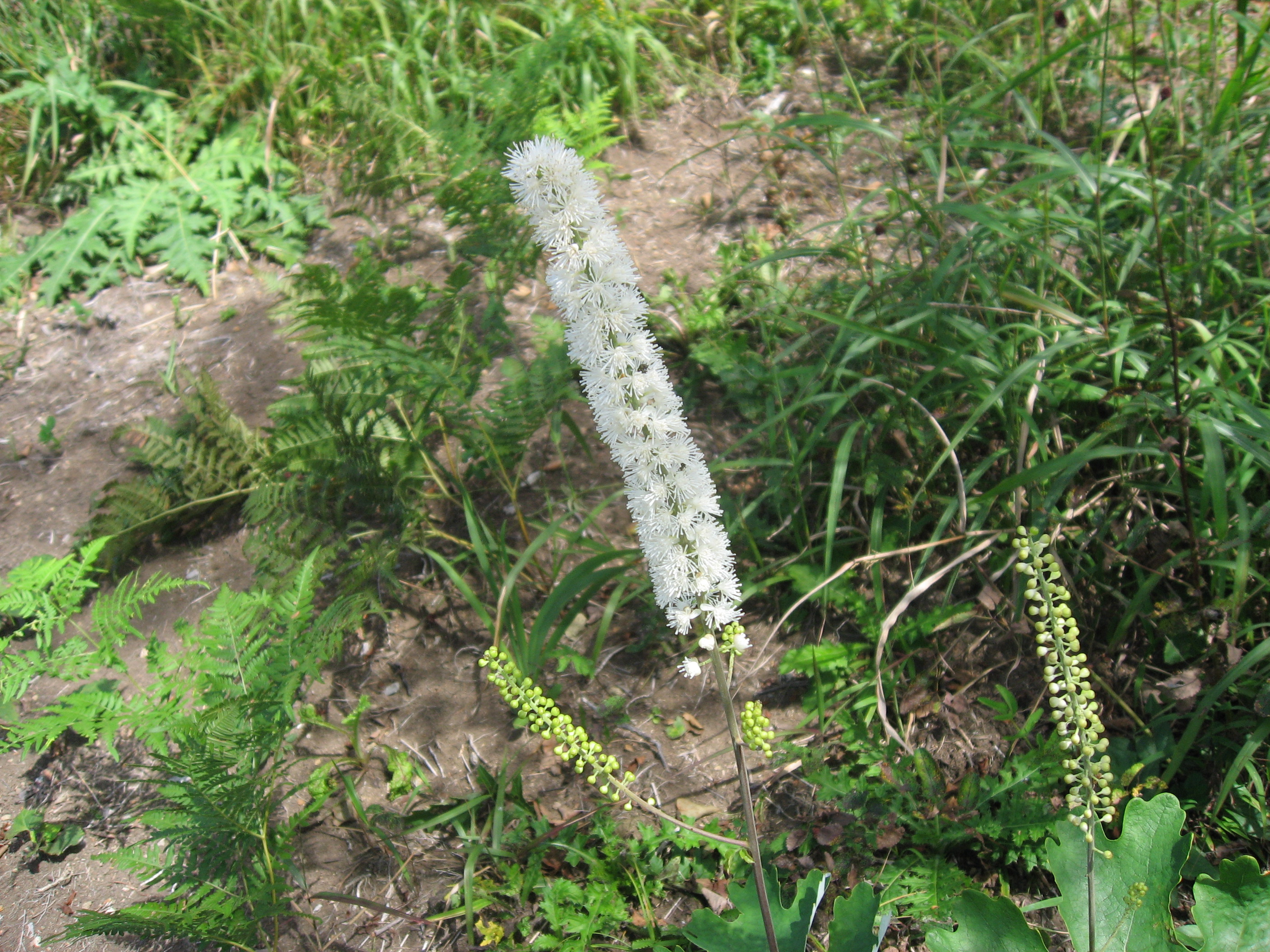
サラシナショウマ （キンポウゲ科） Cimicifuga simplex
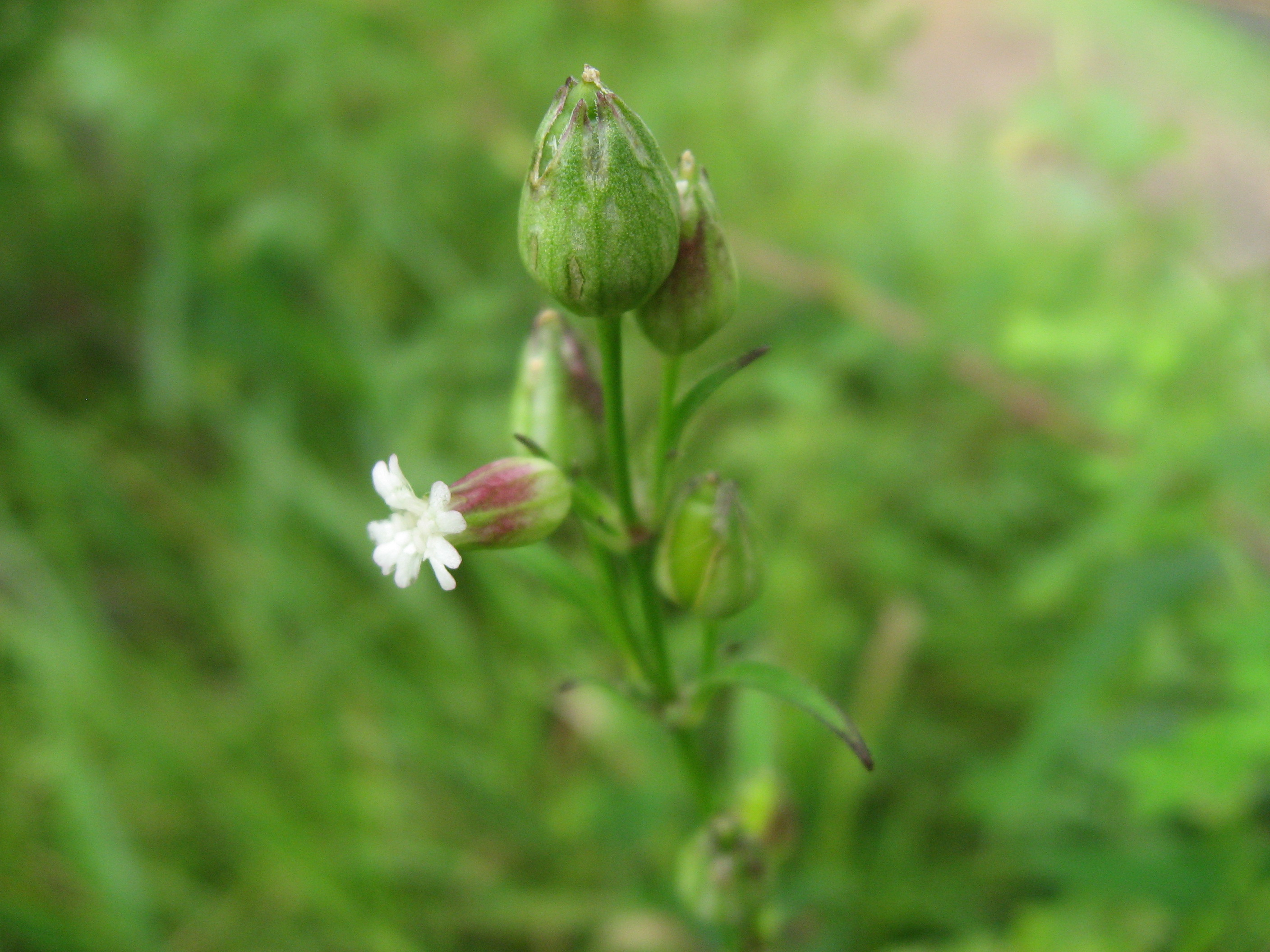
フシグロ （ナデシコ科） Silene firma
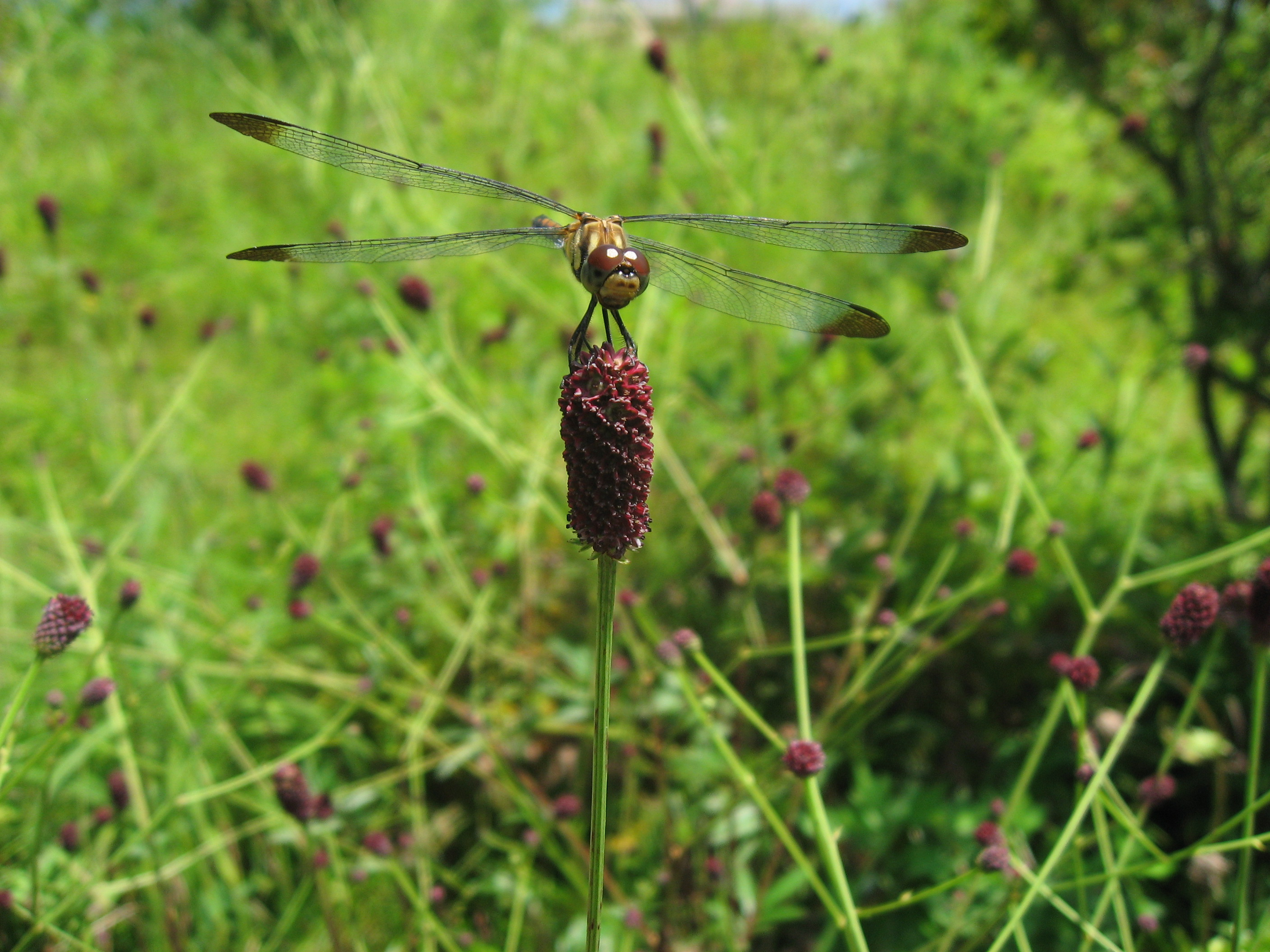
ワレモコウ （バラ科） Sanguisorba officinalis
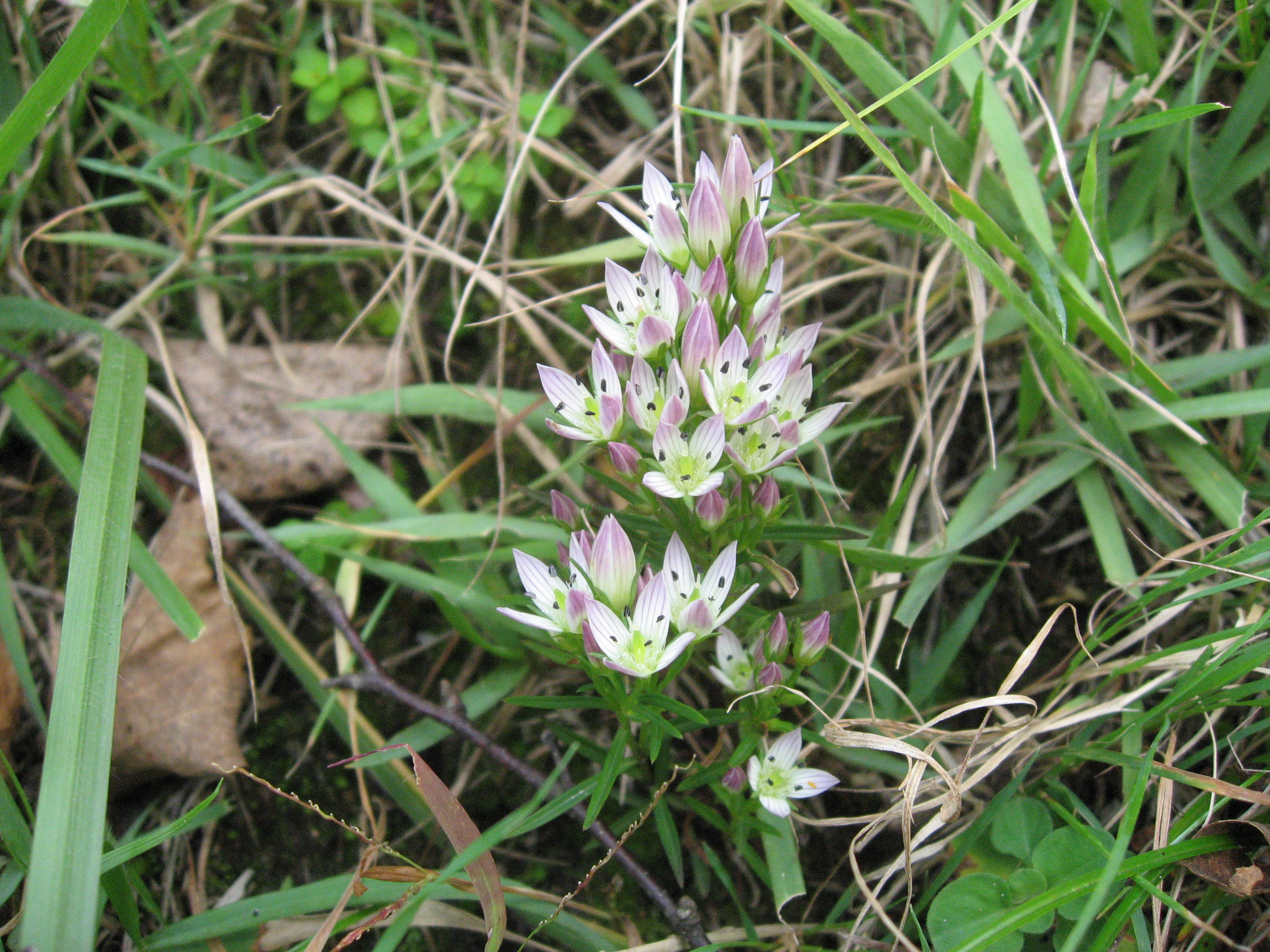
センブリ （リンドウ科） Swertia japonica
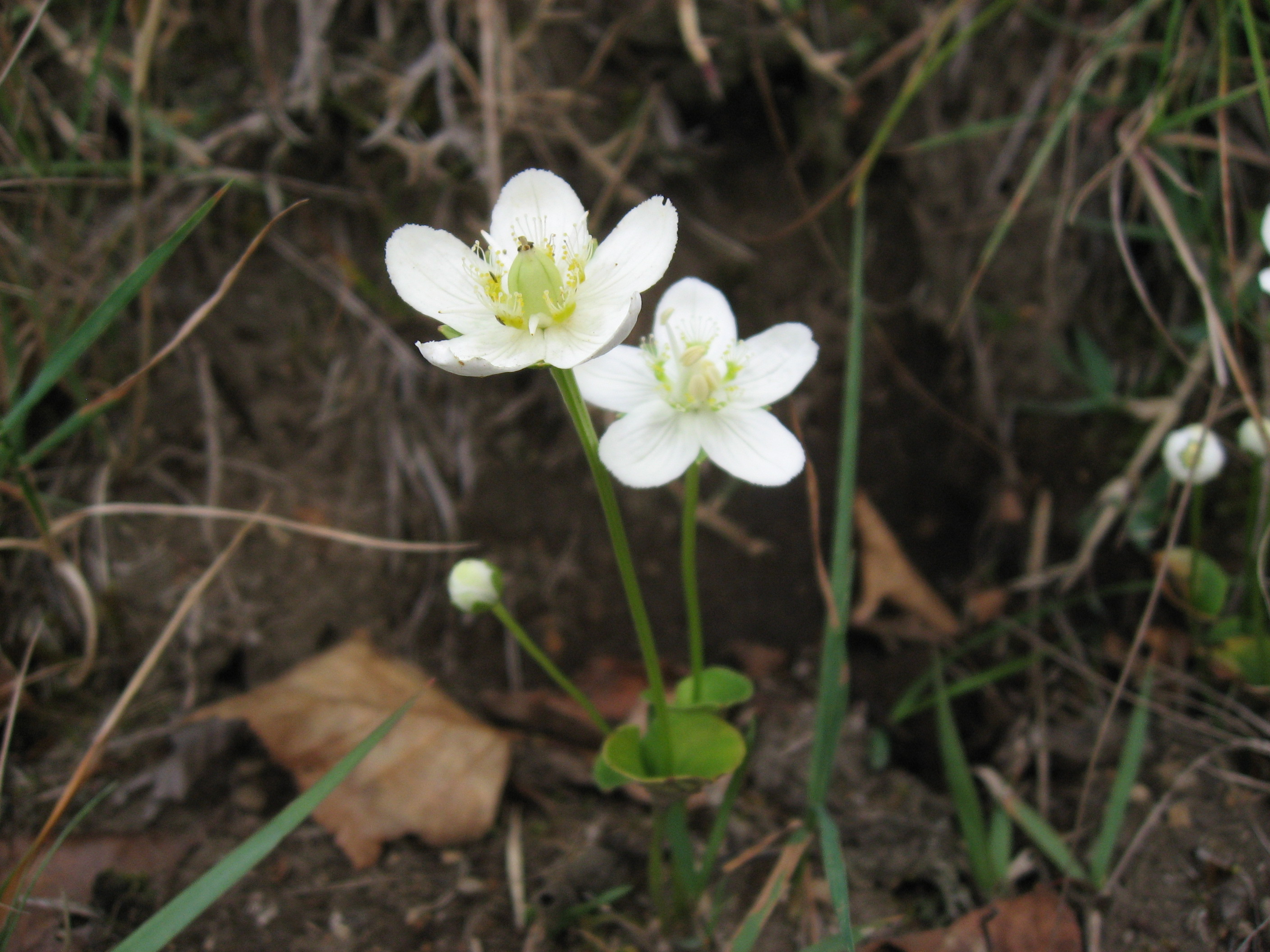
ウメバチソウ （ユキノシタ科） Parnassia palustris
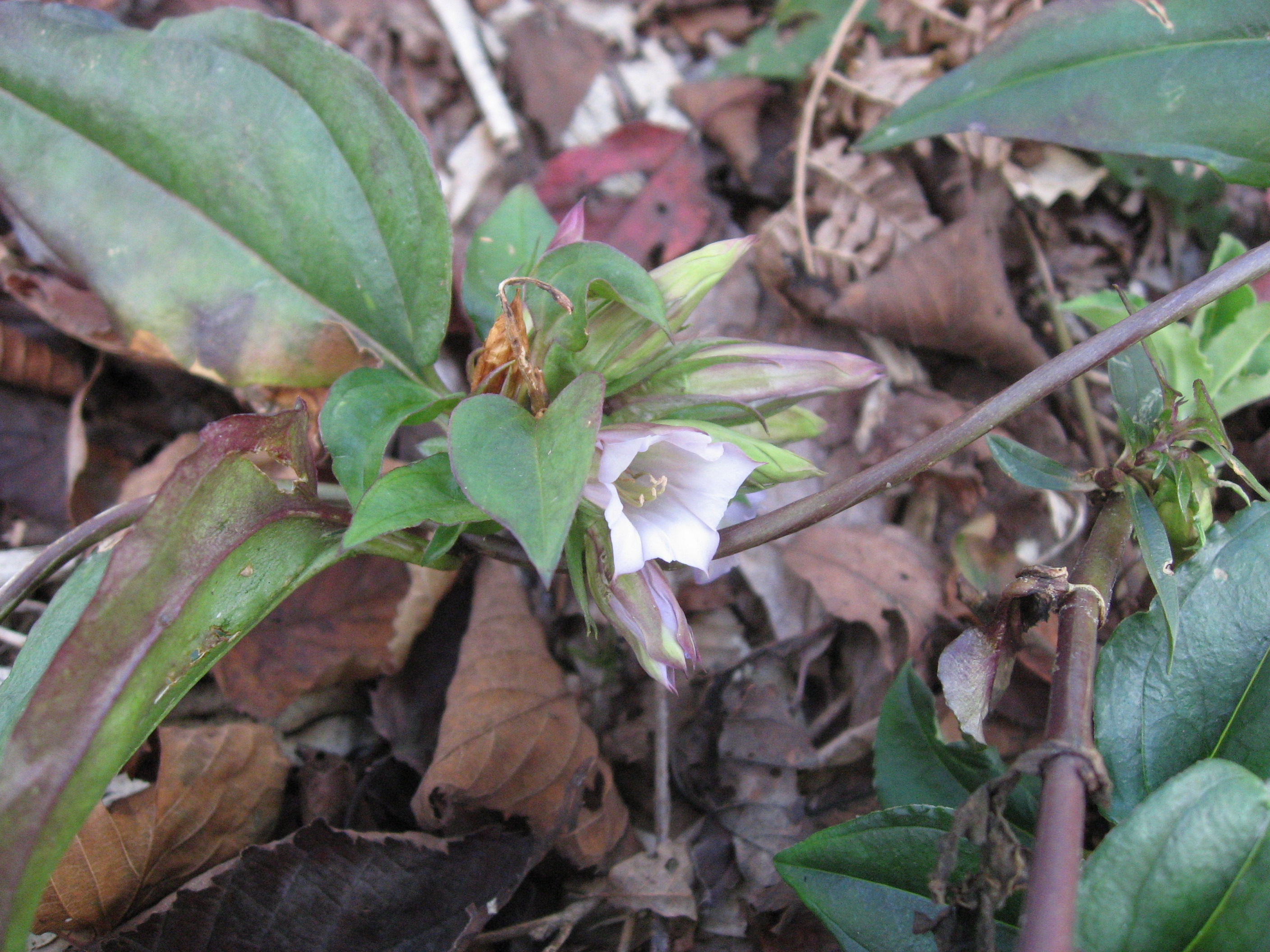
ツルリンドウ （リンドウ科） Tripterospermum japonicum

### 10月の花
- リンドウ、フユノハナワラビ（シダ類）、ガマズミ（実）、ナナカマド（実）、ヤマブドウ（実）、エビヅル（実）、ノブドウ（実）、コマユミ（実）、サルトリイバラ（実）、ツルウメモドキ（実）

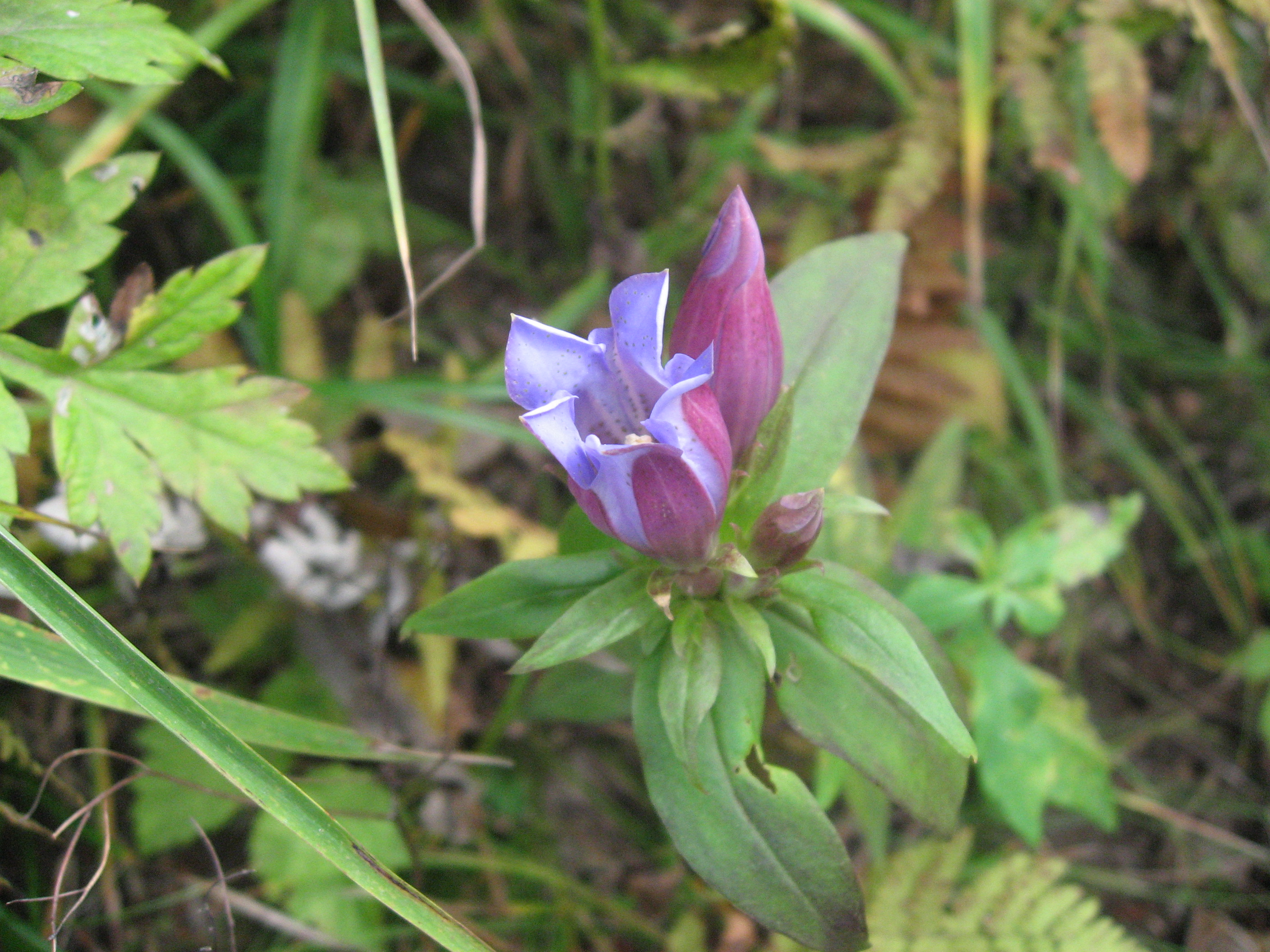
リンドウ （リンドウ科） Gentiana scabra var. buergeri
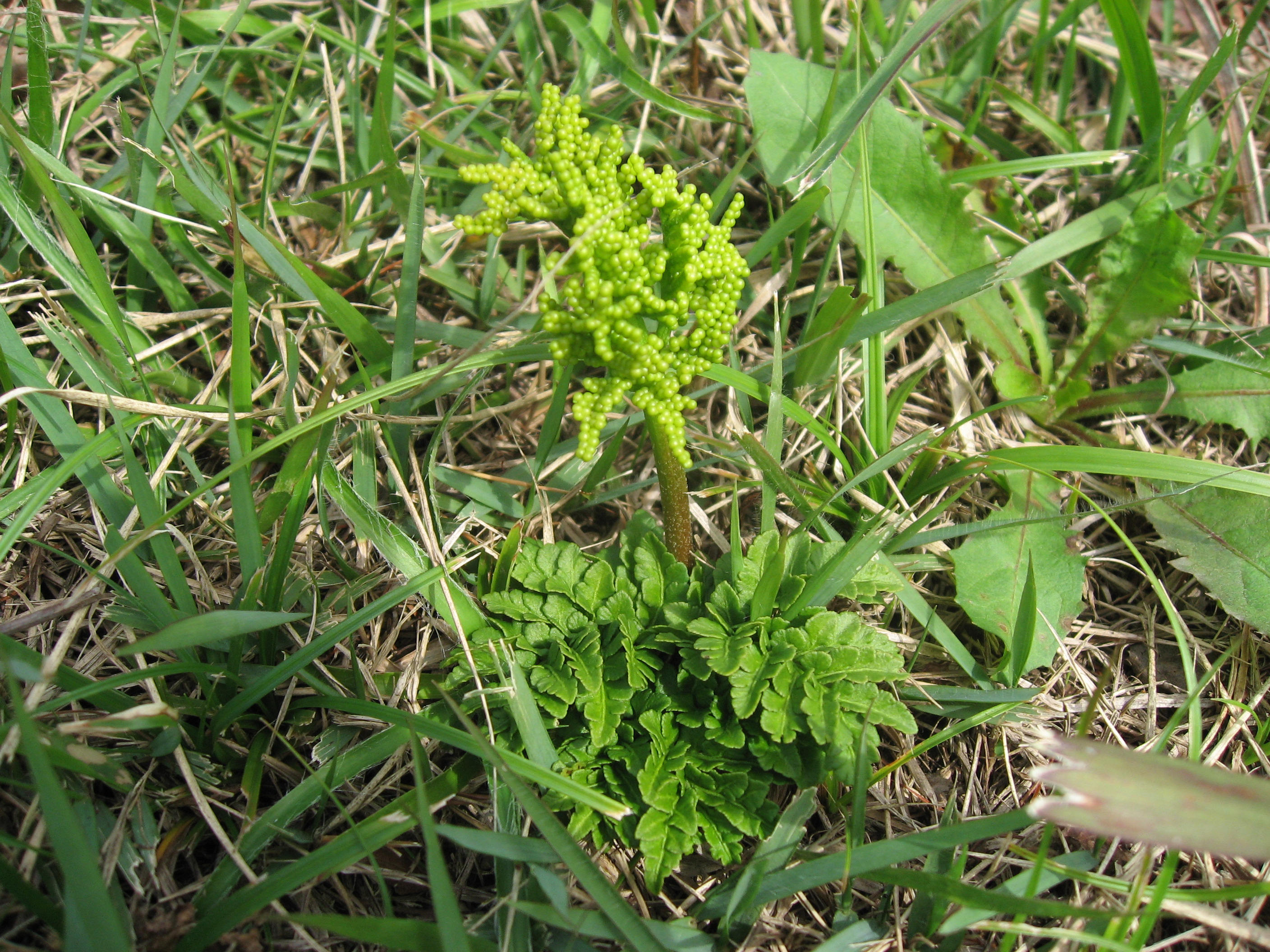
フユノハナワラビ （ハナヤスリ科） Botrychium ternatum
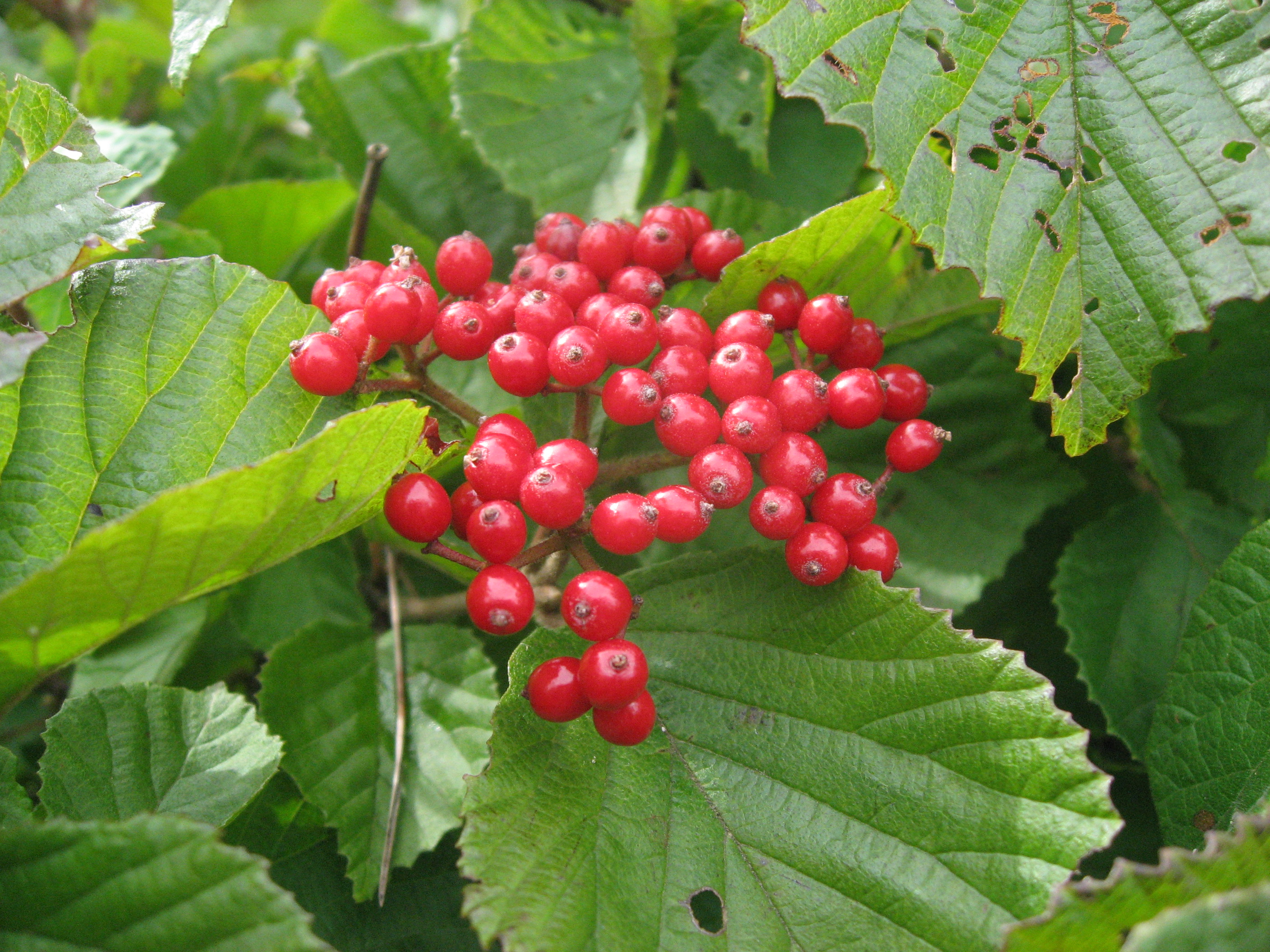
ガマズミ（実） （スイカズラ科） Viburnum dilatatum
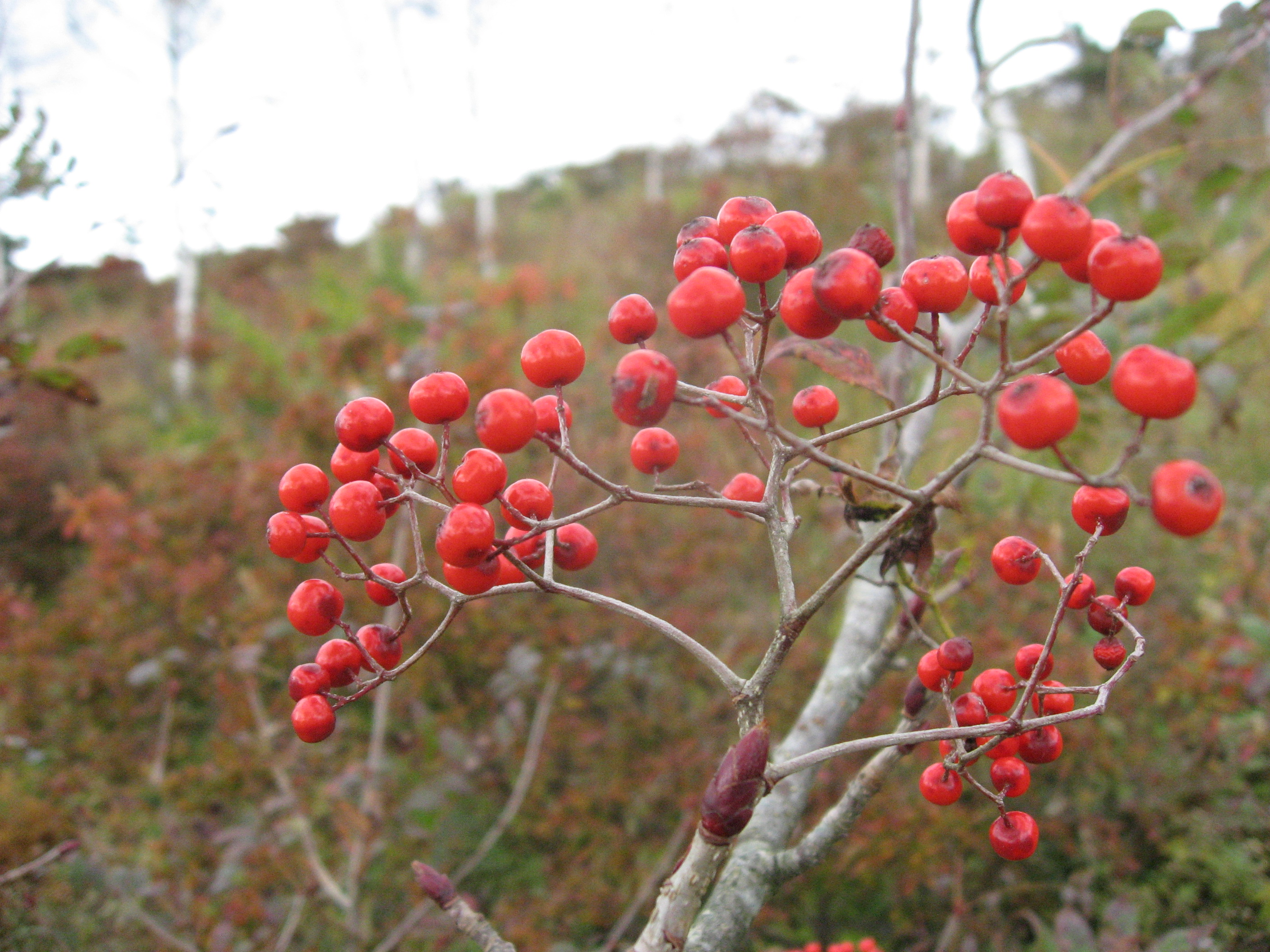
ナナカマド（実） （バラ科） Sorbus commixta
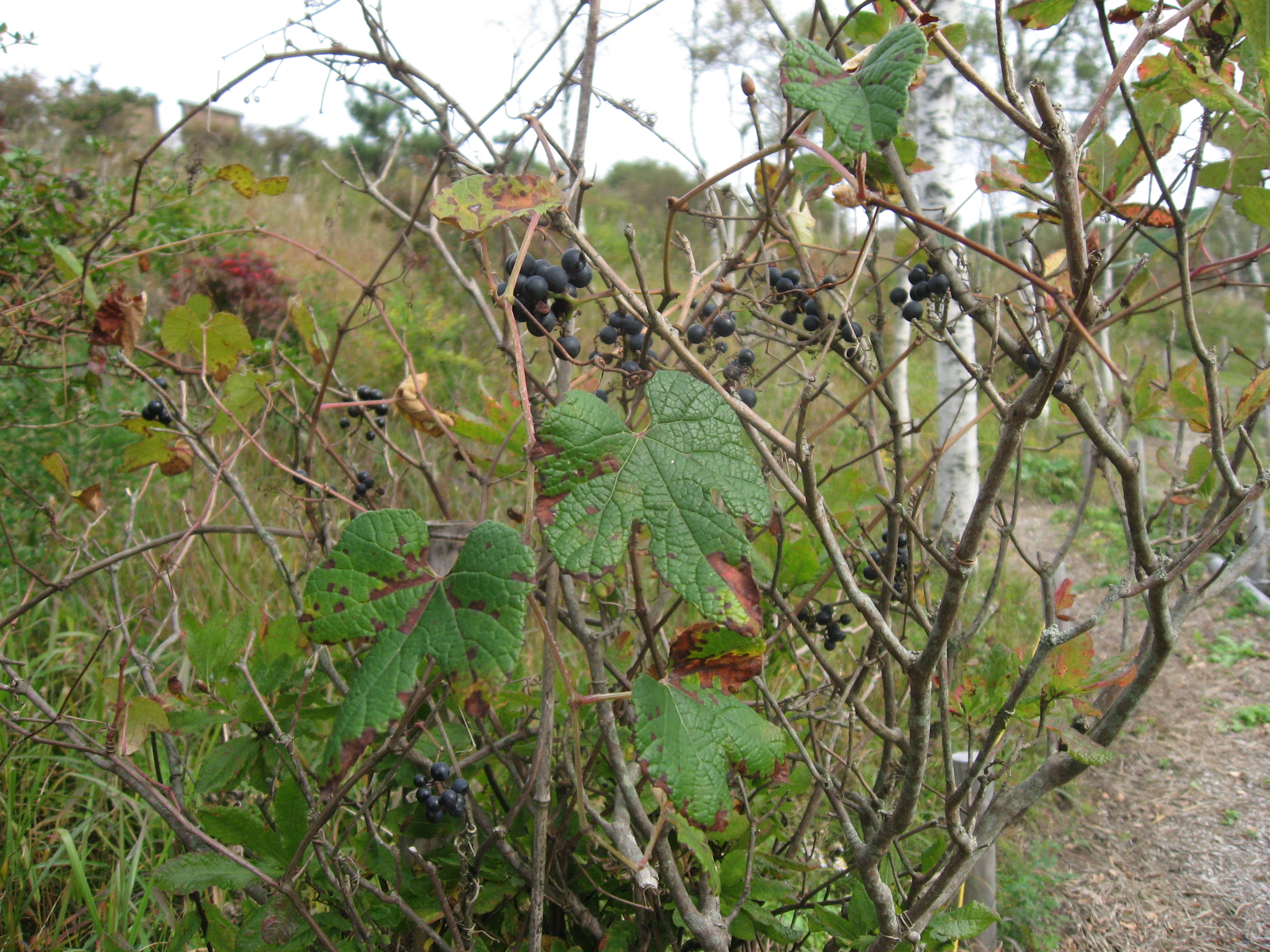
エビヅル（実） （ブドウ科） Vitis thunbergii
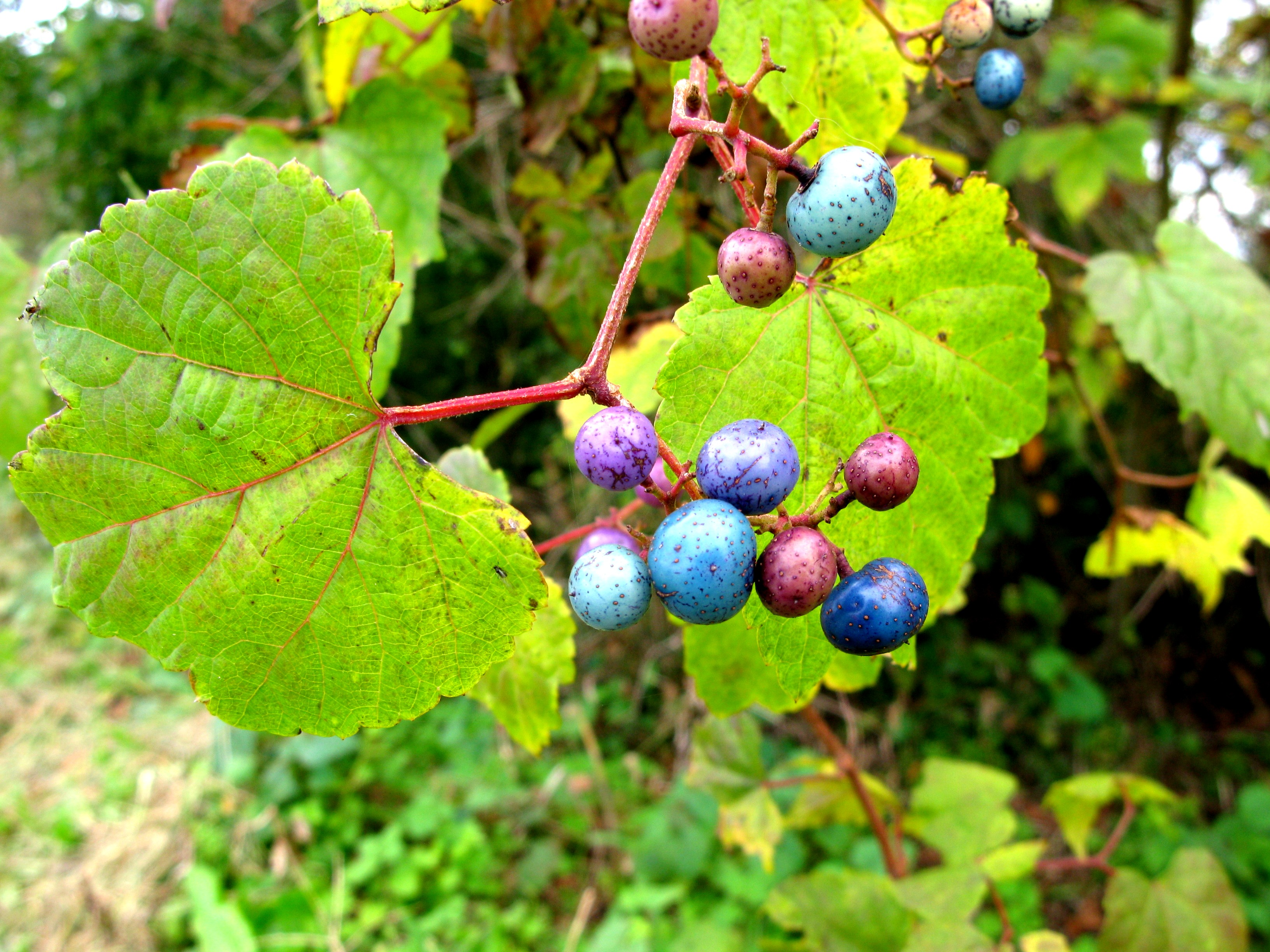
ノブドウ（実） （ブドウ科） Ampelopsis brevipedunculata var. heterophylla
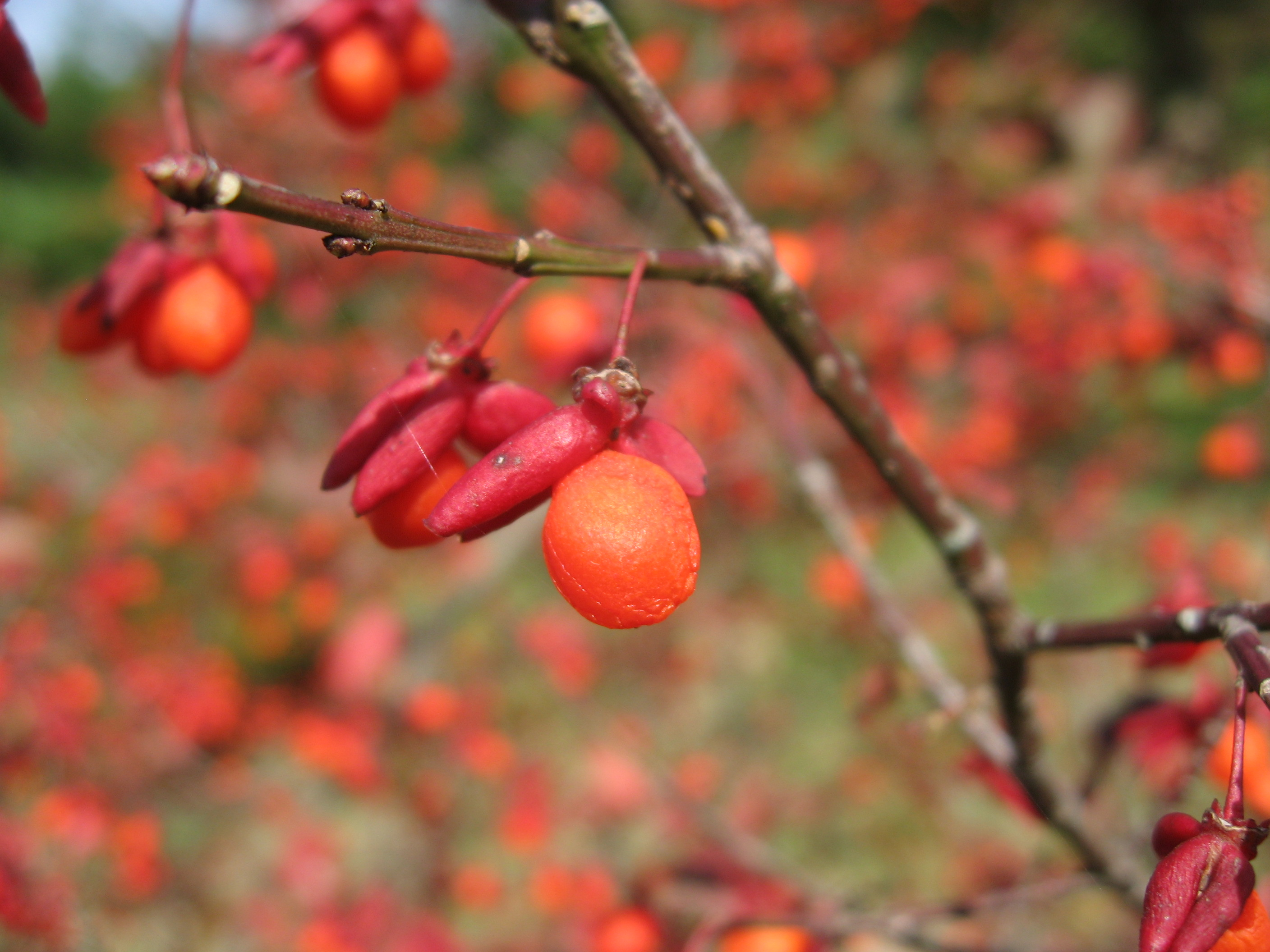
コマユミ（実） （ニシキギ科） Euonymus alatus f. striatus
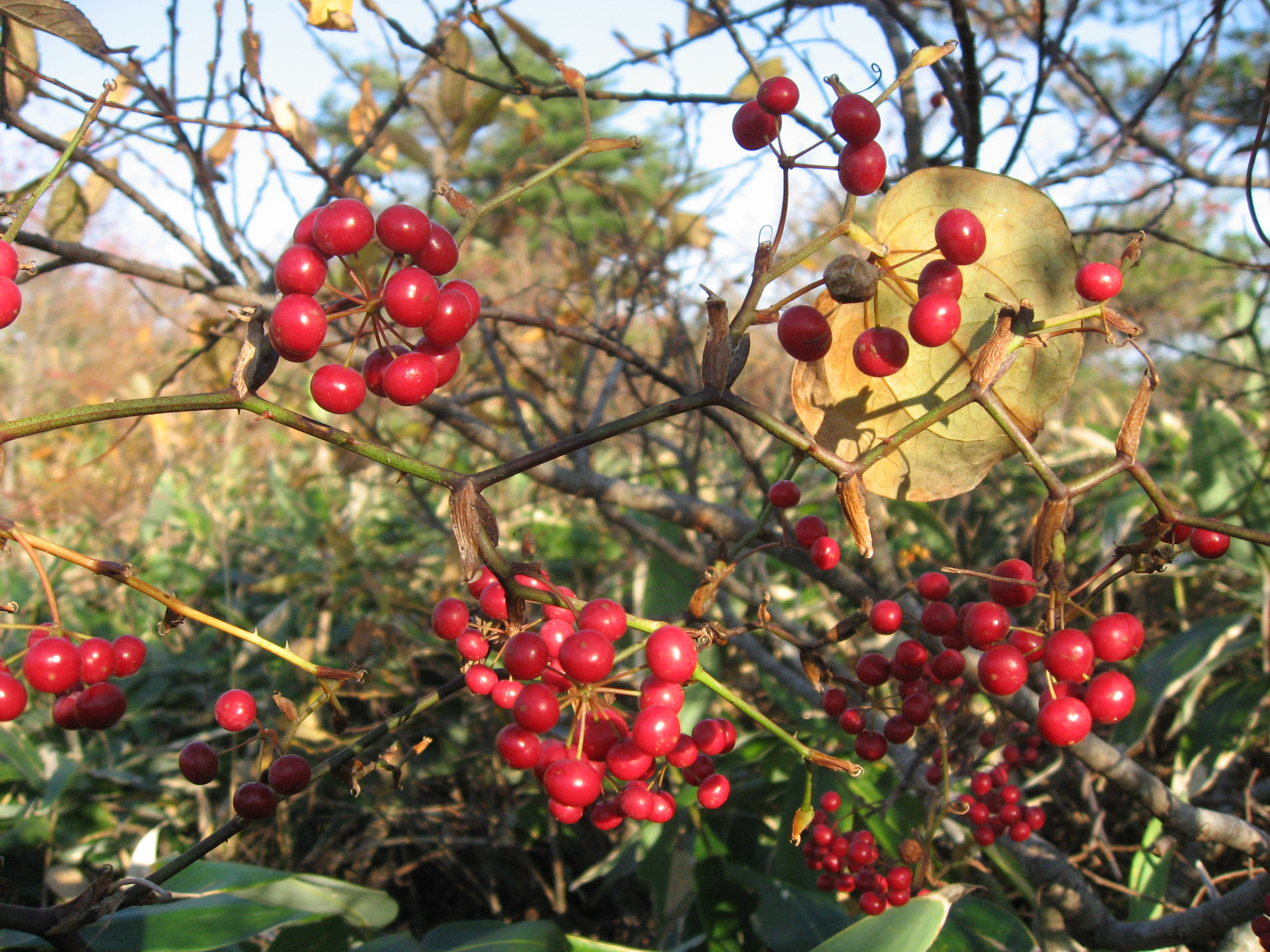
サルトリイバラ（実） （サルトリイバラ科） Smilax china
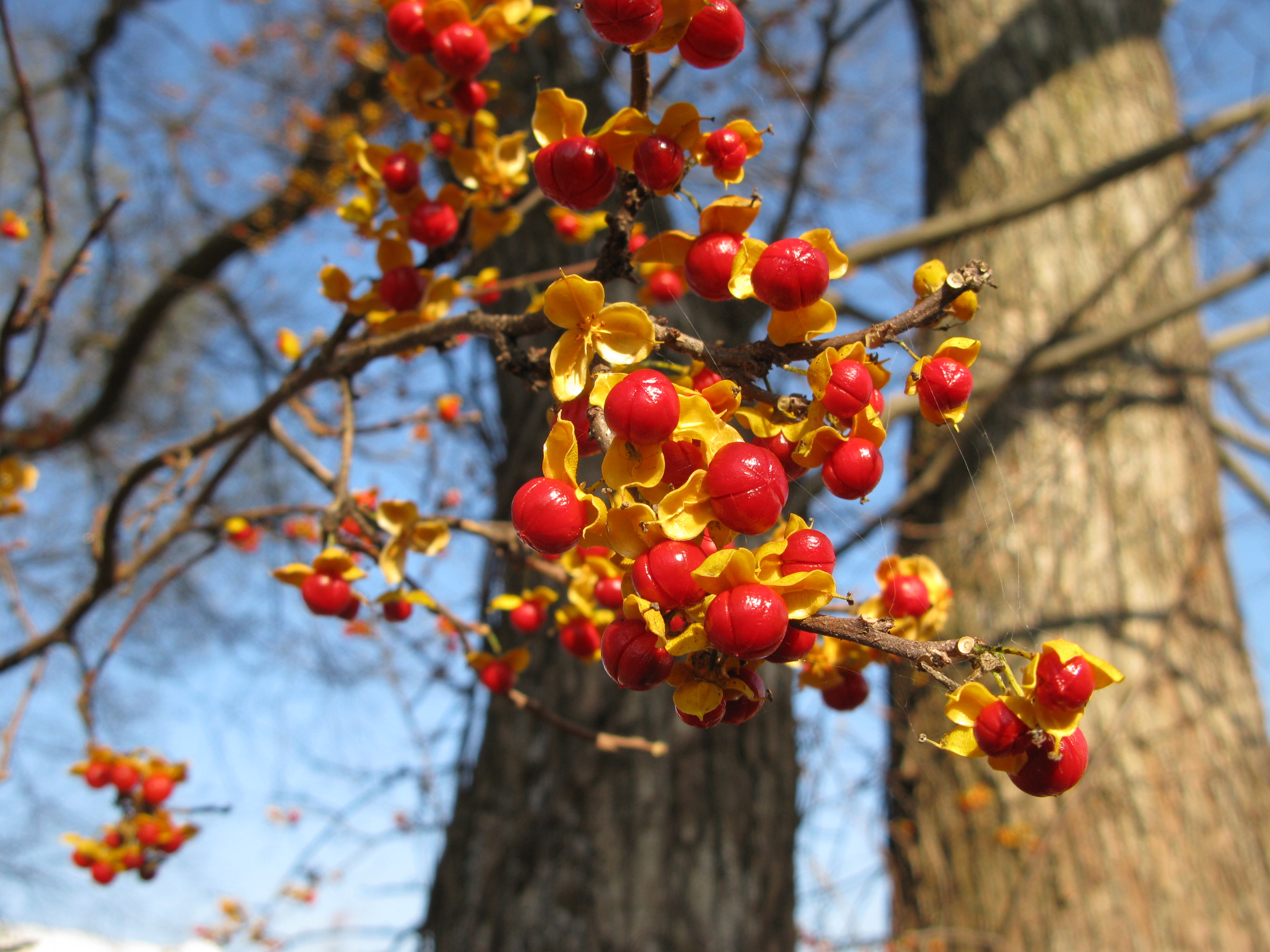
ツルウメモドキ（実） （ニシキギ科） Celastrus orbiculatus

## その他の野草
- 林下の緑陰や湿地を好む植物は、立地の関係上、当ゾーン内には自生していない。それらは、同公園内の「裏山」にあたる山頂付近や沢沿いの「岩杉山遊歩道」「水沢遊歩道（上級者向け登山道）」で見かけられる。スミレサイシン、ニリンソウ、ムラサキケマン、ヤマエンゴサク、チゴユリ、キバナイカリソウ、アズマイチゲ、キクザキイチゲ、ヒトリシズカ、フタリシズカ、サイハイラン、カタクリ、ショウジョウバカマ、エンレイソウ、ツクバネソウ、ウスバサイシン、クルマバハグマ、オクモミジハグマ、センダイトウヒレン、ヒメシロネ、コバギボウシ等は、当ゾーン以外の同公園内で見られる。

- 日当たりの良い湿原に生育する植物は、同公園外の会津東山自然休養林内の湿原に見られる。ノハナショウブ、ミズチドリ、カキラン、キセルアザミ、サワアザミ、タチアザミ、サワオグルマ、サワヒヨドリ、クサレダマ、ヌマトラノオ、ハッカ、エゾミソハギ、ミツガシワ、チダケサシ、アケボノソウ、エゾリンドウの他、シダ類、イネ科、カヤツリグサ科の植物が見られる。

- その他の背炙山公園内及び会津東山自然休養林内の野草（一部木本を含む）
  - クサソテツ、ワラビ、シシガシラ、ゼンマイ、スギナ、ヒカゲノカズラ、アワガエリ、カモガヤ、コヌカグサ、シバ、チヂミザサ、ノガリヤス、チシマザサ、ヒカゲスゲ、マムシグサ、オオウバユリ、シオデ、ヤマガシュウ、ヤマジノホトトギス、オニユリ、シロザ、アカネ、ヘクソカズラ、ヒメヨツバムグラ、タニタデ、アリノトウグサ、イチヤクソウ、ウワバミソウ、コシアブラ、タラノキ、ハリギリ、ツタウルシ、オオバコ、オトコエシ、エゾカタバミ、アキノノゲシ、ヤマニガナ、ブタナ、ヤクシソウ、ハンゴンソウ、イヌドウナ、タマブキ、モミジガサ、センボンヤリ、ノコギリソウ、ノブキ、チチコグサ、ハハコグサ、ヨツバヒヨドリ、キッコウハグマ、イヌヨモギ、オトコヨモギ、ヨモギ、ガンクビソウ、カナムグラ、ムラサキサギゴケ、コナスビ、カワミドリ、カメバヒキオコシ、ヤマハッカ、オオタチツボスミレ、ミヤマシシウド、オオチドメ、イヌタデ、シロバナサクラタデ、ミゾソバ、イタドリ、ミズヒキ、キツリフネ、ツリフネソウ、イヌホオズキ、エビガライチゴ、モミジイチゴ、ダイコンソウ、ヤマブキショウマ、ゲンノショウコ、サルナシ、アカツメクサ、シロツメクサ、ヌスビトハギ、ミヤコグサ、サンショウ、ヒメアオキ、ルイヨウボタン、イヌコリヤナギ、ヨウシュヤマゴボウ、ヤグルマソウ